# Хохберг, фон (род)
фон Хохберг, фон Хохберги, Хохберги (нем. von Hochberg) — германская аристократическая династия, существующий немецкий бывший герцогский, княжеский, графский, баронский и рыцарский род природного дворянства, исторически обитавший в Австрии, Курляндии, Саксонии, Силезии, Чехии. Прямые потомки Шпанхаймского рода, наследники графов фон Промнитц, через которых являются потомками и предполагаемыми сонаследниками Пястовской династии и благодаря чему были претендентами на польский престол. Древнейший существующий баронский род в Германии.
Переселившись из юго-западных германских земель в Майсенское маркграфство, а потом в Силезию, где покупая, продавая, получая в наследство и приданое и периодически теряя богатство и власть, фон Хохберги стали владельцами сотен имений, за несколько сотен лет эволюционировав от мелкопоместных землевладельцев и местных рыцарей-разбойников до мировых земельно-промышленных магнатов и к середине XX-го века в очередной раз лишились всего своего имущества.
В настоящее время взаимоотношения членов рода регулируются семейным собранием.

## Генеалогия

### Происхождение

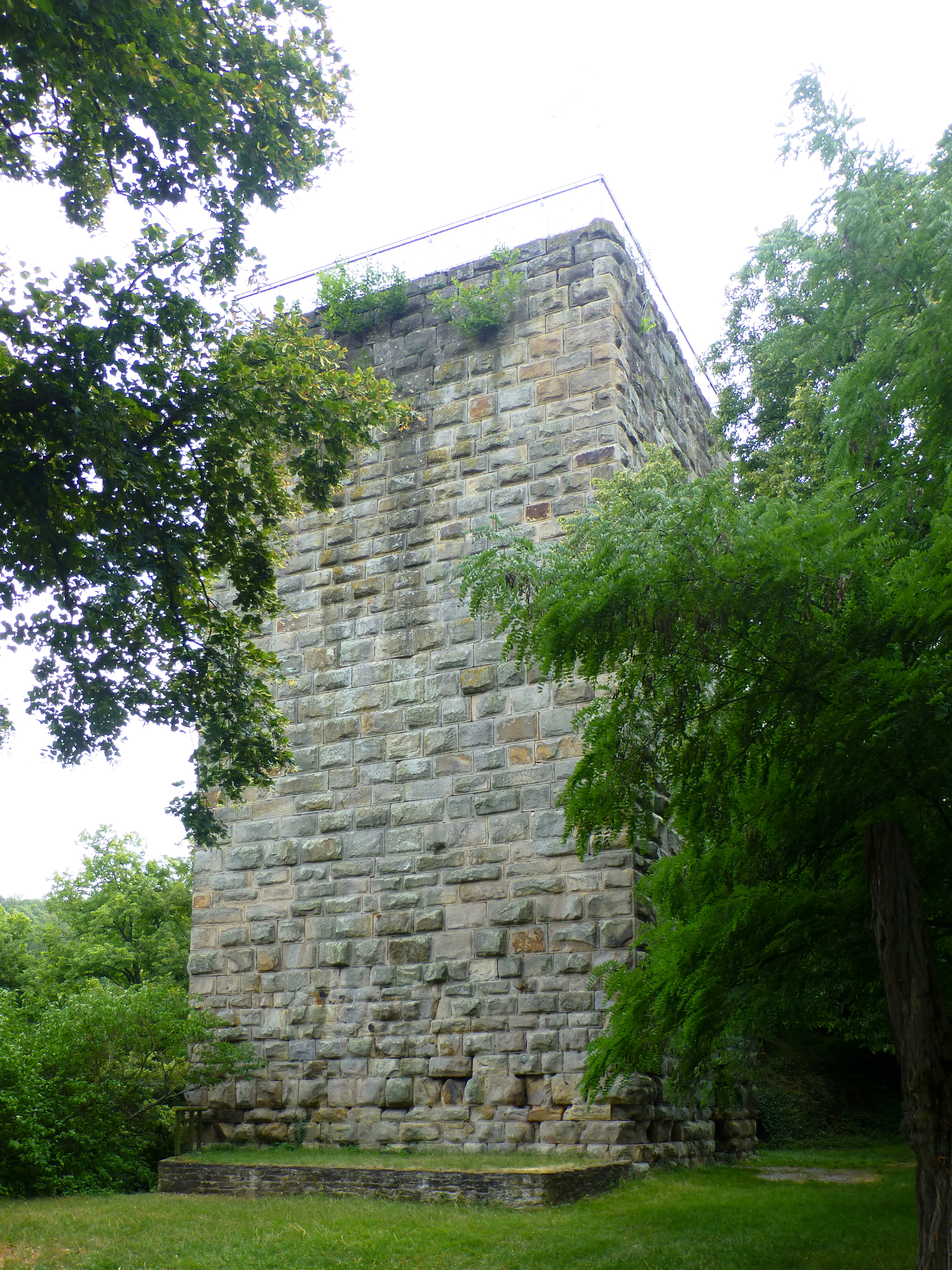
Современный вид замка Шпонхайм (Шпанхайм) — древнейшей резиденции рода в Пфальце

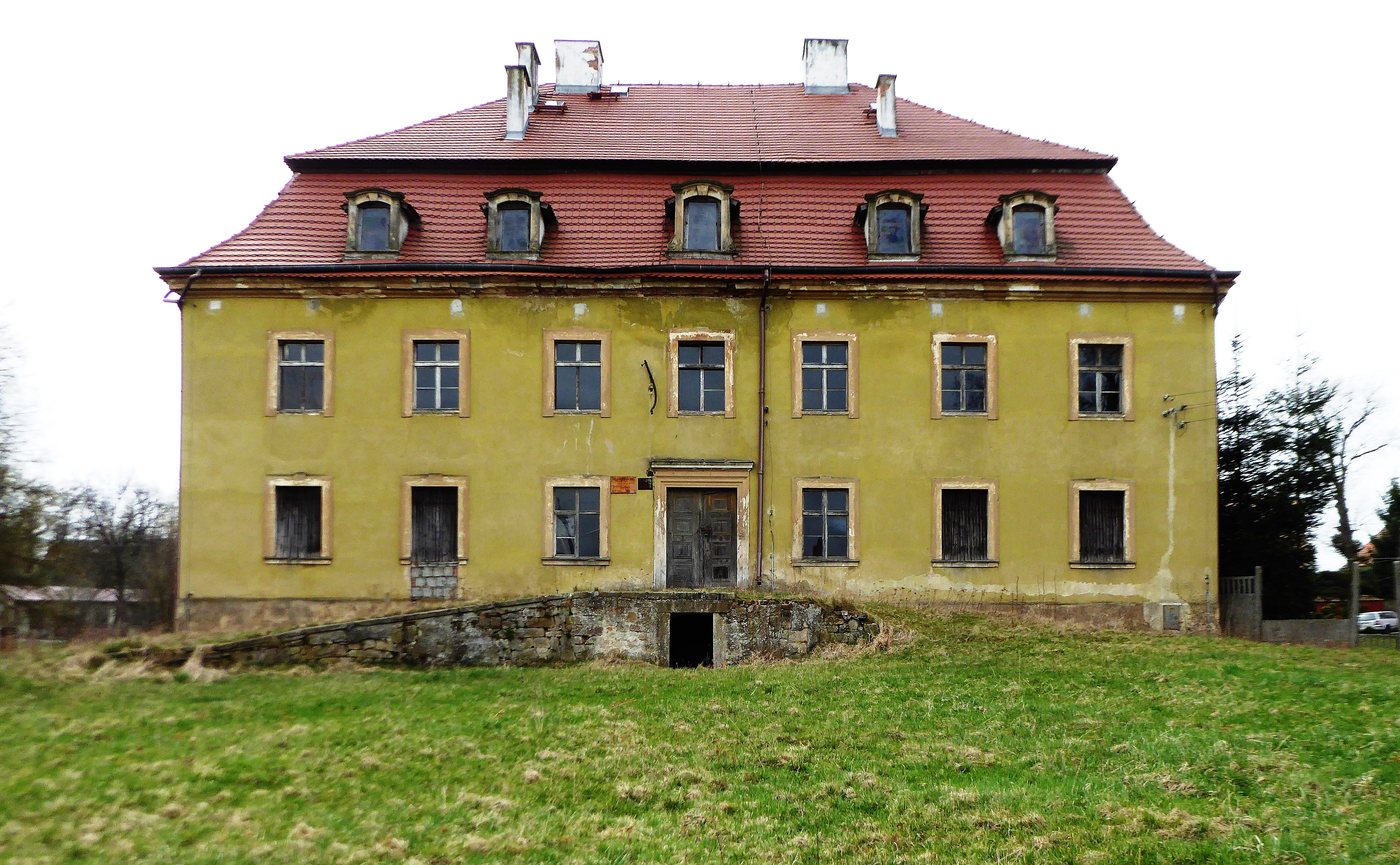
Современный вид бывшего замка Арменру — древнейшей резиденции рода в Силезии

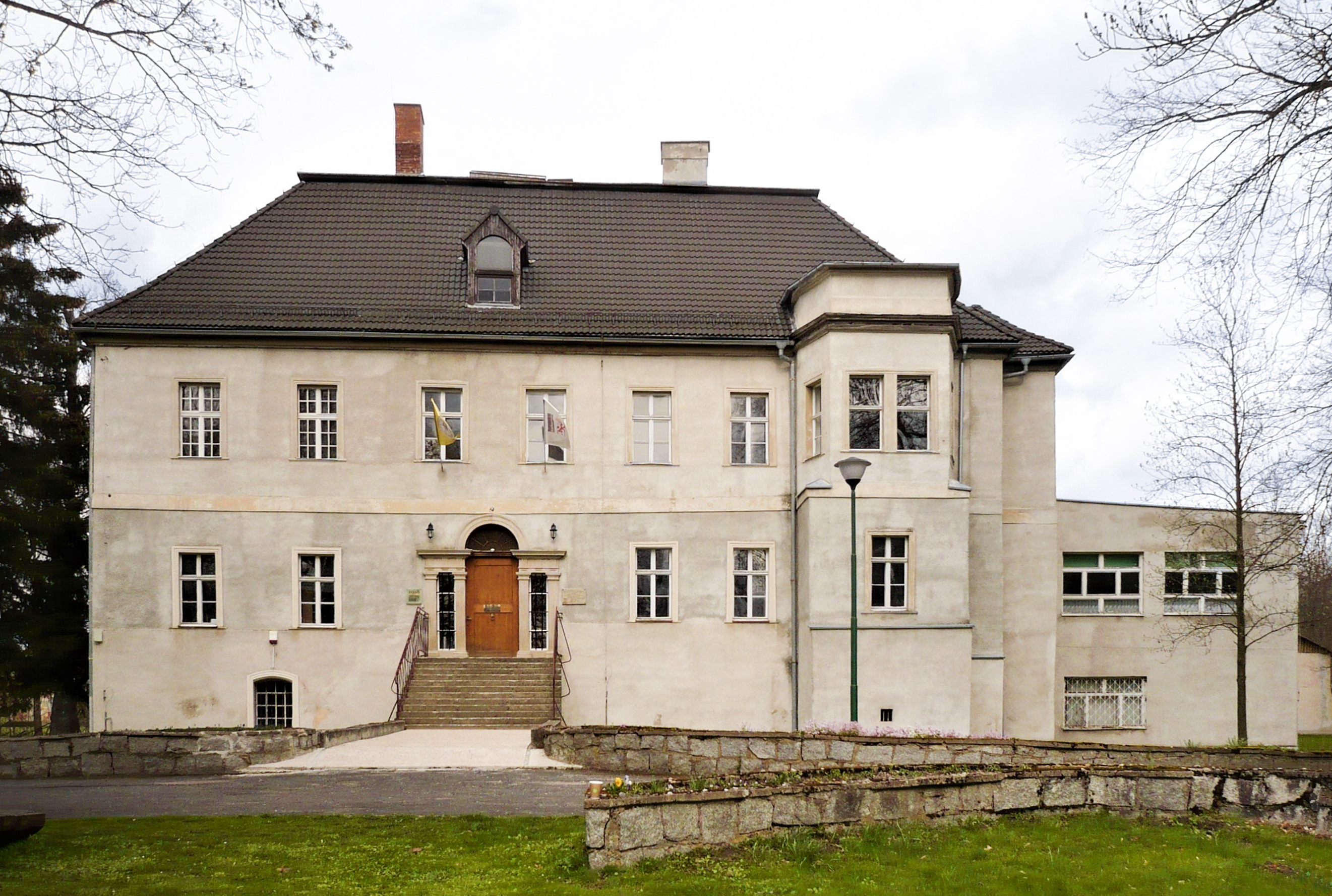
Современный вид бывшего замка Бухвальд

Шпанхаймский граф Зигфрид I, 1-й граф Лебенау получил в приданое за своей второй женой Адельхайд, дочерью представителя Андексской династии графа Арнульфа Диссенского не оставивший впоследствии от себя никаких следов, располагавшийся к северо-западу от Зальцбурга замок Хоенберг (нем. Hohenberg) и передал его своему старшему сыну от первого брака Фридриху, принявшему титул 1-го графа Хоенбергского (Хоенбургского). Сам Фридрих или кто-то из его малоизвестных младших братьев и племянников, использовавших имя фон Хоенберг, считается предком фон Хохбергов.
Родственная связь с правителями Каринтии и Штиртии из Шпанхаймского дома породила ошибочную интерпретацию происхождения фон Хохбергов от герцогов этих земель.
После публикации в середине XIX-го века в своде документов «Дипломатического кодекса королевства Саксонии» грамоты 1185 года, впервые упоминавшей братьев фон Хоберг, некоторые историки ошибочно связали два разных одноимённых рода, одновременно существовавших в Майсене, ложно идентифицировав фон Хохбергов с местным родом министериалов епископов Майсенских фон Хобергов иного герба, происходивших из деревни Хобург, что было показано архивистом Отто Поссе.
Первым представителем рода, известным в Силезии был Дитрих фон Хохберг, рыцарь при дворе князя Болеслава II Силезского. Бывший уже землевладельцем и политическим деятелем, упоминаемый в сохранившихся документах после 1290 года Мельхиор фон Хохберг имел сыновей Фридриха, рыцаря на службе короля Карла I Чешского и Хайнриха, избравшего карьеру прелата. Этим Хайнрихом фон Хохбергом считался князь-аббат Фульдского аббатства Генрих VI фон Хоэнберг, однако ещё в 1722 году граф Конрад-Эрнст-Максимилиан фон Хохберг, изучавший собственную родословную, в переписке с тогдашним Фульдским князем-аббатом Константином фон Буттларом установил отсутствие родства по различию гербов.
Древнейшим документально известным предком, от которого прослеживается непрерывная нисходящая родословная всех фон Хохбергов, был упоминаемый впервые в 1312 году княжеский свидницко-яворский судья Конрад I или Китцольд «Старший» фон Хохберг, рыцарь, владевший имением Диппельсдорф в герцогстве Лигнитц. От его третьего сына Николауса происходит Бухвальдская ветвь, а от шестого — Конрада II или Китцольда «Младшего» — Фюрстенштайнская, достигшая впоследствии наибольшего богатства и могущества.
Внуки Конрада I — пленённый Конрад и павший Ульрих фон Хохберги — рыцари Тевтонского ордена «из Саксонии», участвовавшие под командованием герцога Конрада III Эльского в Грюнвальдской битве.
7 ноября 1741 года в Княжеском зале ратуши в Бреслау братья графы Ханс-Хайнрих III и Конрад-Эрнст-Максимилиан фон Хохберги принесли личную присягу на верность королю Фридриху II, связав почти на 180 лет судьбу своей династии с Прусской монархией.

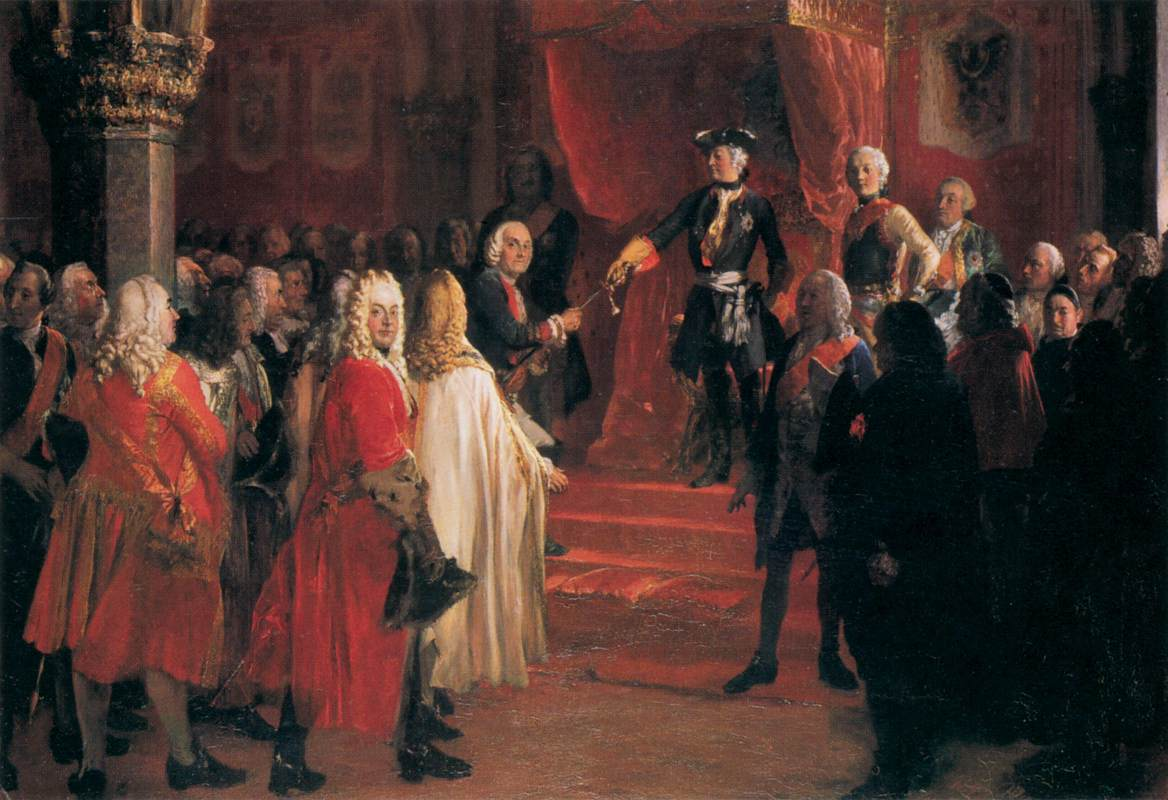
Графы фон Хохберги на картине Адольфа фон Менцеля «Присяга силезских сословий в Бреслау в 1741 году»
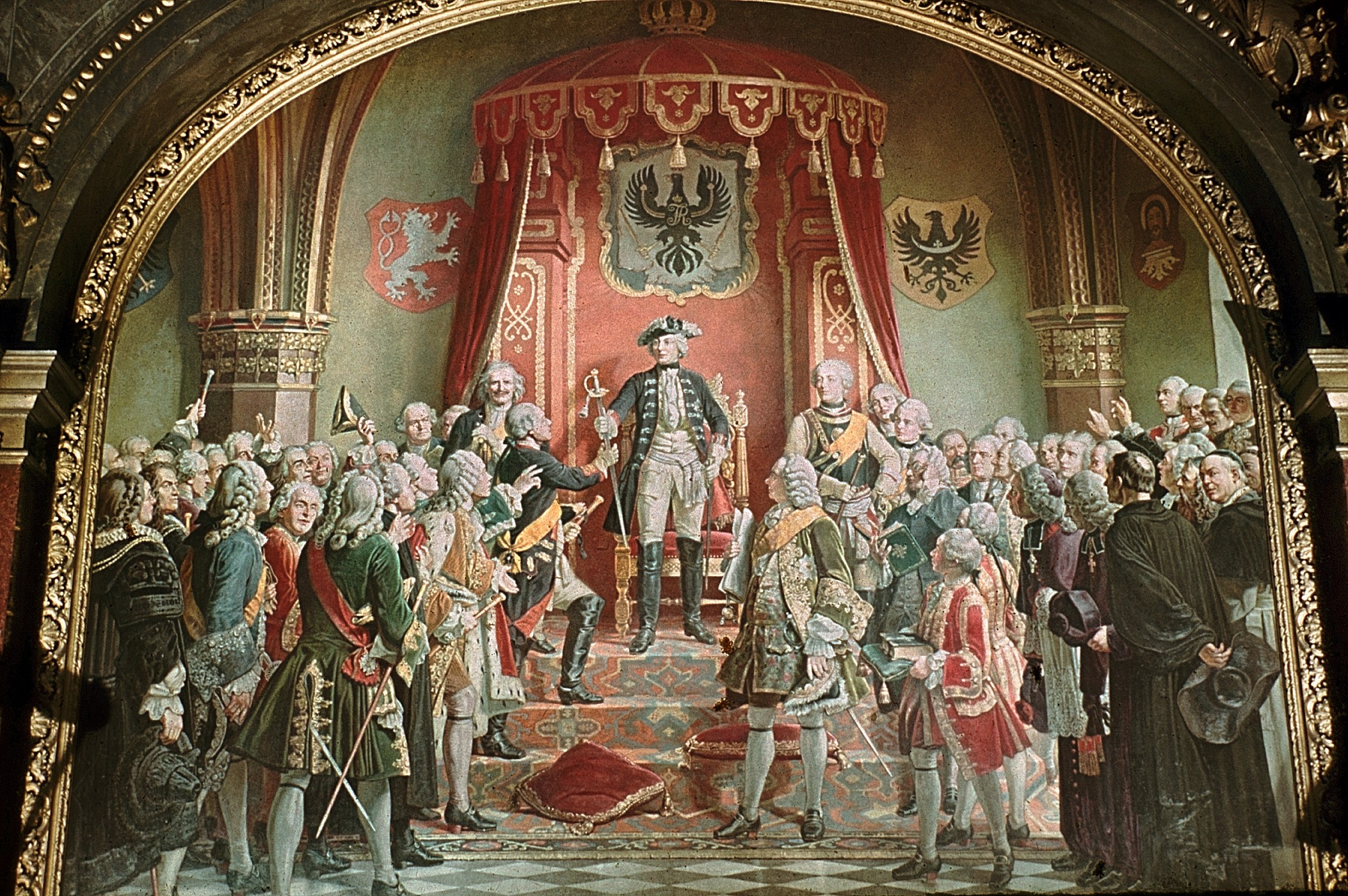
Графы фон Хохберги на фреске Вильгельма Кампхаузена в Зале славы Цейхгауза в Берлине «Присяга силезских сословий Фридриху II в Бреслау в 1741 году»

### Однофамильцы
В Германии одновременно существовали семьи с именем фон Хохберг, непосредственно не связанные родством:
- Бароны, затем графы фон Хохберг — морганатическая супруга баронесса Луиза-Каролина Гейер фон Гейерсберг и дети великого герцога Карла-Фридриха Баденского.
- Баронессы фон Хохберг унд Роттенбург — морганатическая супруга Каролина Алексеи и дочери герцога Хайнриха-Фридриха-Карла Вюртембергского.

### Родословная
Ронштокско-Фюрстенштайнская ветвь

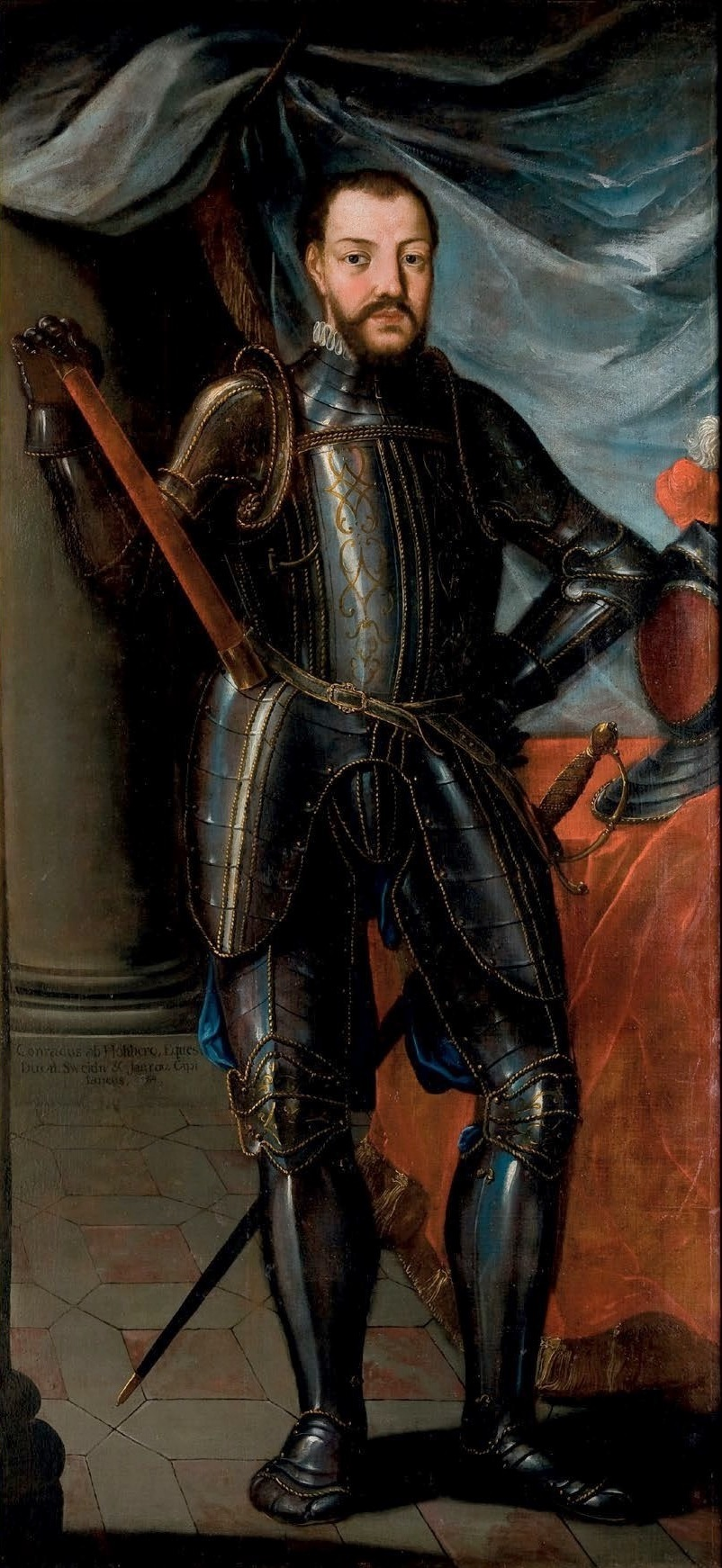
Конрад III фон Хохберг (1527–1568)
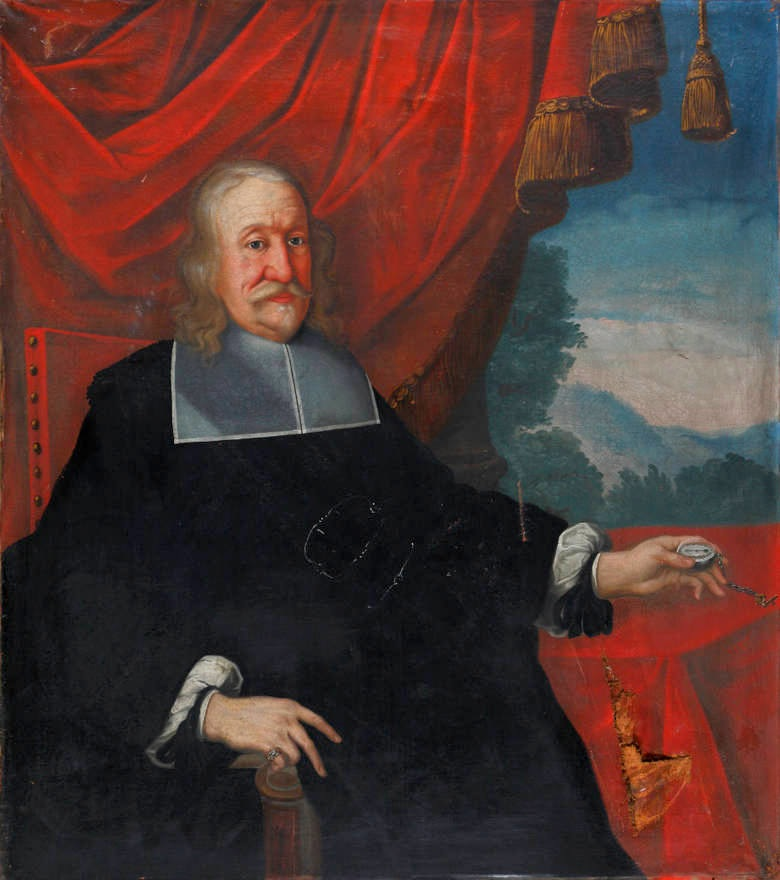
Ханс-Хайнрих I фон Хохберг (1598–1671) — 1-й граф фон Хохберг и барон Фюрстенштайнский
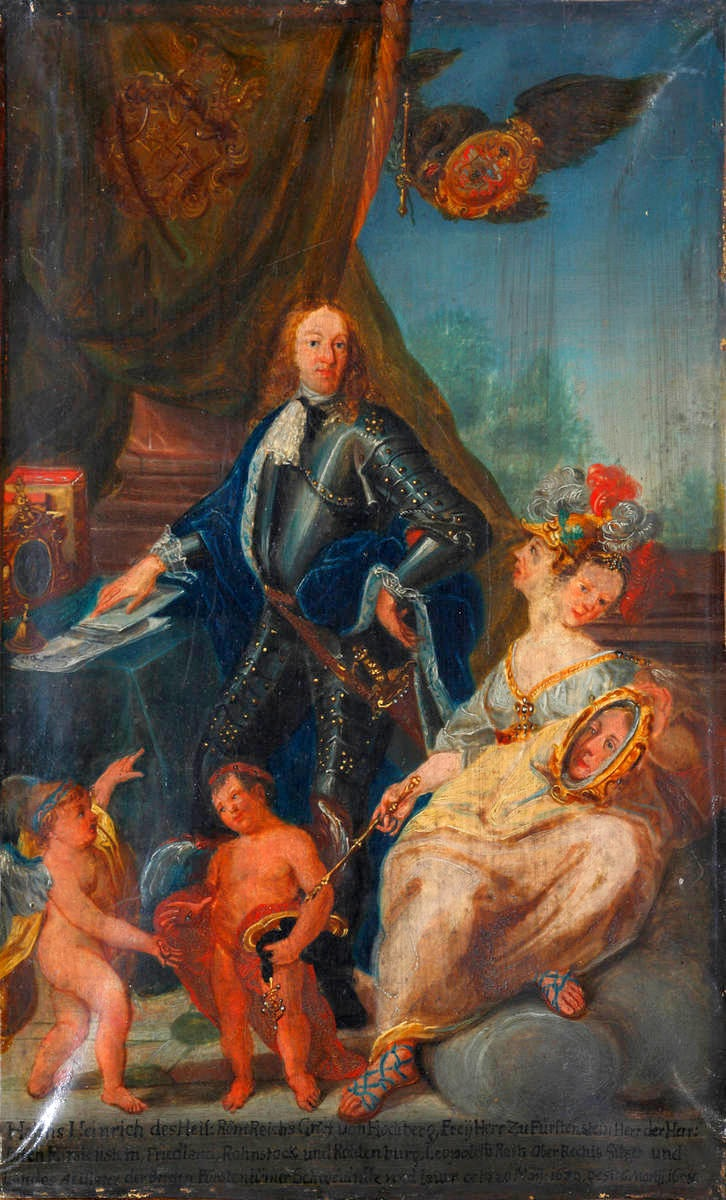
Ханс-Хайнрих II фон Хохберг (1639–1698) — 1-й имперский граф фон Хохберг
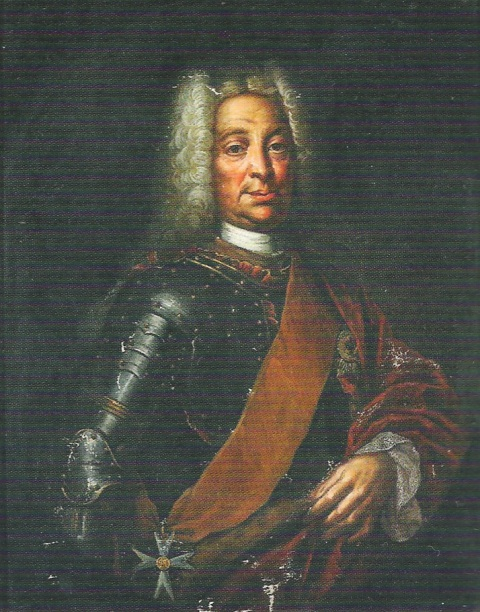
Граф Ханс-Хайнрих III фон Хохберг (1675–1743)
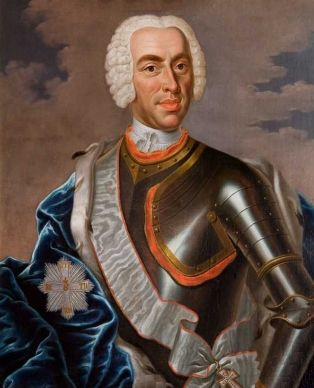
Граф Ханс-Хайнрих IV фон Хохберг (1705–1758)
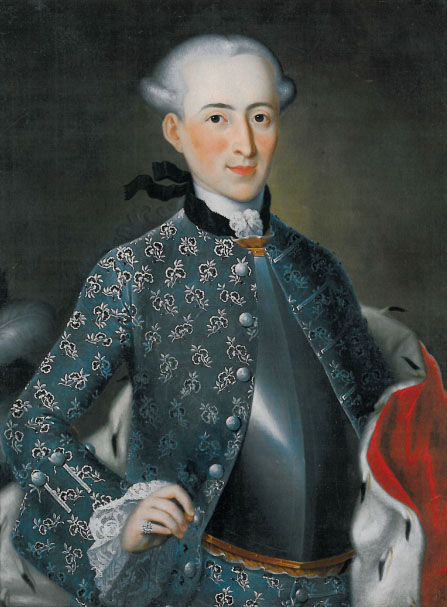
Граф Ханс-Хайнрих V фон Хохберг (1741–1782)
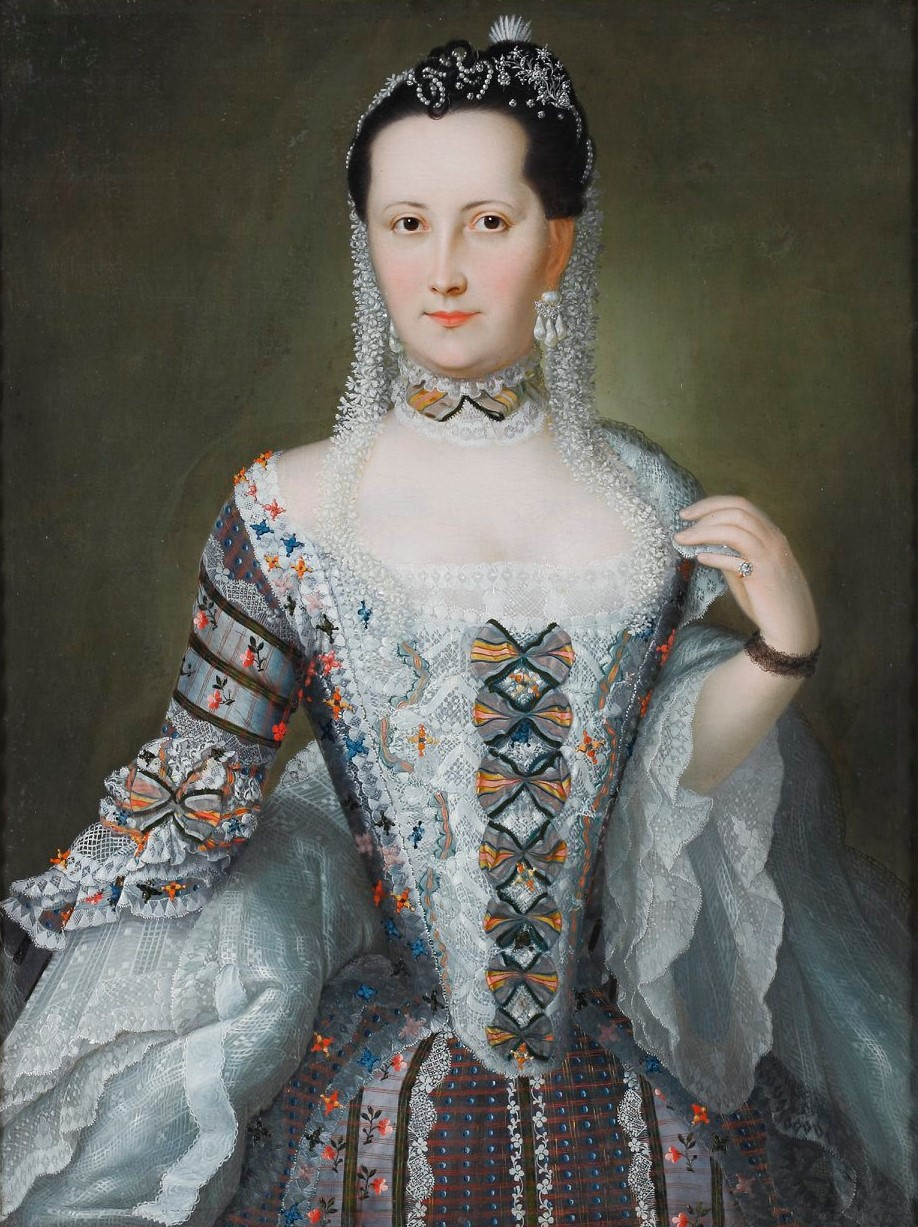
Графиня Христина-Хенриетта фон Хохберг (урождённая графиня Штольберг-Штольбергская) (1738–1776)
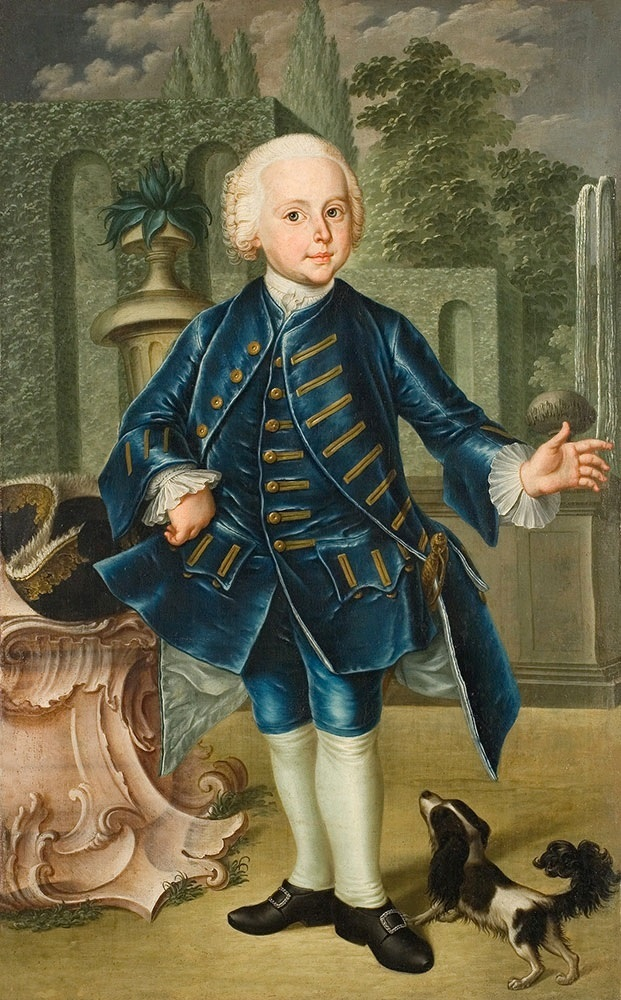
Граф Готтлиб-Ханс-Людвиг фон Хохберг (1753–1791)
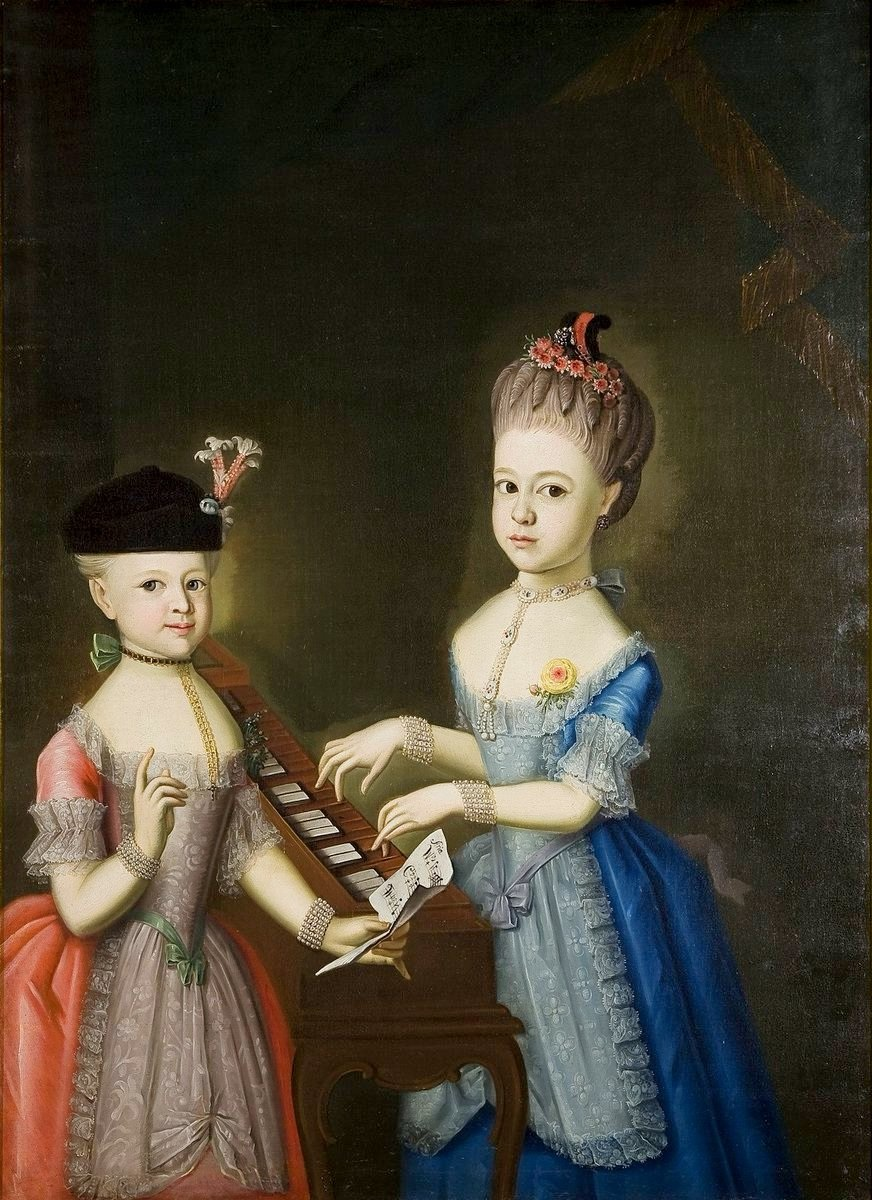
Графини Шарлотта (1763–1800) и Фердинанда (1767–1836) фон Хохберг
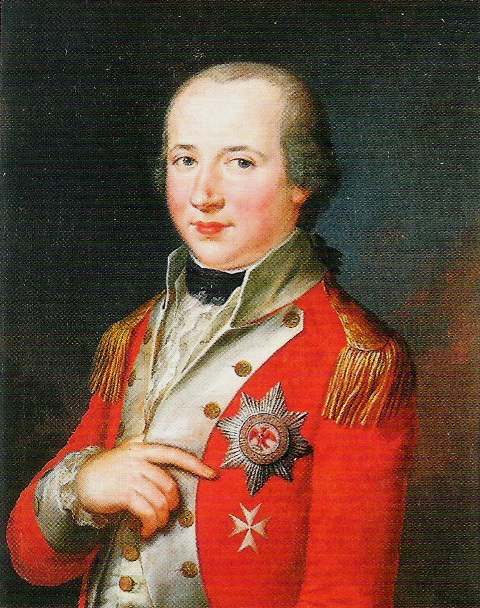
Граф Ханс-Хайнрих VI фон Хохберг (1768–1833)
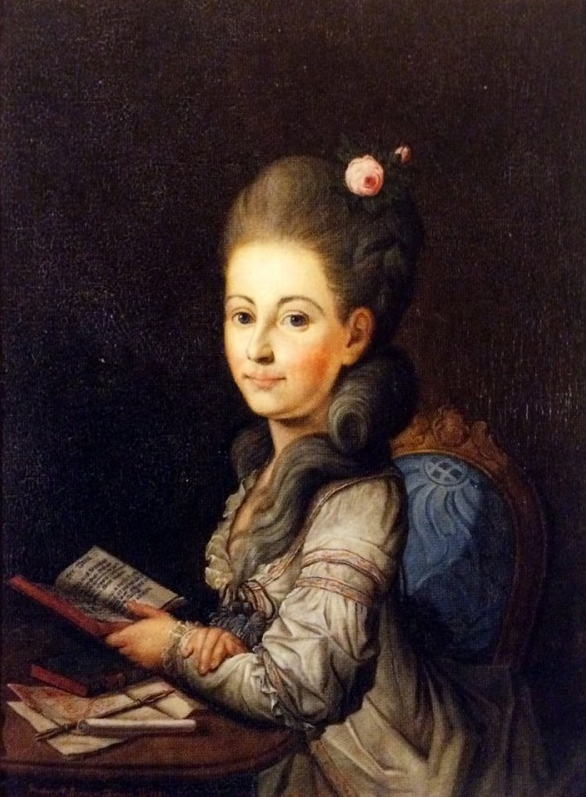
Графиня Анна-Эмилия фон Хохберг (урождённая принцесса Анхальт-Кётен-Плесская) (1770–1830)

- Мельхиор[10], владелец Арменру, императорский тайный советник[11], (упоминается в документах в 1290, 1292, 1309, 1310 годах)[12]
  - Барон Фридрих, владелец Арменру, рыцарь, (упоминается в документах в 1346, 1350 годах) ⚭ N N фон Шёнайх
    - Барон Йоханн (Ханс) I, владелец Арменру и Конрадсвальдау, (упоминается в документах в 1390, 1396 годах) ⚭ Агнеса фон Вайхсдорфф, дочь N N фон Вайхсдорффа и N N фон Рехенберг
      - Христоф, владелец Арменру и Гирсдорфа (—1450) ⚭ Катарина фон Либенталь, дочь Вильриха фон Либенталя и Анны фон Ронау
        - Хедвига (Хедвига II), аббатиса Либентальского монастыря[13]
        - Конрад «Кунц» I, владелец Фюрстенштайна и Ронштока, богемский наместник герцогств Швайднитц и Яуэр, богемский и венгерский тайный советник, комендант Грёдитцбурга, рыцарь ордена Святого Гроба (1450—31 июля 1520, умер от ран, полученных при нападении в Швайднитце) ⚭I Катарина фон Райбнитц (—), дочь Дипранда фон Райбнитца, владельца Гирлахсдорфа, богемского наместника герцогств Швайднитц и Яуэр и его первой жены Барбары фон Шаффгоч ⚭II Ульрика фон Либенталь
          - Христоф, владелец Фюрстенштайна, Кинсбурга, Каудера, Эльсе, императорский тайный советник, (—Швайднитц 20 декабря 1535) ⚭II Еуфемия фон Лёбен (—22 мая 1568), дочь Конрада фон Лёбена, владельца Контопа и Анны фон Виедебах
            - Маргарета (—1591) ⚭ Хайнрих фон Райхенбах, богемский наместник герцогств Швайднитц и Яуэр, (1508—Швайднитц 21 октября 1557)
            - Конрад «Кунц» III, владелец Фюрстенштайна, Кинсбурга и Нойдорфа, богемский наместник герцогств Швайднитц и Яуэр, императорский тайный советник (1527—28 февраля 1568, умер от поражения молнией, похоронен в церкви Святого Николая в Фрайбурге) ⚭ 1548 Катарина фон Калькрёйт (—7 апреля 1577), дочь фон Калькрёйта и Катарины фон Петерсвальд
              - Хайнрих, владелец Фюрстенштайна и Эльсе, (замок Фюрстенштайн 21 июля 1564—Эльсе 10 октября 1613, похоронен в церкви Святой Троицы в Эльсе) ⚭I 1585 Ева фон Четтритц (1565—1587, похоронена в церкви Святой Троицы в Эльсе) ⚭II 1593 Зусанна фон Куль (1578—1620), дочь Бальтасара фон Куля, владельца Каммерау и Анны фон Бибран
                - Ева (—1601, похоронена в церкви Святой Троицы в Эльсе)
                - Граф Ханс-Хайнрих I, владелец Фюрстенштайна, наследственный член Чешского сейма, богемский наместник и предводитель дворянства герцогств Швайднитц и Яуэр, императорский тайный советник, силезский делегат Рейхстага, рыцарь ордена Иоаннитов, учился в Лейпцигском, Падуанском, Сиенском и Франкфуртском-на-Одере университетах (Эльсе 10 февраля 1598—Либихау 9 августа 1671, похоронен в церкви Святого Николая в Фрайбурге) ⚭I 19 октября 1627 Хелена фон Геллхорн[14] (24 июля 1610—замок Фюрстенштайн 19 марта 1662), дочь Фридриха II фон Геллхорна, предводителя дворянства герцогств Швайднитц и Яуэр, австрийского действительного тайного советника и камергера ⚭II 26 февраля 1664 баронесса Зусанна-Хедвига фон Шаффгоч (1632-6 августа 1692, похоронена в церкви Святого Николая в Фрайбурге)
                  - Графиня Мария[15] (2 марта 1629—26 октября 1683) ⚭ ноября 1648 барон Ханс-Фридрих фон Нимпч, владелец Эльсе, богемский канцлер и наместник герцогств Швайднитц и Яуэр, императорский действительный тайный советник и камергер, имперский генерал-фельдвахтмейстер, (ноября 1629—19 апреля 1692), сын Ханса фон Нимпча, богемского предводителя дворянства и главного сборщика налогов герцогств Швайднитц и Яуэр и Барбары фон Фалькенхайн
                  - Граф Хайнрих-Христоф, наследственный член Чешского сейма, (3 ноября 1630—6 ноября 1675) ⚭ 30 сентября 1659 баронесса Анна-Катарина фон Рохов, владелица Кинсбурга, вдова барона Моритца-Аугуста фон Рохова, имперского генерал-фельдвахтмейстера и бранденбургского полковника, урождённая графиня Гогенцоллерн-Зигмарингенская (14 мая 1618—15 февраля 1670), дочь графа Иоханна-Георга I Гогенцоллерн-Зигмарингенского[16], наследственного имперского камергера, силезского генерала, рыцаря ордена Иоаннитов[17] и баронессы Катарины Берка фон Дуба унд Лейпа
                  - Хелена (Бреслау 21 мая 1633—1639)
                  - Граф Конрад X, владелец Ронштока, наследственный член Чешского сейма, (Козмин-Велькопольски 30 апреля 1635—16 февраля 1698) ⚭ 12 февраля 1662 баронесса Хелена фон Шаффгоч[18] (замок Плагвитц 1618—7 октября 1687), дочь барона Готтхарда фон Шаффгоча[19] и Хелены фон Четтритц
                  - Барон[20] Фридрих, имперский офицер, (Петерсвальдау 17 октября 1636—1 августа 1664, пал в битве при Сент-Готхарде)
                  - Граф Ханс-Хайнрих II, владелец Фюрстенштайна, Ронштока и Ротенбурга, наследственный член Чешского сейма, предводитель дворянства герцогств Швайднитц и Яуэр, императорский тайный советник, рыцарь ордена Иоаннитов, (замок Фюрстенштайн 20 мая 1639—Бреслау 16 марта 1698) ⚭ замок Праусс 1 декабря 1665 Мария-Юлиана фон Боршнитц[21] (Панквитц 4 мая 1650—замок Цирлау 26 мая 1708), дочь Георга фон Боршнитца, предводителя дворянства герцогства Бриг и Евы фон Рёдерн
                    - Граф Христоф-Леопольд (24 марта 1668—19 августа 1670)
                    - Графиня Ева (15 декабря 1668—умерла во младенчестве)
                    - Графиня Хелена-Мария (1671—умерла во младенчестве)
                    - Графиня Юлиана-Шарлотта Элизабет (19 ноября 1672—13 января 1731), психически больная ⚭ 31 марта 1693 граф Юлиус-Готтлиб фон Зуннегк, барон Яссеницкий, владелец Билитца, императорский камергер, (13 января 1665—26 августа 1724)
                    - Граф Ханс-Хайнрих III, владелец Ронштока и Ротенбурга, наследственный член Чешского сейма, императорский действительный тайный советник, кавалер прусского ордена Чёрного орла (замок Фюрстенштайн 6 мая 1675—замок Роншток 9 июля 1743) ⚭I 24 ноября 1699 баронесса Анна-Элизабет фон Цедлитц унд Нойкирх (2 апреля 1685—замок Роншток 3 апреля 1724), дочь барона Карла-Юлиуса фон Цедлитц унд Нойкирха и баронессы Марии-Элизабеты фон Лунди ⚭II Тарновитц 9 ноября 1729 графиня Каролина-Элизабет Хенкель фон Доннерсмарк[22] (замок Нойдек 28 января 1693—Лигнитц 11 октября 1757), дочь графа Карла-Максимилиана Хенкеля фон Доннерсмарка[23], владельца Нойдека и графини Хелены-Хедвиги фон Рёдерн
                      - Графиня Юлиана-Шарлотта-Элизабет (замок Фюрстенштайн 28 октября 1704—замок Роншток 16 января 1719), в 1719 году помолвлена с бароном Бениамином фон Бибран унд Модлау, британско-ганноверским и польско-саксонским камергером, кавалером прусского ордена Великодушия[24]
                      - Граф Ханс-Хайнрих IV, владелец Фюрстенштайна, Фридланда, Ронштока, пребендарий Магдебургского архиепископства, рыцарь ордена Иоаннитов, кавалер датского ордена Даннеброга (замок Фюрстенштайн 30 сентября 1705—там же 7 апреля 1758) ⚭ замок Штольберг 5 февраля 1727 графиня Луиза-Фридерика Штольберг-Штольбергская[25] (замок Штольберг 1 июня 1710—замок Роншток 31 октября 1757), дочь правящего имперского графа Христофа-Фридриха Штольберг-Штольбергского и баронессы Хенриетты-Катарины фон Бибран унд Модлау
                        - дочь (замок Штольберг 30 июля 1728—там же 30 июля 1728)
                        - Граф Фридрих-Хайнрих-Людвиг (4 ноября 1729—7 марта 1730)
                        - Графиня Луиза-Хенриетта Каролина Элизабет, кавалерственная дама ордена Совершенного согласия, (замок Киттлитцтребен 14 января 1731—Берлин 18 октября 1764, умерла при родах) ⚭I замок Роншток 28 апреля 1755 граф Хайнрих-Людвиг-Карл фон Хохберг, прусский шталмейстер, рыцарь ордена Иоаннитов, (1714—1755) ⚭II 5 сентября 1760 граф Христиан-Вильгельм Зигмунд фон Посадовски[26], прусский генерал-лейтенант, кавалер ордена «За заслуги» (Ашерслебен 3 ноября 1725—замок Пильграмсдорф 17 февраля 1791), сын графа Карла-Фридриха фон Посадовски, директора Лигницской рыцарской акдемии, прусского генерал-лейтенанта, кавалера прусского ордена Чёрного орла и ордена «За заслуги» и Элеоноры-Элизабет фон Зайдлитц унд Голау
                        - Граф Ханс-Хайнрих (6 июня 1733—18 ноября 1733)
                        - Граф Готтлиб (Готтлоб)-Конрад (19 декабря 1735—21 июля 1736)
                        - Граф Ханс-Хайнрих Эрнст Людвиг (5 августа 1739—20 марта 1740)
                        - Граф Ханс-Хайнрих V, владелец Фюрстенштайна и Фридланда, рыцарь ордена Иоаннитов, кавалер ордена Совершенного согласия, учился в Галльском университете (замок Киттлитцтребен 6 ноября 1741—замок Фюрстенштайн 22 мая 1782) ⚭ замок Штольберг 18 ноября 1762 графиня Христина-Хенриетта Луиза Штольберг-Штольбергская[27], бывшая канонисса Кведлинбургского монастыря, кавалерственная дама ордена Совершенного согласия, (замок Штольберг 1 сентября 1738—Берлин 9 декабря 1776, умерла от оспы, похоронена в церкви Святой Троицы в Берлине), дочь правящего имперского графа Христофа-Людвига II Штольберг-Штольбергского и графини Луизы-Шарлотты Штольберг-Росславской[28]
                          - Графиня Шарлотта-Хенриетта Христиана Августа (замок Фюрстенштайн 6 октября 1763—19 января 1800) ⚭ 30 сентября 1783 граф Готтлиб фон Хохберг[29]
                          - Графиня Иоанна-Христиана (15 октября 1764—23 октября 1775)
                          - Графиня Фердинанда-Хенриетта (24 февраля 1767—замок Хинтерглайхау 26 декабря 1836, похоронена в склепе замка Хинтерглайхау) ⚭ замок Роншток 31 июля 1789 граф Людвиг Готтлиб Шёнбург-Глайхауский, баварский генерал-майор, (Глайхау 27 августа 1762—Глайхау 1 мая 1842, похоронен в склепе замка Хинтерглайхау), сын графа Альбрехта Христиана Эрнста Шёнбургского, императорского действительного тайного советника, прусского подполковника, рыцаря ордена Иоаннитов и графини Магдалены Франциски Элизабеты Шёнбургской, кавалерственной дамы ордена Совершенного согласия
                          - Граф Ханс-Хайнрих VI[30], владелец Фюрстенштайна, Фридланда, Ронштока, наследственный член Силезского ландтага, предводитель дворянства Швайднитцкого округа, член кафедрального капитула Хальберштадтского собора[31], рыцарь ордена Иоаннитов, кавалер прусского ордена Красного орла и польского ордена Белого орла (замок Фюрстенштайн 22 апреля 1768—замок Цютцен 7 мая 1833) ⚭ замок Плесс 20 мая 1791 принцесса Анна-Эмилия Анхальт-Кётен-Плесская[32] (замок Плесс 20 мая 1770—замок Фюрстенштайн 1 ноября 1830), дочь князя Фридриха-Эрдманна Анхальт-Кётен-Плесского[33], прусского и французского генерал-лейтенанта, кавалера ордена Чёрного орла и графини Луизы Фердинанды Штольберг-Вернигеродской[34], бывшей канониссы Кведлинбургского монастыря
                            - Граф Ханс-Хайнрих VIII (замок Фюрстенштайн 31 декабря 1795—там же 1 января 1796, умер от нарушения мозгового кровообращения, похоронен на острове в Лебяжьем пруду в парке замка Фюрстенштайн)
                            - Граф Ханс-Хайнрих IX (замок Фюрстенштайн 31 октября 1802—там же 2 ноября 1802, умер от нарушения мозгового кровообращения, похоронен на острове в Лебяжьем пруду в парке замка Фюрстенштайн)
                            - Графиня Луиза, владелица Миттель-Лациска (Берлин 27 февраля 1804—замок Цютцен 2 января 1851) ⚭ замок Фюрстенштайн 1 октября 1827 граф Эдуард фон Кляйст[35], барон Цютценский, владелец Цютцена, прусский майор, рыцарь ордена Иоаннитов (замок Либерозе 2 ноября 1795—замок Цютцен 21 марта 1852), старший сын Леопольда фон Кляйста[36], прусского полковника, рыцаря ордена Иоаннитов, кавалера саксонского Военного ордена Святого Генриха и французского ордена Почётного легиона и Фридерики-Августы фон Клитцинг
                            - Князь Ханс-Хайнрих X (1806—1855)
                            - Графиня Шарлотта, владелица Селецкого замка (Берлин 2 декабря 1806—Дрезден 24 марта 1882) ⚭ 16 июня 1835 граф Фридрих Штольберг-Вернигеродский, владелец Петерсвальдау, рыцарь ордена Иоаннитов, (Берлин 17 января 1804—замок Петерсвальдау 5 января 1865), сын графа Фердинанда фон Штольберг-Вернигеродского, маршала Силезского ландтага, прусского действительного тайного советника, рыцаря и командора ордена Иоаннитов, и графини Марии-Агнес Штольберг-Штольбергской, кавалерственной дамы прусского ордена Луизы

                          - Граф Ханс-Хайнрих VII (замок Фюрстенштайн 27 октября 1769—7 апреля 1771)
                          - Граф Иоханн (Ханс) Георг (1 сентября 1771—1772)
                          - Граф Георг Готтлиб (Готтлоб) (замок Фюрстенштайн 14 октября 1772—там же 17 октября 1772)

                        - Графиня Хенриетта-Фридерика (замок Роншток 20 февраля 1744—Виршковитц 9 апреля 1795) ⚭ замок Роншток 28 декабря 1762 граф Хайнрих-Вильгельм фон Райхенбах, владелец Нойшлосса, наследственный обер-егермейстер в герцогстве Силезия, прусский действительный тайный советник, кавалер прусского ордена Красного орла (Виршковитц 19 апреля 1733—там же 9 января 1819), единственный сын графа Христофа-Хайнриха фон Райхенбаха, кавалера прусского ордена Чёрного орла и вюртембергского охотничьего ордена Святого Губерта
                        - Графиня Христина София Фридерика (замок Роншток 21 декабря 1746—замок Гирсдорф 18 июня 1772) ⚭ замок Фюрстенштайн 2 мая 1770 граф Эрдманн-Густав фон Рёдерн (замок Хольштайн 30 мая 1742—Ростерсдорф 3 марта 1820), сын графа Эрдманна-Карла фон Рёдерна[37] и графини Фридерики фон Шметтау[38]
                        - Граф Готтлиб (Готтлоб)-Ханс-Людвиг, владелец Ронштока, Киттлитцтребена, Вернерсдорфа, Грунау, Пушкау, Чехена (замок Роншток 20 мая 1753—14 ноября 1791) ⚭I замок Хартенштайн 19 августа 1779 графиня София Фридерика Эрдмута Шёнбург-Хартенштайнская (24 марта 1756—замок Роншток 22 марта 1782, умерла от травм, полученных при падении с лошади), единственная дочь правящего графа Фридриха-Альбрехта Шёнбург-Хартенштайнского и графини Эрдмуты Магдалены Шёнбург-Штайнской ⚭II 30 сентября 1783 графиня Шарлотта фон Хохберг

                      - Граф Карл-Хайнрих-Максимилиан (28 июля 1733—21 марта 1736)

                    - Графиня Юлиана-Элизабет (1676—умерла во младенчестве)
                    - Графиня Элеонора-Каролина (30 августа 1677—замок Манце 26 сентября 1739) ⚭ 9 октября 1697 граф Карл-Христиан фон Гфуг, барон Феллендорфский, владелец Манце, (—10 октября 1721), сын Адама фон Гфуга и Анны-Барбары фон Эбен унд Бруннен
                    - Граф Конрад-Хайнрих (15 января 1679—15 января 1679)
                    - Графиня Анна-Катарина (22 апреля 1680—23 апреля 1680)
                    - Граф Конрад-Эрнст-Максимилиан, богемский королевский комиссар, наследственный член Чешского сейма, императорский действительный тайный советник[39], рыцарь и Вербенский командор ордена Иоаннитов, кавалер прусского ордена Чёрного орла, учился во Франкфуртском-на-Одере университете[40] (Швайднитц 19 августа 1682—замок Цирлау 26 июня 1742) ⚭I 13 октября 1706 графиня Регина-Изабелла Виндиш-Гретцская[41] (18 сентября 1678—замок Фюрстенштайн 27 декабря 1706), дочь графа Адама Виндиш-Гретцкого и графини Анны-Марии фон Рюбер ⚭II Берлин 21 апреля 1711 баронесса Агнес-Хелена фон Флемминг[42] (Базентин 31 декабря 1690—замок Фюрстенштайн 5 апреля 1721), дочь барона Франца-Людвига фон Флемминга, владельца Базентина, наследственного ланд-маршала в Померании и Софии Сабины Юлианы фон Флемминг ⚭III замок Бургк 14 ноября 1723 графиня Христина-Доротея Рейсс-Унтергрейцская[43] (замок Грайц 25 сентября 1699—замок Цирлау 6 сентября 1752), дочь правящего имперского графа Хайнриха XIII Рейсс-Унтергрейцкого и графини Софии Элизабет Штольберг-Ильзенбургской[44]
                      - Графиня Юлиана-Доротея Шарлотта[45] (замок Фюрстенштайн 10 июня 1713—Бреслау 22 мая 1757) ⚭ замок Фюрстенштайн 25 ноября 1735 правящий имперский граф Хайнрих II Рейсс на Лобенштайне[46], императорский камергер, (замок Лобенштайн 19 июля 1702—там же 6 мая 1782). сын графа Хайнриха XV Рейсса на Лобенштайне и Эрнестины-Элеоноры Шёнбург-Вальденбургской
                      - Граф Хайнрих-Людвиг-Карл, прусский шталмейстер[47], рыцарь ордена Иоаннитов, (замок Фюрстенштайн 30 октября 1714—там же 29 июля 1755) ⚭ замок Роншток 28 апреля 1755 графиня Луиза-Хенриетта фон Хохберг, кавалерственная дама ордена Совершенного согласия, (замок Киттлитцтребен 1731—Берлин 1764)
                      - Графиня Агнес-Изабелла-Клара-Мария (замок Фюрстенштайн 12 февраля 1716—там же 20 июля 1744)
                      - Графиня Элеонора-Элизабет-Максимилиана[48] (замок Фюрстенштайн 26 марта 1718—Бреслау 9 марта 1766) ⚭ замок Фюрстенштайн 14 января 1744 барон Карл Эрнст-Фердинанд фон Мудрах, владелец Лиссы, прусский интендант королевских строений в герцогстве Силезия (Бреслау 27 сентября 1700—там же 29 декабря 1757), сын барона Фейта-Фердинанда фон Мудраха и Анны-Софии фон Шольц

                    - Граф Карл-Фридрих-Леопольд, студент Утрехтского университета и бывший студент Франкфуртского-на-Одере университета[40], (замок Фюрстенштайн 14 января 1687—Эйсселстейн 27 сентября 1703, умер от травм, полученных при падении с лошади, похоронен в церкви Бюркерк[49], урна с сердцем установлена в церкви в Утрехте[50])

                  - Фердинанд I (1641—умер во младенчестве)
                  - Ханс-Фридрих (1642—умер во младенчестве)
                  - Граф Максимилиан-Леопольд I, владелец Фридланда, наследственный член Чешского сейма, (замок Фюрстенштайн 20 июня 1644—Бреслау 15 июня 1700) ⚭I Троппау 14 января 1671 (развод в 1685) графиня Элеонора Эусебия Зусанна фон Опперсдорф (22 июля 1652—Вена 30 августа 1691), дочь графа Венцеля II фон Опперсдорфа, богемского наместника герцогств Троппау и Ягерндорф, императорского тайного советника и камергера, ⚭II 1694 графиня Хедвиг-Христина фон Альмеслое, геннант Таппе[51] (—Бреслау 4 декабря 1741), дочь графа Христофа фон Альмеслое, нидерландского полковника и графини Иоханны-Терезии Трухзессин фон Ветцхаузен
                    - Графиня Мария Шарлотта Зусанна Каролина (Marie-Charlotte-Susanna-Carolina)[52], кавалерственная дама ордена Звёздного креста[53] (Фридланд 17 ноября 1671—Вена 21 февраля 1709) ⚭I 19 февраля 1697 барон Людвиг-Райнгольд (Райнхольд) фон Лильгенау[54], владелец Праусса (1663—27 сентября 1707), сын барона Вильгельма-Венцеля фон Лильгенау, лигнитцко-волауско-бригского канцлера и первого министра, обер-гофмаршала, императорского камергера, бранденбургского подполковника ⚭II Вена 1707 граф Карло-Антонио (Карлантонио) фон Джаннини, маркиз Карпинето[55], моденский посланник и полномочный министр в Вене, государственный секретарь, тайный советник и камергер (1654—15 марта 1742), сын маркиза Кристофоро Джаннини, моденского полковника и графини Аугустины Д’Алли
                    - Граф Франц-Фердинанд Антон, апостольский протонотарий, аббат монастыря Святого Викентия и настоятель кафедрального собора Святых Викентия и Якова, императорский действительный тайный советник[56], монах Ордена премонстрантов (Фридланд 14 ноября 1674—14 ноября 1729, похоронен в «Часовне Хохберга» при церкви Святых Викентия и Якова в Бреслау)
                    - Граф Максимилиан-Леопольд II, наследственный член Чешского сейма, брауншвейгский обер-комендант Фюрстенберга, бывший монах Ордена премонстрантов и священник-капеллан польского королевича Якуба-Людвига Собеского (7 декабря 1676—Вольфенбюттель 11 марта 1750) ⚭I 27 декабря 1726 Катарина-Юлиана фон Оппен, урождённая баронесса фон Максен (1667—Гатерслебен 21 января 1741), дочь барона Георга фон Максена, владельца Йезера и Анны фон Айхендорфф, ⚭II графиня Мария-Анна Кресцентия фон Риндсмауль[57], саксонско-вайссенфельская придворная дама (1699—Берлин 10 июня 1755), дочь графа Вольфганга-Альбрехта фон Риндсмауля, императорского обер-гофмейстера, тайного советника и камергера, и баронессы Марии-Катарины фон Нойдек, императорской обер-гофмейстерины, кавалерственной дамы ордена Звёздного креста

                  - Фердинанд (Ferdinand) II (15 декабря 1645—умер во младенчестве)
                  - Графиня Барбара Хелена Катарина (Barbara-Helene-Katharine)[58] (замок Фюрстенштайн 14 мая 1647—9 апреля 1720) ⚭I 13 октября 1665 Георг-Рудольф фон Шиндель[59], владелец Обер-Вайстритца (Буркерсдорф—), сын Вигласа III фон Шинделя и Хедвиг фон Геллхорн, ⚭II 25 ноября 1683 Адам-Венцель фон Лествитц, богемский главный сборщик налогов герцогства Бреслау[60] (—4 марта 1720), сын Христофа-Фридриха фон Лествитца и Анны-Иоханны фон Лествитц
                  - сын (1649—1649)
                  - Графиня Зусанна (Susanna) (замок Фюрстенштайн 14 января 1653—) ⚭ ноября 1678 барон Ханс-Георг фон Киттлитц, владелец Швайнитца, (—1709)

          - Хедвига (Хедвига IV), аббатиса Либентальского монастыря[61]

      - Ханс II, владелец Гюттманнсдорфа

    - Барон Хартманн «Хапе», каноник в Бреслау (упоминается в документах в 1396 году)
    - Барон Николаус, владелец Бухвальда (упоминается в документах в 1390, 1396 годах)

Плесская ветвь

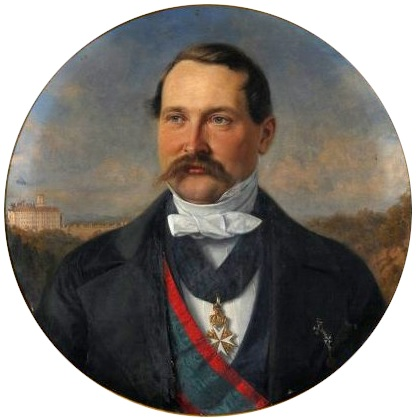
Ханс-Хайнрих X фон Хохберг (1806–1855) — 1-й князь Плесский
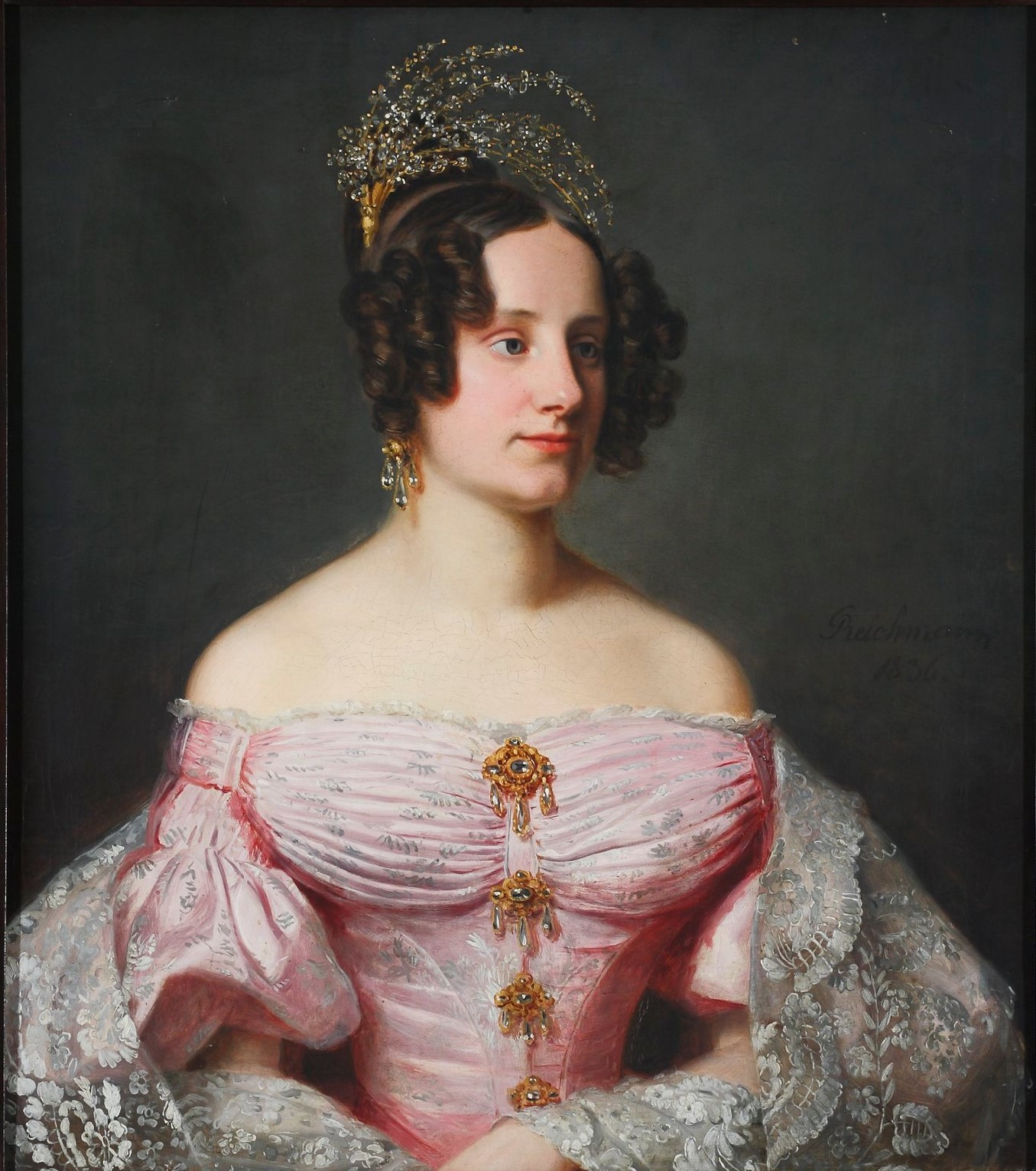
Графиня Ида фон Хохберг (урождённая фон Штехов) (1811–1843)
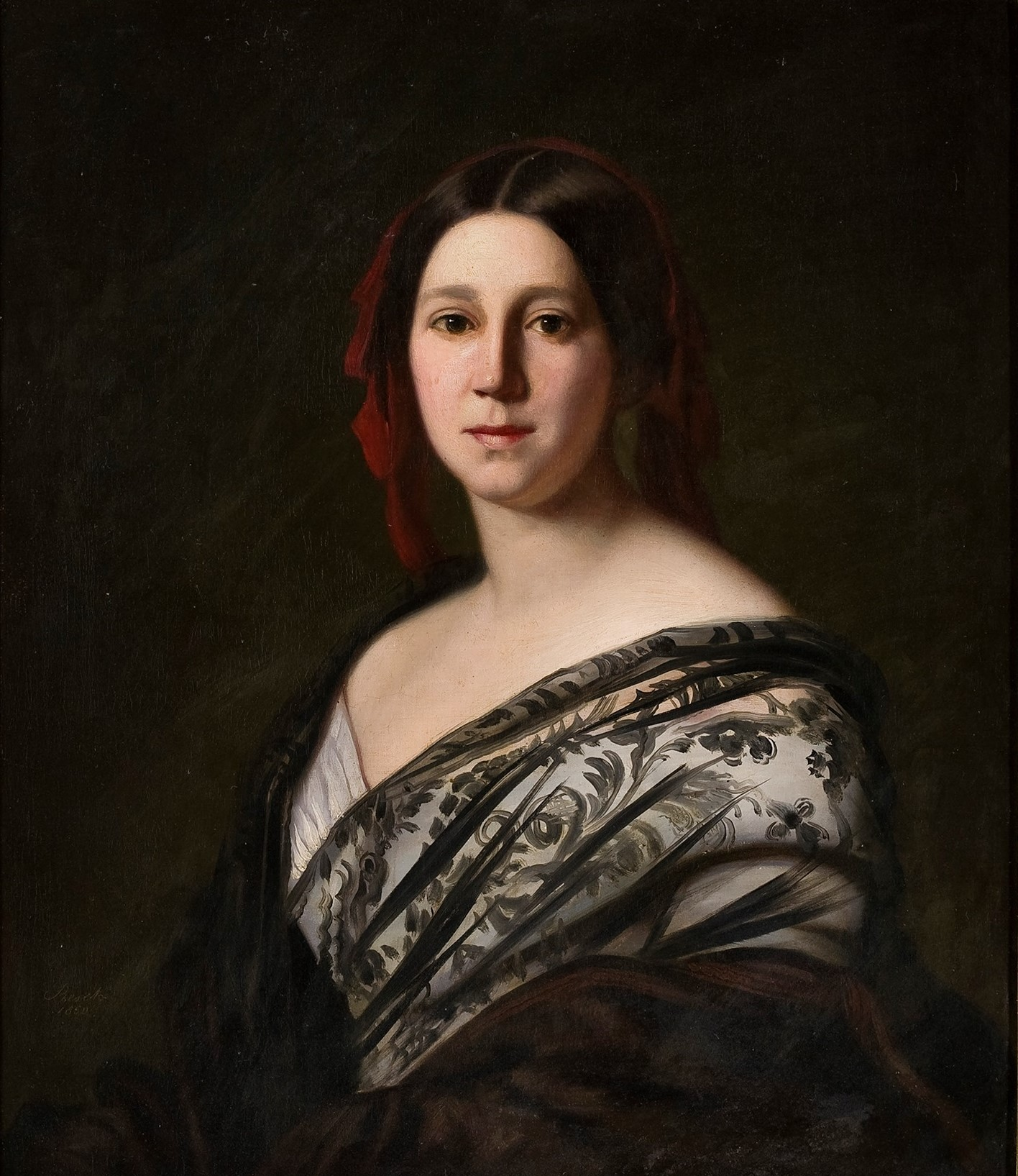
Княгиня Адельхайд Плесская (урождённая фон Штехов) (1807–1860)
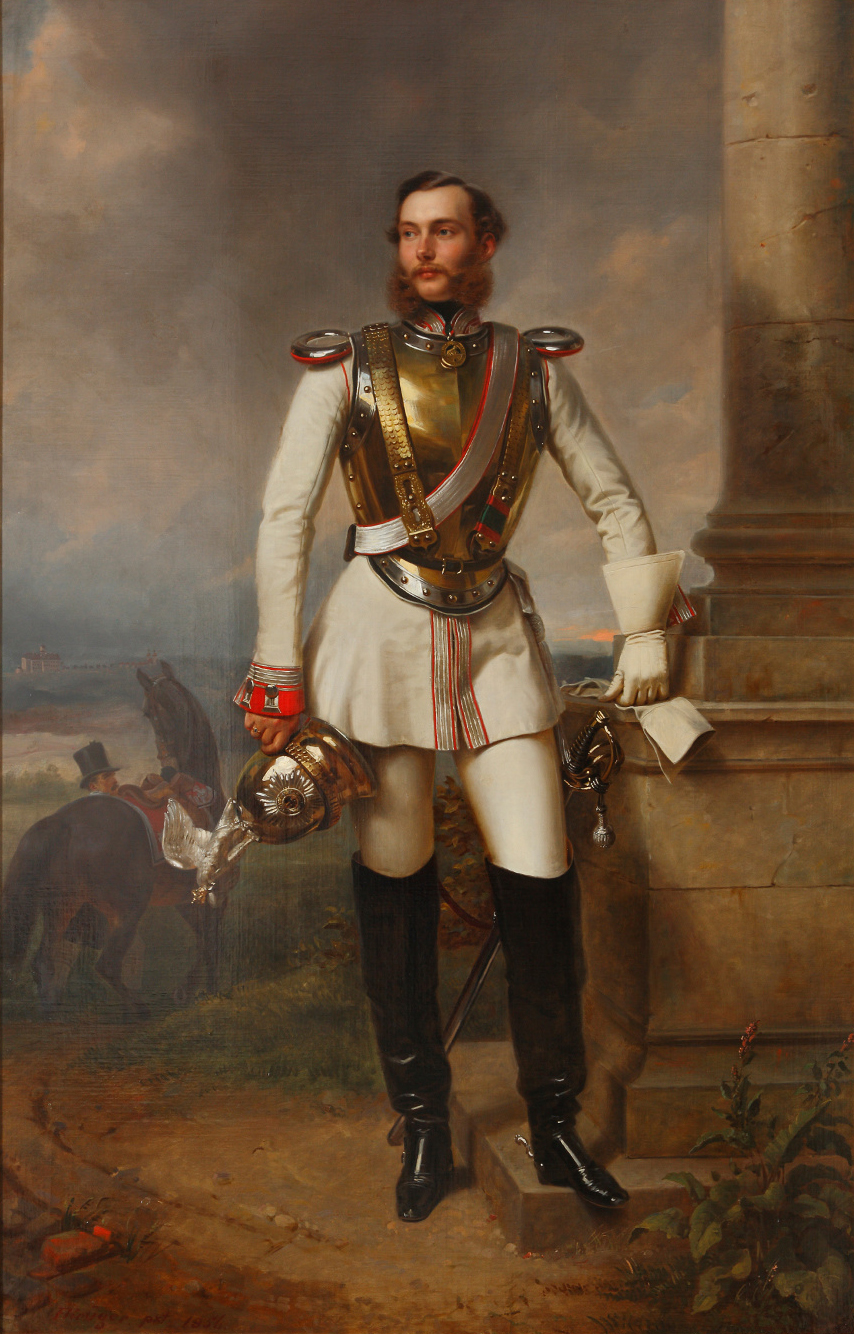
Ханс-Хайнрих XI фон Хохберг (1833–1907) — 1-й герцог Плесский
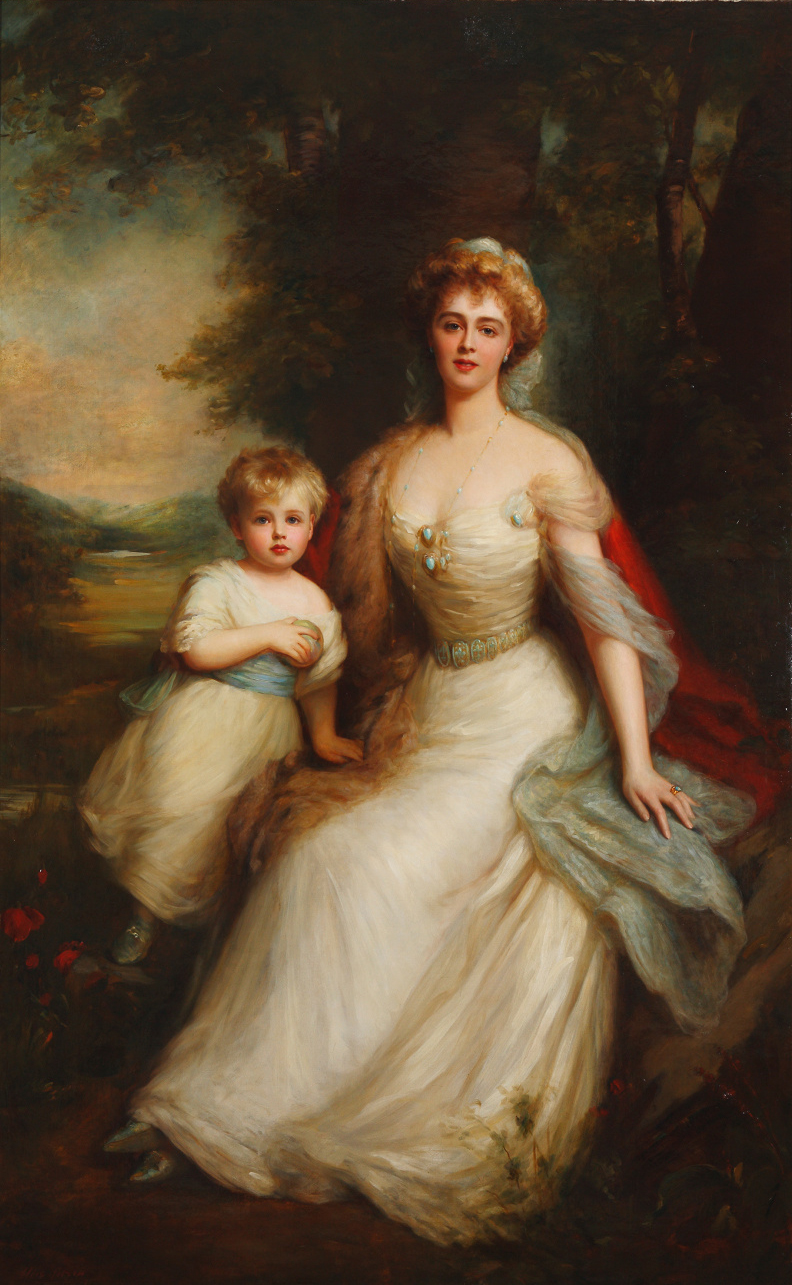
Княгиня Мэри-Тереза Плесская (урождённая Корнуоллис-Уэст) (1873–1943) с Хансом-Хайнрихом XVII (1900–1984)
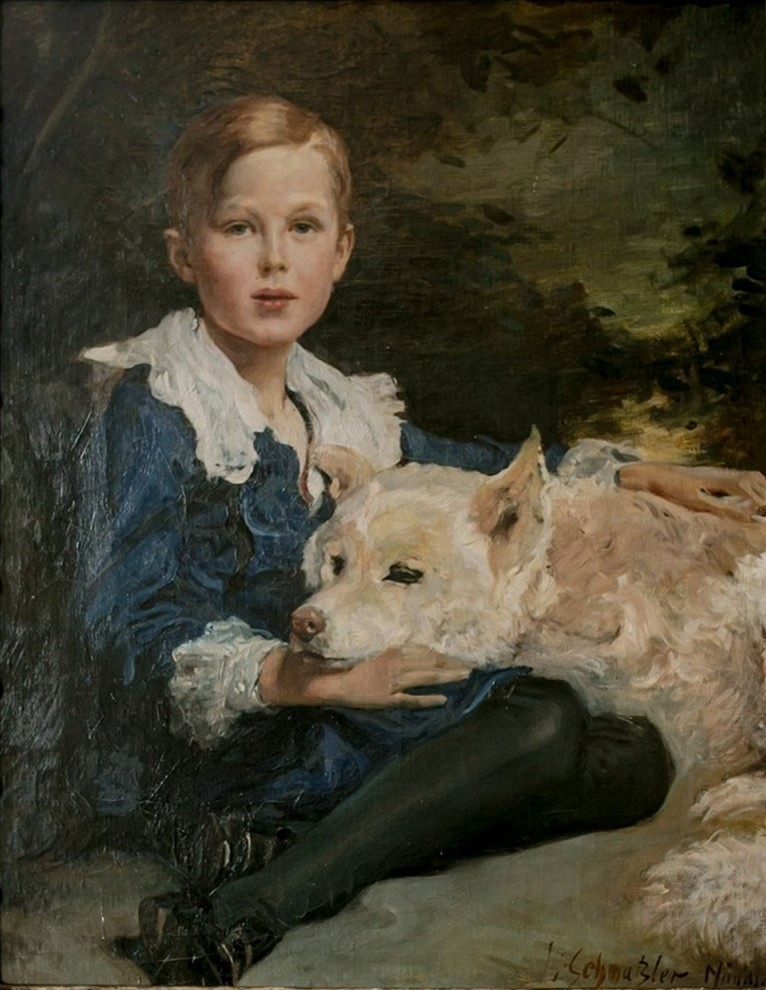
Граф Болько II фон Хохберг (1910–1936)

Ханс-Хайнрих VI
- Князь Ханс-Хайнрих X[62], владелец Плесского княжества и Фюрстенштайнского баронства, наследственный член и президент Палаты господ Прусского ландтага, наследственный член и маршал Силезского ландтага, прусский майор полка «Гард дю кор» и командир ландверного полка, рыцарь и Силезский командор ордена Иоаннитов, кавалер прусского ордена Красного орла 1-го класса с дубовыми листьями, кавалер Большого креста и командор ангальтского ордена Альбрехта Медведя (Берлин 2 декабря 1806—там же 20 декабря 1855) ⚭I замок Котцен 6 июня 1832 Ида фон Штехов (Берлин 25 марта 1811—Люцерн 30 сентября 1843), дочь Фридриха-Людвига фон Штехова, владельца Котцена, прусского полковника, кавалера ордена «За заслуги» и баронессы Каролины фон дер Рекке[63] ⚭II замок Котцен 29 января 1848 Адельхайд фон дер Деккен, урождённая фон Штехов (замок Котцен 25 сентября 1807—замок Дзивентлине 24 августа 1860), родная сестра первой жены, вдова Эрнста-Карла фон дер Деккена[64][65], владельца Мелькофа, сына Клауса фон дер Деккена, владельца Мелькофа, ганноверского государственного, кабинет- и премьер-министра и тайного советника, куратора Гёттингенского университета, кавалера Большого креста ганноверского Гвельфского ордена и Вильгельмины фон Ханштайн
  - Герцог Ханс-Хайнрих XI, владелец Плесского княжества и Фюрстенштайнского баронства, наследственный член и вице-президент Палаты господ Прусского ландтага, наследственный член Силезского ландтага, прусский оберст-маршал и оберст-егермейстер, королевский комиссар и военный инспектор добровольных санитарных отрядов, член Рейхстага и прусского Государственного совета, прусский генерал кавалерии полка «Гард дю кор», почётный гражданин Плесса, великий магистр ордена Белого оленя Святого Губерта, рыцарь ордена Иоаннитов, кавалер и канцлер прусского ордена Чёрного орла, обладатель прусского ордена Железного креста 1-го класса (Берлин 1833—замок Альбрехтсберг 14 августа 1907, умер от почечной недостаточности) ⚭I замок Цютцен 15 января 1857 Мария фон Кляйст[66], кавалерственная дама прусского ордена Луизы (Бреслау 1 октября 1828—замок Плесс 17 января 1883) дочь графа Эдуарда фон Кляйста и графини Луизы фон Хохберг ⚭II замок Шлобиттен 27 февраля 1886 бургграфиня и графиня Матильда цу Дона-Шлобиттен[67], кавалерственная дама баварского ордена Терезы (Кантен 1861—замок Фестенберг 1943), дочь бургграфа и графа Эммануэля цу Дона-Шлобиттена[68], прусского камергера и майора, рыцаря ордена Иоаннитов и графини Вильгельмины Финк фон Финкенштайн[69]
    - Князь Ханс-Хайнрих XV[70], владелец Плесского княжества и Фюрстенштайнского баронства, наследственный член Палаты господ — член Свободно-консервативной партии Прусского ландтага, наследственный член Силезского ландтага, германский легационный секретарь, прусский полковник лейб-гвардии Гусарского полка, рыцарь ордена Иоаннитов, учился в Берлинском, Боннском и Женевском университетах (замок Плесс 23 апреля 1861—Париж 31 января 1938, умер от сердечной недостаточности) ⚭I Лондон 8 декабря 1891 (развод 1922) Мэри-Тереза Оливия Корнуоллис-Уэст[71][72], кавалерственная дама баварского ордена Терезы и испанского ордена Марии-Луизы (замок Ритин 28 июня 1873—Вальденбург 29 июня 1943), дочь Уильяма Корнуоллис-Уэста из рода графов Де Ла Варр, члена Палаты общин Британского парламента, наместника графства Денби, почётного полковника и Мэри Фитцпатрик[73] из рода графов Верхнеоссорийских ⚭II Лондон 25 января 1925 (брак аннулирован 1934) Клотильда де Сильва-и-Гонзалес де Кандамо (замок Амстенраде 19 июля 1898—Мюнхен 12 декабря 1978, похоронена на Северном кладбище в Мюнхене), дочь Хозе де Сильва, 10-го маркиза де Арсикольяра[74] и Клотильды Гонзалес де Кандамо-и-Асенсиос[75]
      - дочь (Кворн Хаус 25 февраля 1893—Кворн Хаус 11 марта 1893)
      - Титулярный князь Ханс-Хайнрих XVII Вильгельм Альберт-Эдуард, британский младший лейтенант[76], прусский лейтенант 1-го Гвардейского пехотного полка, доктор политических наук, обладатель прусского ордена Железного креста 1-го и 2-го класса, окончил Берлинский университет (Берлин 2 февраля 1900—Лондон 26 января 1984, похоронен на кладбище при церкви Святой Марии в Бруэре) ⚭I Дрезден 4 декабря 1924 (развод 1952) баронесса Мария-Катарина фон Беркхайм, бывшая жена барона Христиана-Теодора фон Беркхайма[77], сына графа Зигмунда-Теодора фон Беркхайма, баденского уполномоченного в германском Бундесрате, чрезвычайного посланника и полномочного министра, действительного тайного советника и камергера и баронессы Адольфины Вамбольт фон Умштадт, урождённая графиня Шёнборн-Визентайдская[78] (Берлин 8 сентября 1896—Штарнберг[79] 7 мая 1994), похоронена на кладбище при церкви Святой Маргариты в Байришцелле), дочь графа Клеменса Шёнборн-Визентайдского[80], прусского подполковника, рыцаря Мальтийского ордена и баронессы Марии-дель-Розарио фон Вельчек[81], кавалерственной дамы австрийского ордена Звёздного креста и баварского ордена Терезы ⚭II Лондон 23 июля 1958 (развод 1971) Доротея Мэри Элизабет Минчин[82] (Кейтерем 2 января 1930—20 декабря 2019), дочь Ричарда Минчина, владельца Бушерстаун Хауса, британского подполковника и Элизабет МакКеррелл-Браун
      - Титулярный князь Александер I Фридрих-Вильгельм Георг Конрад-Эрнст-Максимилиан[83][84], сотрудник «MI6», британский майор, польский подпоручик, учился в Оксфордском университете (Лондон 1 февраля 1905—Польенса 22 февраля 1984, по другим данным 18 октября 1988, умер от почечной недостаточности), был помолвлен в замке Пелеш в Синае 25 января 1930 с принцессой Илеаной Румынской, младшей дочерью короля Фердинанда I Румынского[85] и принцессы Марии Эдинбургской, ⚭I ⚭II
        - Кристина[86]
        - Владимир, филолог, философ, (22 января 1949—19 июня 2014) ⚭ Эльцберг
          - Владислав, предприниматель (8 ноября 1972)

      - Граф Болько II Конрад Фридрих (Гросс-Лихтерфельде 23 сентября 1910—замок Пщина 22 июня 1936, умер от сепсиса) ⚭ Миттенвальд 5 июля 1934 Клотильда де Сильва-и-Гонзалес де Кандамо[87], (замок Амстенраде 19 июля 1898—Мюнхен 12 декабря 1978)
        - Графиня Джиойа, домашняя хозяйка (Мюнхен 11 октября 1934—там же 10 сентября 2023) ⚭I Альфред Шенк граф фон Штауффенберг[88], владелец Амердингена, почётный гражданин Амердингена, обладатель германского ордена «За заслуги перед Федеративной Республикой Германия» и баварского ордена «За заслуги»[89] (замок Грайфенштайн 28 июля 1923—замок Амердинген 3 декабря 2017), сын Маркварда Шенка графа фон Штауффенберга[90], бывшего командующего военным округом, полковника вермахта, обладателя ордена Немецкого креста в серебре и Креста «За военные заслуги» 1-й степени с мечами, прусского ордена Железного креста 1-го класса и Ольги-Марии Бёль де Лиагр[91] ⚭II граф Карл-Магнус Лейтрум фон Эртинген[92], владелец Ниппенбурга, почётный президент университетского совета и почётный сенатор Гогенгеймского университета, обладатель германского ордена «За заслуги перед Федеративной Республикой Германия», ордена «За заслуги перед землёй Баден-Вюртемберг», золотой медали Гогенгеймского университета (Штуттгарт 10 октября 1931), сын графа Хубертуса Лейтрума фон Эртингена и Марии-Луизы Клотильды фон Штайнер[93], почётного президента «Германского союза сельских женщин», почётного сенатора Гогенгеймского университета, обладательницы ордена «За заслуги перед землёй Баден-Вюртемберг»
        - Титулярный князь Болько III Константин Станислаус Мария-де-ла-Паз Конрад Хуан, почётный гражданин Валбжиха и Пщины, окончил юридический факультет Мюнхенского университета (Мюнхен 3 апреля 1936—там же 27 августа 2022, похоронен на кладбище при часовне Святого Леонарда в Рисстиссене) ⚭I Мюнхен 8 июня и Гейдельберг 12 июня 1964 (развод 1969) Урсула Рут Мария-Тереза Ройтер (Гейдельберг 18 мая 1940—Мюнхен 13 ноября 2013), дочь Ханса-Иоахима Ройтера[94], совладельца, председателя наблюдательного совета и правления компании «Бопп унд Ройтер ГмбХ», вице-президента Германской торгово-промышленной палаты[95], президента торгово-промышленной палаты региона Рейн-Неккар, почётного сенатора Гейдельбергского университета и Мангеймского университа, доктора права, обладателя Большого креста германского ордена «За заслуги перед Федеративной Республикой Германия», ордена «За заслуги перед землёй Баден-Вюртемберг», Большого креста заслуг «Нижнесаксонского ордена заслуг»[96] и Эдит Рихтер[97] ⚭II Мюнхен 2012 разведённая Элизабет Шенк баронесса фон Штауффенберг, урождённая фон Малез[98] (Нюрнберг 1940), дочь Фердинанда фон Малеза и Терезы Мюнхмайер[99]
          - Графиня Фелицитас Христина Беатриса Александра Мария-Терезия (Мюнхен 9 апреля 1965)

      - Графиня Беатрикс Мария-Луиза Маргарета (замок Фюрстенштайн 15 июля 1929-Мюнхен 10 октября 2021); ⚭I Мюнхен 29 декабря 1951 (развод в 1955 году) Франц Армин Линдеманн, доктор медицины (Мангейм 25 июля 1920—2015); ⚭II Мюнхен 5 июня 1961 (развод в 1965 году) Андраш Руднай де Рудна эт Дивекуйфалу, венгерский секретарь посольства[100], доктор права (Будапешт 19 сентября 1911—Монруж 18 января 2009)
      - Граф Конрад Йозеф Ханс (замок Фюрстенштайн 12 июня 1930—Мюнхен 29 ноября 1934, умер от менингита)

    - Графиня Ида-Луиза, паласт-дама, кавалерственная дама прусского ордена Луизы, (замок Плесс 29 июля 1863—замок Кличдорф 7 мая 1938); ⚭ замок Фюрстенштайн 10 сентября 1881 князь Фридрих II Зольмс-Барутский[101], владелец Барута, прусский оберст-камергер, королевский комиссар и военный инспектор добровольных санитарных отрядов, генерал-лейтенант, рыцарь ордена Иоаннитов, кавалер и канцлер прусского ордена Чёрного орла, (Берлин 24 июня 1853—замок Кличдорф 31 декабря 1920), сын князя Фридриха I Зольмс-Барутского, владельца Барута, рыцаря ордена Иоаннитов,
    - Граф Конрад-Эдуард, владелец Дамбрау, прусский старший лейтенант полка «Гард дю кор», кавалер австрийского ордена Франца-Иосифа, окончил Гогенгеймскую сельскохозяйственную академию (замок Плесс 21 марта 1867—Берлин 17 августа 1934)
    - Граф Фридрих-Максимилиан, владелец Хальбау, прусский лейтенант полка «Гард дю кор», рыцарь ордена Иоаннитов, (замок Фюрстенштайн 3 мая 1868—Мюнхен 16 сентября 1921, умер от травм, полученных при падении со строительных лесов) ⚭ Лондон 24 января 1905 (развод) Элизабет-Каролина Бёрк-Рош[102] (17 октября 1857—Лондон 8 ноября 1940), дочь Эдмонда Бёрк-Роша, 1-го барона Фермоя, члена Палаты общин Британского парламента и Элизабеты-Каролины Бутби
    - Граф Вильгельм Болько Эммануэль, владелец Круч-Горая, наследственный член Палаты господ — член Свободно-консервативной партии Прусского ландтага, доктор права, рыцарь ордена Иоаннитов, окончил юридический факультет университета Бреслау (замок Плесс 15 декабря 1886—замок Дамбрау, по другим данным Берлин 24 мая 1934) ⚭ Берлин 21 июня 1909 Анна-Мария фон Арним[103] (замок Кривен 6 октября 1886—Линдау 1 ноября 1984), дочь Бернда фон Арнима, владельца Кривена, прусского уполномоченного в германском Бундесрате, члена Палаты господ Прусского ландтага, члена прусского Государственного совета, прусского государственного министра и министра сельского хозяйства, доменов и лесов, почётного доктора ветеринарной медицины и баронессы Маргариты фон Арним[104]
      - Графиня Элизабет-Фердинанда (замок Шпрингезее 23 августа 1910—Бетель 17 сентября 1952)
      - Граф Ханс Вильгельм Берндт, владелец Круч-Горая, (замок Горай 15 апреля 1914—Тремессен 22 января 1945, убит в бою) ⚭ замок Шлогвитц 17 января 1944 Маргерита фон Виттенбург[105][106] (замок Шлогвитц 24 января 1911—Хавеа 5 мая 1994), дочь Густава фон Виттенбурга, владельца Шлогвитца и Руфи фон Рацек[107]
        - Корнелия Саммерс[108] (1942) ⚭ Джанкарло Каррара-Каньи, граф Бу Мелианский[109], итальянский чрезвычайный и полномочный посол, доктор права, Великий офицер ордена «За заслуги перед Итальянской Республикой» (28 июля 1928)

      - Графиня Анна-Мария (замок Горай 28 апреля 1917—Линдау 4 сентября 2000) ⚭ Зеехаузен 30 апреля 1947 Рудольф Хильбинг, доктор медицины, (Аш 25 декабря 1911—Фридрихсхафен 15 сентября 1990)

    - Графиня Анна София (замок Плесс 24 февраля 1888—Зальцбург 13 ноября 1966), в 1907 году была помолвлена с принцем Карлом-Готтфридом Хоэнлое-Ингельфингенским, сыном принца Фридриха-Вильгельма Хоэнлое-Ингельфингенского[110], прусского генерала кавалерии и графини Анны Гихской ⚭ замок Плесс 29 марта 1913 граф Германн Зольмс-Барутский[111], член Рейхстага, доктор права, рыцарь ордена Иоаннитов (замок Кличдорф 11 октября 1888—Экарт 7 мая 1961), сын князя Фридриха II Зольмс-Барутского и графини Луизы фон Хохберг

  - Граф Ханс-Хайнрих XII Максимилиан (Макс), (5 мая 1835—2 сентября 1835)
  - Граф Ханс-Хайнрих XIII Конрад, владелец Нойшлосса и Ронштока, студент юридического факультета Гейдельбергского университета, член студенческой корпорации «Саксо-Боруссия Гейдельберг» (13 августа 1837—Гейдельберг 10 декабря 1858, умер от тифа, по другим данным убит на дуэли, похоронен в Гейдельберге)
  - Графиня Анна-Каролина, владелица Башкова, кавалерственная дама прусского ордена Луизы[112], (замок Фюрстенштайн 23 июля 1839—Дрезден 14 марта 1916) ⚭I замок Плесс 6 июня 1858 принц Генрих XII Рейсс-Кёстрицкий[113][114], владелец Штонсдорфа, прусский майор, рыцарь ордена Иоаннитов, (Дрезден 8 марта 1829—Бад-Либенштайн 15 августа 1866), сын принца Генриха LXIII Рейсс-Кёстрицкого и графини Каролины Штольберг-Вернигеродской[115] ⚭II замок Фюрстенштайн 25 сентября 1869 принц Генрих XIII Рейсс-Кёстрицкий, член Палаты господ Прусского ландтага, вице-президент Международного комитета Красного Креста, председатель Центрального комитета Германских союзов Красного Креста, генерал-адъютант, прусский генерал кавалерии, рыцарь ордена Иоаннитов (замок Клиппхаузен 18 сентября 1830—Башков 3 января 1897), младший брат первого мужа
  - Граф Ханс-Хайнрих XIV Болько, владелец Нойшлосса и Ронштока, наследственный член Палаты господ — член Свободно-консервативной партии и член Палаты представителей Прусского ландтага, наследственный член Силезского ландтага, наследственный ланд-трухзесс в герцогстве Силезия, прусский генерал-интендант королевских зрелищ и театров, начальник придворного музыкального управления, прусский военный атташе посольства, почётный гражданин Гёрлитца, почётный профессор, прусский майор полка «Гард дю кор», рыцарь ордена Иоаннитов, учился в Берлинском и Боннском университетах (замок Фюрстенштайн 23 января 1843—Бад-Зальцбрунн 1 декабря 1926) ⚭ замок Заабор 2 сентября 1869 принцесса Элеонора Шёнайх-Каролатская[116], кавалерственная дама прусского ордена Луизы 1-го класса[117] (замок Заабор 25 мая 1848—замок Роншток 4 февраля 1923), дочь принца Фердинанда Шёнайх-Каролатского[118], владельца Мёллендорфа и Заабора, прусского майора, рыцаря ордена Иоаннитов и принцессы Йоханны Рейсс
    - Графиня Ида Йоханна Адельхеида (Виршковитц 6 июня 1870—30 сентября 1871)
    - Графиня Мария-Агнес Фридерика-Фердинанда[119] (замок Роншток 4 июня 1871—Нойендеттельзау 1 декабря 1953) ⚭ замок Роншток 3 августа 1901 граф Карл фон Пюклер-Бургхаусс, владелец Обер-Вайстритца, германский чрезвычайный посланник и полномочный министр, прусский действительный тайный советник, почётный доктор философии (Нойдорф 1 октября 1857—Обер-Вайстритц 14 апреля 1943), сын графа Карла фон Пюклер-Бургхаусса, прусского обер-мундшенка, церемониймейстера и камергера, действительного тайного советника, рыцаря ордена Иоаннитов и принцессы Каролины Рейсс
    - Граф Ханс-Хайнрих XVI, владелец Виршковитца (Нойшлосса) и Ронштока, германский атташе посольства, прусский ротмистр полка «Гард дю кор», рыцарь ордена Иоаннитов, учился в Боннском и Мюнхенском университетах (замок Роншток 19 мая 1874—Берлин 13 февраля 1933) ⚭ замок Оберхофен 26 сентября 1903 графиня Паула-Элеонора фон Харрах[120] (замок Тифхартманнсдорф 4 июля 1878—Бинау 31 августа 1967), дочь графа Фердинанда фон Харраха[121], действительного члена, профессора и сенатора Королевской академии искусств в Берлине, прусского действительного тайного советника, майора и графини Хелены фон Пурталес[122], паласт-дамы, кавалерственной дамы прусского ордена Луизы[123]
      - Граф Ханс-Хайнрих XVIII Вильгельм Болько Фердинанд[124], владелец Нойшлосса и Ронштока, рыцарь ордена Иоаннитов (Берлин 20 октября 1905—замок Эльмишванг 13 февраля 1989, похоронен на кладбище в Фишахе) ⚭ Миттенвальд 1958 Маргарета Лоошен, урождённая Мюллер, вдова Реента Лоошена, сына Ханса Лоошена (Берлин 11 января 1909—Юберлинген 31 декабря 1961, похоронена на кладбище в Фишахе)
      - Граф Христоф-Хартманн (Виршковитц 14 июля 1908—Берлин 24 ноября 1936)

    - Граф Фридрих-Франц, владелец Дитфурта, член и приор Ордена Нового храма, прусский ротмистр, окончил Баденскую школу искусств в Карлсруэ (замок Роншток 15 сентября 1875—Ольденбург 7 марта 1954) ⚭ замок Вальдбург-Капустигалль 23 апреля 1908 бургграфиня и графиня Элеонора цу Дона-Шлобиттен[125] (замок Вальдбург-Капустигалль 19 октября 1878—Лигнитц 20 июля 1942), дочь бургграфа и графа Эберхарда цу Дона-Шлобиттена[126], прусского камергера и графини Элизабет фон Канитц[127]
      - Графиня Анна-Элеонора (Бад-Кёзен 20 апреля 1909—5 января 2004) ⚭ Бреслау 12 сентября 1931 (развод 1947) барон Георг фон Мальтцан (Лейшентин 15 января 1907—Ильцен 16 января 1990), сын барона Георга фон Мальтцана и Хенриетты фон Паепке
      - Граф Фридрих-Хартманн Болько, майор вермахта, член Ордена Нового храма, рыцарь Утрехтского бальяжа Тевтонского ордена (Потсдам 30 мая 1910—Рульсдорф 1 мая 1945, убит в бою, похоронен на военном кладбище при деревне Рульсдорф) ⚭ замок Хайнсхайм 27 мая 1944 баронесса Шарлотта фон Ракнитц (Баден-Баден 4 марта 1923), дочь барона Вольфрама фон Ракнитца и Марии-Анны фон Оппельн-Брониковски[128]
      - Граф Карл Альбрехт Хайнрих, генеральный секретарь Ассоциации немецких дворянских союзов, майор вермахта, рыцарь ордена Иоаннитов (Потсдам 18 января 1912—Кёнигсвинтер 23 июня 1979) ⚭ Бонн 30 июня и Беренбах 29 июля 1953 графиня Урсула фон Шметтов (Потсдам 4 ноября 1925—20 октября 2013), дочь графа Лазаруса фон Шметтова, прусского майора, рыцаря Мальтийского ордена и баронессы Марии-Терезы фон Кеттелер[129]
        - Граф Ханс-Хайнрих XIX, бывший пресс-секретарь компании «Байер АГ» (Бойель 13 июня 1954) ⚭I Христина фон Шнеен, дочь Ханса-Хайнриха фон Шнеена и Маргареты Аренс ⚭II Дагмар Блюм, дочь Эмиля-Оскара Блюма, доктора медицины и Карлы Ностиц
        - Граф Петер Конрад Фридрих, окончил Гарвардский университет () ⚭ Анна-Мария Рютер, доктор медицины (), дочь Хайнриха Рютера и Анны Баухаус
          - Граф Болько Ханс-Хайнрих XXI Максимилиан (Мюнхен 2 ноября 1992)
          - Граф Альбрехт Хайнрих Конрад Вильгельм, окончил Школу менеджмента Мюнхенского технического университета (Кёльн 6 февраля 1995) ⚭ 2024 Стефания Эберт, дочь Христиана Эберта, владельца винодельческого хозяйства «Замок Заарштайн»

        - Граф Максимилиан Альбрехт Маттиас (Бад-Годесберг 7 января 1958) ⚭ Кёнигсвинтер Забина Клазен, дочь Антона Клазена, бывшего президента Фискального суда земли Саар
        - Граф Филипп ⚭II Адриенна Викерт[130] (Золинген 16 августа 1969), дочь Ульриха Викерта[131], обладателя креста 1-го класса германского ордена «За заслуги перед Федеративной Республикой Германия», кавалера французского ордена Почётного легиона и Сильвии фон Франкенберг унд Людвигсдорфф[132]

      - Графиня Мария-Рената Элизабет (Вальдбург 9 января 1913—28 января 2000) ⚭ Бреслау 23 апреля 1937 граф Бото Хан фон Бургсдорфф (Маркендорф 29 мая 1907—Тирасполь 7 сентября 1944, убит в бою), сын Ханса-Хеннинга фон Бургсдорффа[133], члена Палаты господ Прусского ландтага, доктора права, рыцаря ордена Иоаннитов и графини Эмилии фон Хан
      - Граф Конрад (1916—19 марта 1945, убит в бою) ⚭ 1943 Элеонора фон Четтритц унд Нойхаус, единственный ребёнок Карла фон Четтритца унд Нойхауса, полковника вермахта, и Ирины фон Штайн
        - Граф Михаэль Георг Бото[134], рыцарь ордена Иоаннитов (Цюллихау 5 декабря 1943) ⚭I Беатрикс Лаге (Нойбранденбург 9 ноября 1944) ⚭II Паттензен и замок Мариенбург принцесса Мария Ганноверская[135] (Ганновер 26 ноября 1952), старшая дочь принца Эрнста-Августа IV Ганноверского и принцессы Ортруды Шлезвиг-Гольштейн-Зондербург-Глюксбургской[136]
          - Граф Конрад Ханс-Хайнрих XXI Эрнст-Август (Гамбург 17 июня 1985)
          - Граф Георг Карл Альберт, профессор, доктор медицины (Гамбург 8 октября 1987)

      - Графиня Вальпургис ⚭ граф Ханс фон Швайнитц унд Крайн
      - Граф Вильгельм ⚭ принцесса Хуберта Штольберг-Вернигеродская, дочь титулярного князя Бото Штольберг-Вернигеродского[137], рыцаря, командора и штатгальтера ордена Иоаннитов и принцессы Ренаты Шёнайх-Каролатской
        - Граф Фридрих-Христиан, рыцарь ордена Иоаннитов ⚭I графиня Татиана Зольмс-Лаубахская[138], дочь графа Отто III Зольмс-Лаубахского, рыцаря ордена Иоаннитов и принцессы Магдалены Зайн-Виттгенштайн-Берлебургской
          - Граф Беньямин (1978) ⚭ Шарлотта Вайделин
            - (2011)
            - Граф Отто (2013)
            - (2015)

          - Граф Бернд Бото Доминик (1986)
          - Граф Христиан Максимилиан (Макс) Мортимер (1988) ⚭ 22 июля 2017 графиня Татьяна Мария Хелла Илона фон Бранденштайн-Цеппелин (16 августа 1991), дочь графа Альбрехта фон Бранденштайн-Цеппелина[139] и графини Надин Ортенбургской[140]
          - Граф Ханс-Хенри Михаэль (1991)
          - Граф Константин Камилло (1993)

    - Графиня Анна Каролина Элизабет (замок Роншток 7 июня 1877—17 октября 1878)
    - Граф Ханс-Фердинанд, член Ордена Нового храма (—) ⚭
      - Йоханна Луиза Хиллер ⚭
      - Эрнестина Фердинанада (Ernestine-Ferdinande) Хиллер (Фармингтон 15 ноября 1911—Грайфсвальд 3 сентября 2005) ⚭ Берлин 6 июня 1939 Герхард Феликс Модеров (Хайфа 1 марта 1911—Грайфсвальд 22 ноября 1983), сын Ханса Модерова
      - Роберт Людвиг Хиллер ⚭
      - София Шарлотта Хиллер (28 Февраля 1917—Мадисон 7 Ноября 1983)

    - Граф Готтфрид, владелец Клонитца, член Ордена Нового храма, рыцарь ордена Иоаннитов (замок Роншток 29 января 1882—Байройт 18 июня 1929) ⚭ замок Гауернитц 8 октября 1913 принцесса Матильда Шёнбург-Вальденбургская[141] (замок Гауернитц 10 сентября 1878—Дюссельдорф-Кайзерсверт 3 ноября 1948), дочь принца Карла-Эрнста Шёнбург-Вальденбургского[142], владельца Гауернитца, рыцаря ордена Иоаннитов и графини Хелены Штольберг-Вернигеродской
      - Граф Готтлоб Эрнст-Виктор, владелец Клонитца, старший лейтенант резерва вермахта (Дрезден 10 июня 1915—Бердичев 8 января 1944, пропал без вести) ⚭ замок Шварценегг 10 сентября 1942 Мария-Луиза фон Зальдерн-Алимб[143] (замок Рингенвальде 17 декабря 1922—), дочь графа Леопольда фон Зальдерн-Алимб-Рингенвальде, владельца Рингенвальде и баронессы Гизелы фон дер Гольц
        - Графиня Элизабет-Шарлотта (замок Клонитц 7 июня 1943) ⚭ Вупперталь 19 января и Ганновер 20 января 1968 (развод в 2001 году) Герхард Лейендекер, профессор, доктор медицины, врач-гинеколог (Кирхеллен 24 декабря 1941)
        - Графиня Ирмингард (замок Клонитц 9 августа 1944) ⚭ Марбург 20 августа 1965 Хайнрих (Хайнц) Райнерманн, бывший член совета директоров компании «Пройссаг АГ», доктор права (Бад-Эйнхаузен 16 мая 1935—10 апреля 2021)

      - Граф Фридрих-Вильгельм Болько Клеменц (Дрезден 17 февраля 1917—Рига 21 декабря 1941, убит в бою)

    - Графиня Рената Эрдмута Шарлотта Мария[144] (замок Роншток 7 июля 1883—Лауэнбург 21 мая 1948) ⚭ замок Роншток 10 января 1907 бургграф и граф Эберхард Рихард Эмиль цу Дона-Шлобиттен[145][146], рыцарь ордена Иоаннитов (замок Вальдбург-Капустигалль 23 декабря 1875—замок Лаубах 11 декабря 1957), сын бургграфа и графа Эберхарда Дона-Шлобиттенского, прусского камергера, рыцаря ордена Иоаннитов и графини Элизабет фон Канитц, кавалерственной дамы прусского ордена Луизы

Предположительно, внебрачным потомком кого-то из членов нетитулованного рода был предприниматель Юлиус Хоберг, основатель пивоваренной компании «Бройерай Юлиус Хоберг» в Лёвенберге.
Юлиус Хоберг (Шмидеберг 31 мая 1839—Лёвенберг 5 августа 1907)
- Пауль Хоберг ⚭ Маргарета Лихтнер
  - Йоахим Хоберг, министерский управляющий Федерального административного ведомства Германии, вице-президент Федерального управления военной техники и закупок, ландрат района Кохем-Целль, обладатель Большого креста германского ордена «За заслуги перед Федеративной Республикой Германия» (Лёвенберг 1 мая 1903—) ⚭ Офелия Циммерманн

## Вероисповедание
Римско-католическое и аугсбургско-евангелическое христианство. Первым принявшим протестантизм и разрешившим исповедовать его в своих владениях в 1524 году под личным влиянием Каспара фон Швенкфельда был Христоф фон Хохберг. Впоследствии некоторые члены рода исповедовали пиетизм, были масонами.

## Титулы
Фридрих фон Хохберг не позднее 1350 года был возведён в наследственный ранг чешского барона с титулом «Illustres» королём Карлом I Чешским, его потомки в результате гуситских войн разорились и отказались от титула.
Восстановление статуса древних баронов с титулом «Благородный» и причисление (инколат) к «Сословию господ» королевства с наследственным членством в Чешском ландтаге для Ханса-Хайнриха I фон Хохберга дипломом в Вене 23 сентября 1650 года и пожалование прав чешского графа для него же с титулом барона Фюрстенштайнского, «Высоко-и-благородного» и улучшением герба дипломом короля Фердинанда IV Богемского в Вене 12 февраля 1666 года.
Следующим возвышением рода было признание Ханса-Хайнриха II фон Хохберга в правах графов Священной Римской империи без членства в Рейхстаге дипломом императора Леопольда I 1683 года.
Признание потомственными прусскими графами братьев Ханса-Хайнриха III и Конрада-Эрнста-Максимилиана фон Хохбергов 25 октября 1738 года королём Фридрихом Вильгельмом I Прусским.
В 1741 году княжеское достоинство было предложено королём Фридрихом II Прусским графу Конраду-Эрнсту-Максимилиану фон Хохбергу, однако граф отверг королевскую милость, мотивировав отказ нежеланием нести ненужные статусные расходы.
Граф Ханс-Хайнрих X фон Хохберг был пожалован прусским князем Плесским с титулом «Княжеской милости» Высочайшим повелением в Шарлоттенбурге 15 октября 1850 года, в день 10-летнего юбилея коронации и 55-летнего юбилея короля, королём Фридрихом Вильгельмом IV Прусским, оформленный диплом был выдан только 10 декабря 1855 года, за 10 дней до смерти князя.
Титул «Светлости» для каждого князя Плесского, также как главам других прусских княжеских родов пожалован Вильгельмом I Прусским 22 октября 1861 года.
Наследственный титул принца Плесского для старшего сына каждого князя пожалован в Бад-Гаштайне 3 августа 1881 года королём Вильгельмом I Прусским.
Личный (лат. ad personam) титул прусского герцога Плесского пожалован князю Хансу Хайнриху XI Плесскому в Новом Дворце 20 декабря 1905 года королём Вильгельмом II Прусским в день 50-летнего юбилея владения Плесским княжеством за заслуги перед Германской империей.
После перехода Плесских владений, как части Верхней Силезии под суверенитет Польши в 1920 году, плесские князья начали использовать польскоязычные титулы «ясновельможных панов» князей Пщиньских или князей на Пщине, что вызывало критику в Германии, как национальное предательство.
1-е наследственное членство Палаты господ прусского ландтага для каждого владельца фидеикомисса княжества Плесс (объединено с таким же правом с той же даты для фидеикомисса баронства Фюрстенштайн) пожаловано князю Хансу-Хайнриху X Плесскому 12 октября 1854 года, 2-е наследственное членство — для каждого владельца фидеикомисса Роншток пожаловано графу Болько фон Хохбергу 2 января 1897 года и 3-е наследственное членство — для каждого владельца фидеикомисса Круч-Горай пожаловано графу Вильгельму фон Хохбергу в 1910 году.
Должность наследственного Ланд-трухзесса в герцогстве Силезия при владении Нойшлоссом пожалована в Виндзоре 17 ноября 1907.
После пожалования Российскими монархами обоих сыновей Ханса-Хайнриха X — Ханса-Хайнриха XI и Болько кавалерами орденов Святого Александра Невского и Святой Анны I степени соответственно, все последующие представители рода фон Хохберг, являющиеся их потомками, получили право на наследственное дворянство Российской империи.
Младшие члены рода носили титулы графов/графинь фон Хохберг, баронов/баронесс Фюрстенштайнских.

## Владения

### Фюрстенштайнский майорат

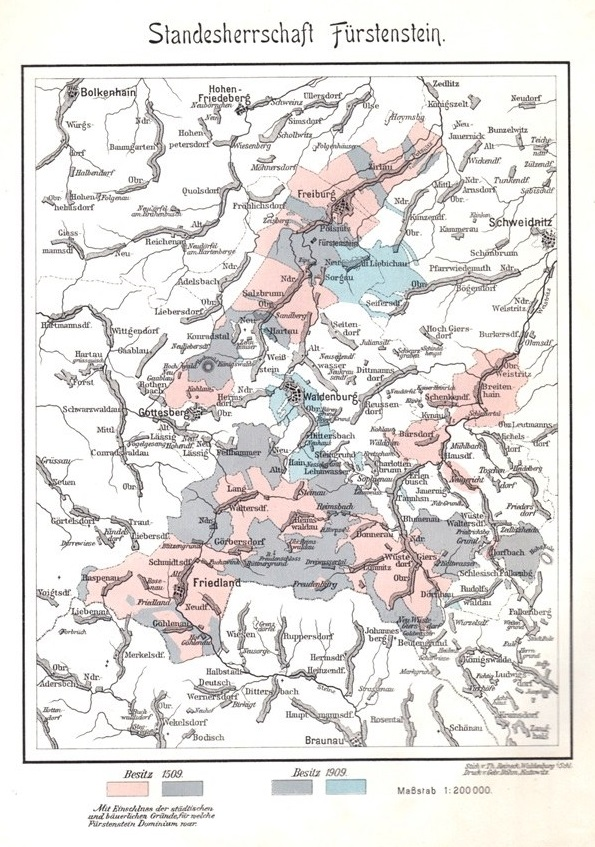
Баронство Фюрстенштайн на топографической карте 1909 года
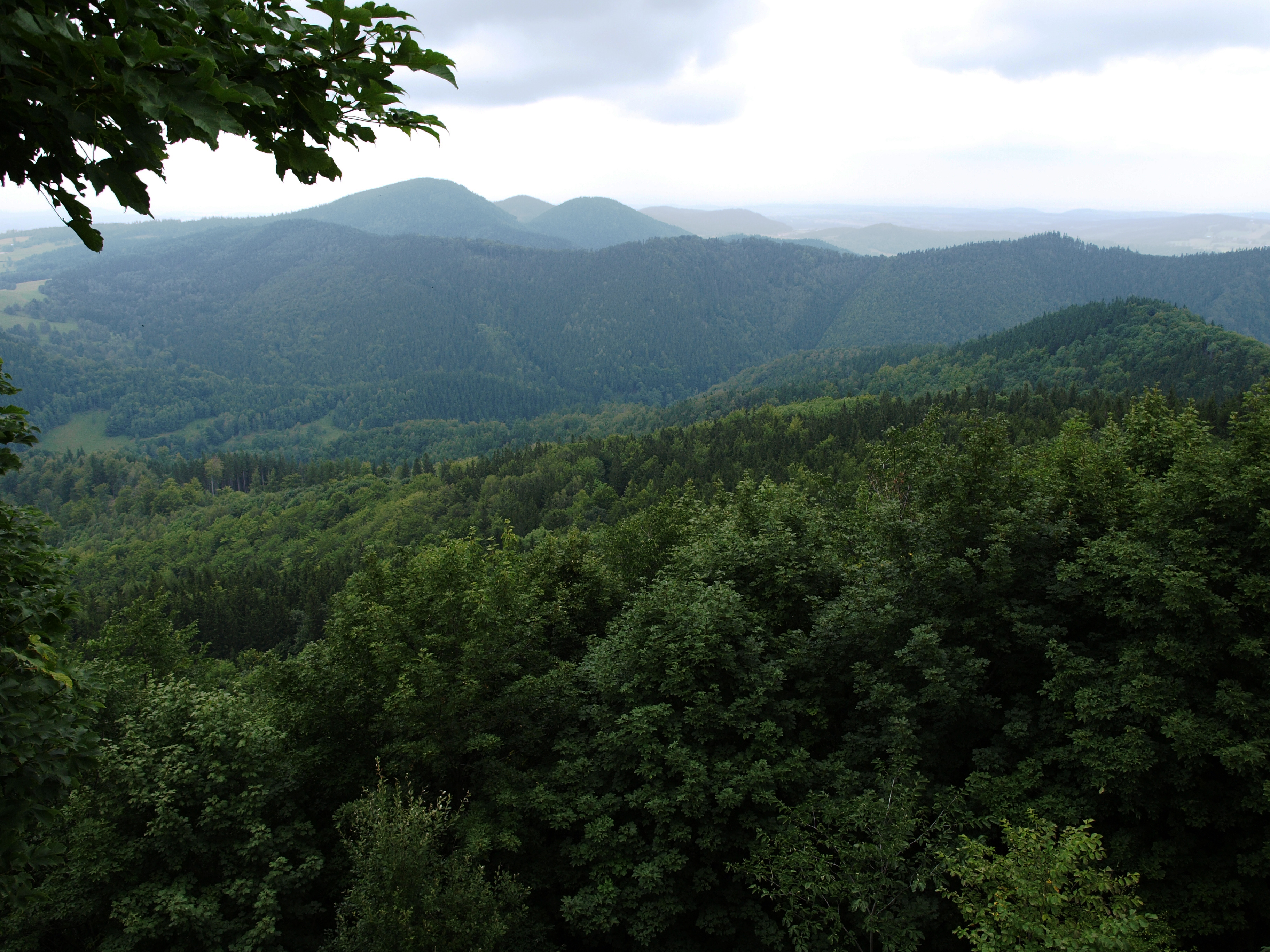
Вид с руин замка Роговец, прежде Хорншлосс на земли бывшего баронства Фюрстенштайн
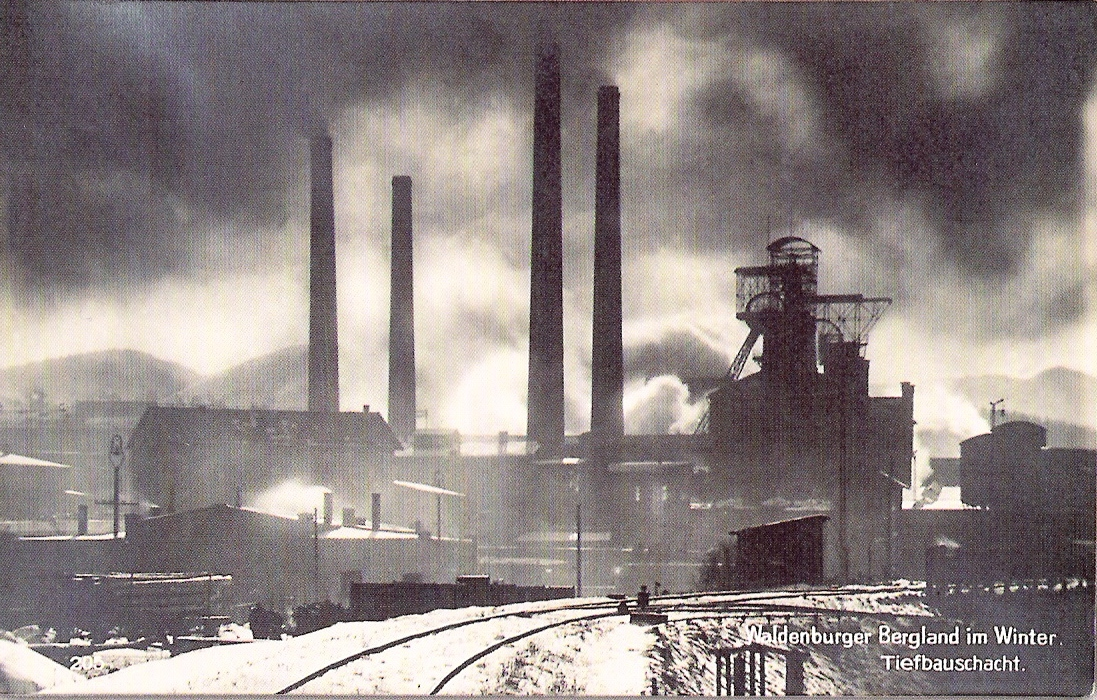
Одно из предприятий фон Хохбергов — шахта «Тифбаушахт» в Вальденбурге в 1926 году
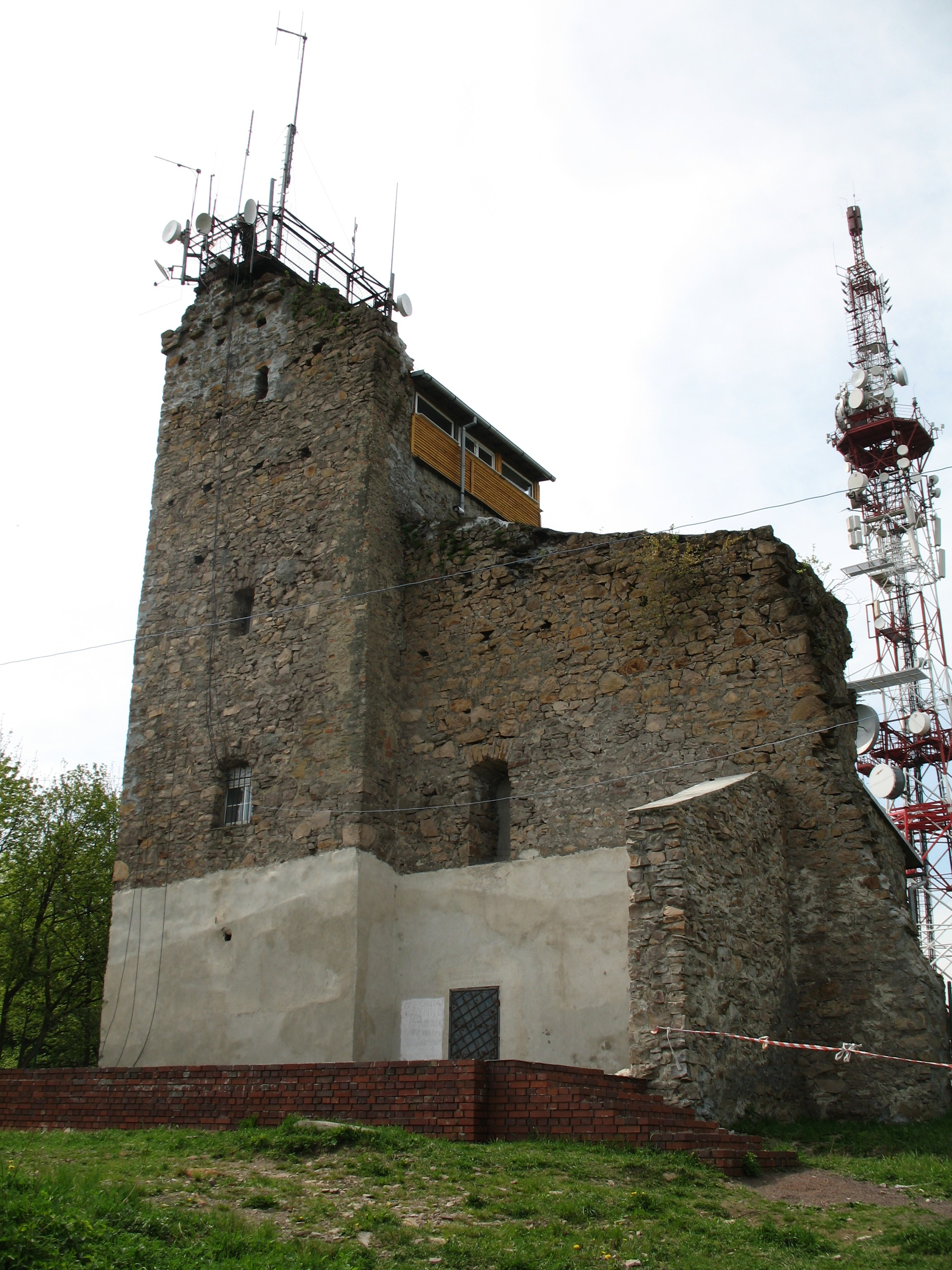
Современный вид искусственных руин Хелмецкой башни — копии замка Драхенфельс в бывшем Фюрстенштайнском баронстве

В 1509 году рыцарь Конрад «Кунц» I фон Хохберг приобрёл замок и имение Фюрстенштайн в герцогстве Швайднитц, ставший впоследствии главной резиденцией рода. Названный ещё во второй половине XV-го века хронистом «ключом от Силезии», чрезвычайно выгодно административно и географически расположенный замок, превратился со временем в баронство и позволил его владельцам контролировать политику и экономику региона.

### Нойшлосский майорат
12-летний граф Ханс-Хайнрих X фон Хохберг унаследовал 9 января 1819 года от мужа своей двоюродной бабки, последнего графа Генриха Вильгельма Райхенбах-Нойшлосского владение Нойшлосс.

### Плесский майорат
В 1846 году правящий герцог Генрих Анхальт-Кётенский для покрытия дефицита государственного бюджета герцогства передал во владение за ежегодную денежную ренту своему племяннику графу Хансу-Хайнриху X фон Хохбергу секундогенитурный эксклав — майоратное княжество Плесс, после смерти герцога в Кётене 23 ноября 1847 года он унаследовал княжество.
Будучи единственным когнатным мужским законным потомком Анхальт-Кётенского дома, Ханс-Хайнрих Х не мог наследовать суверенное герцогство, поскольку по Анхальтскому династическому закону, выморочная территория должна была быть передана оставшимся ветвям рода и была объединена с Анхальт-Дессауским герцогством.

## Родовые усыпальницы

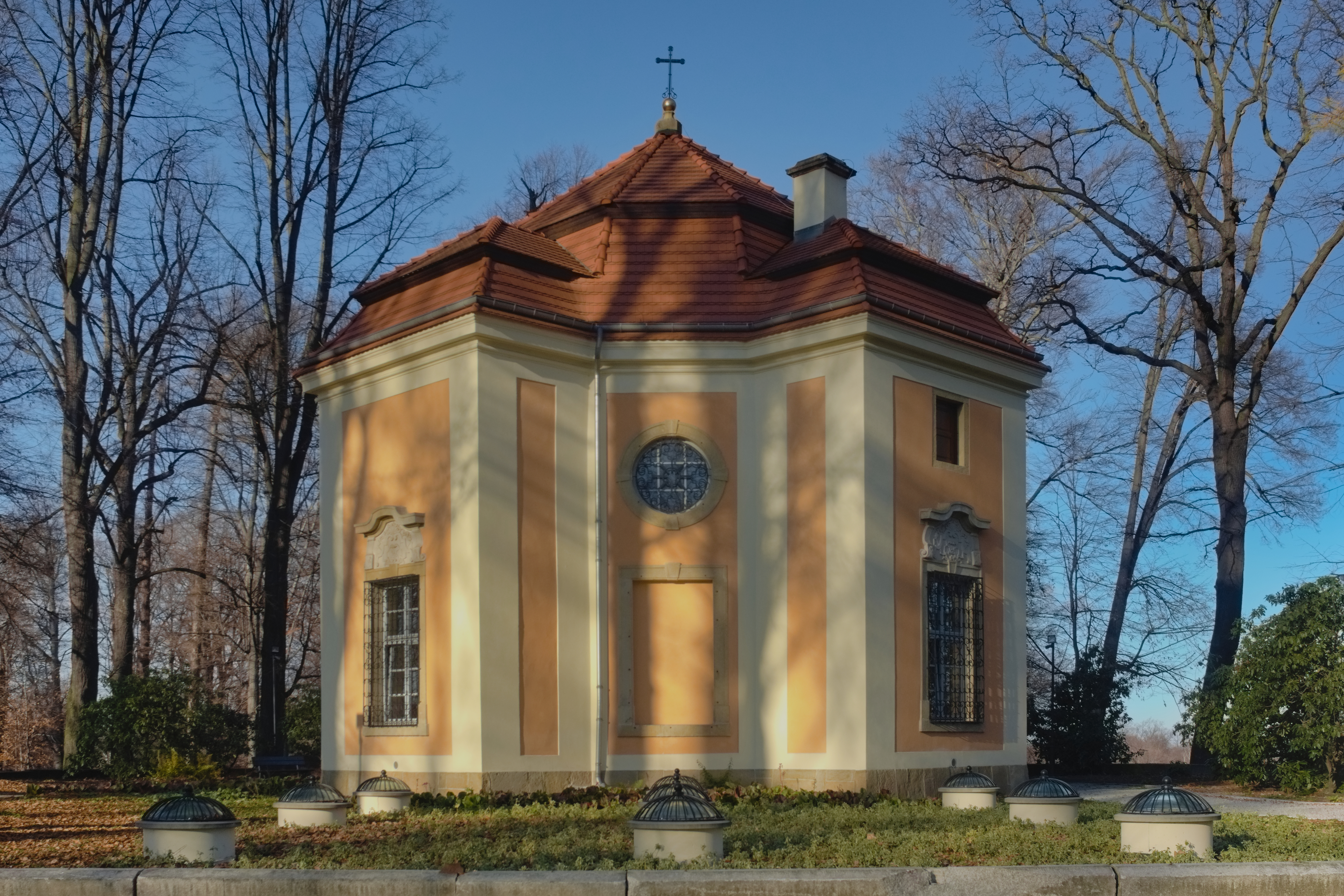
«Мавзолей Хохбергов» в Ксёнже
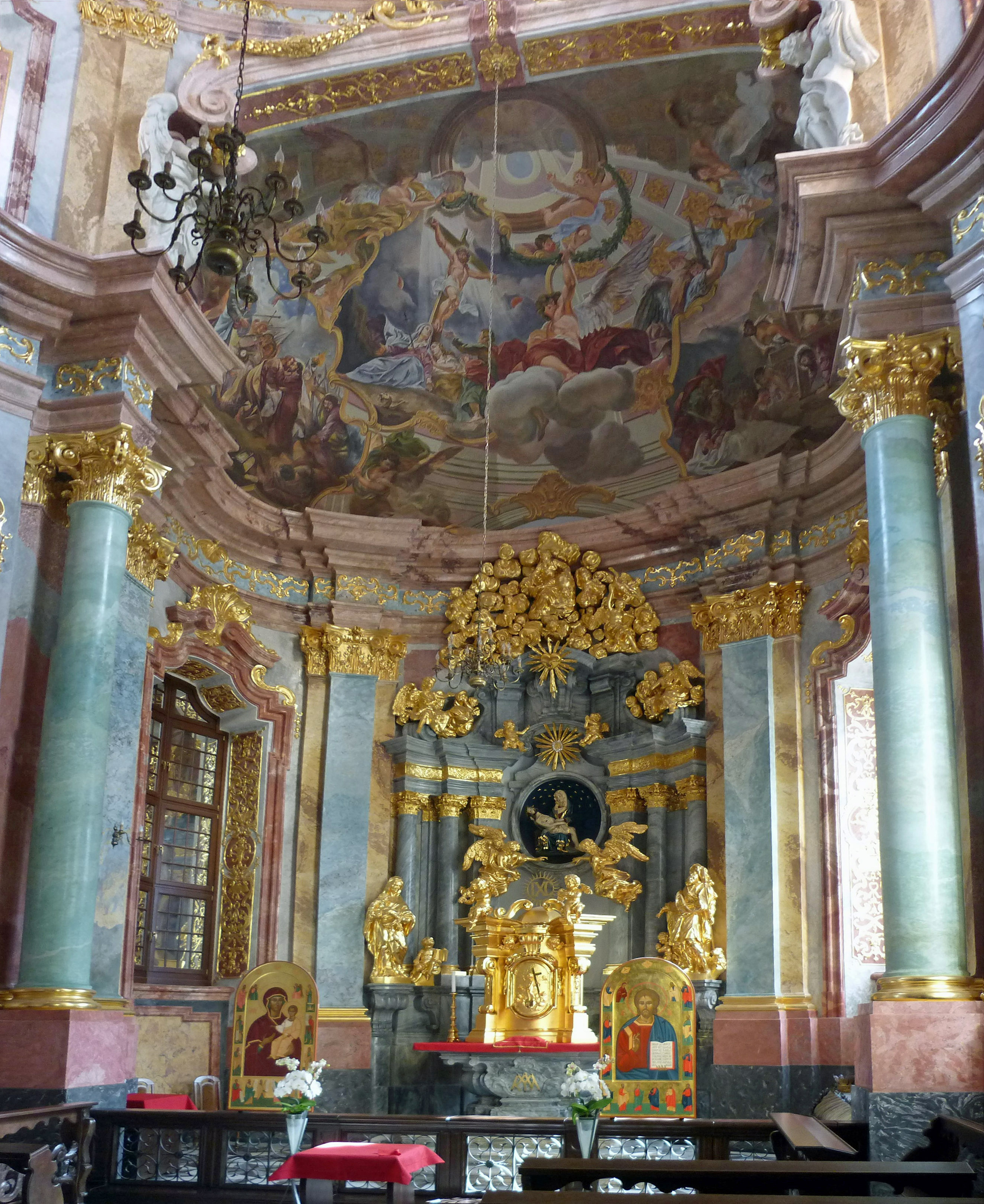
Алтарь «Часовни Хохберга» во Вроцлаве
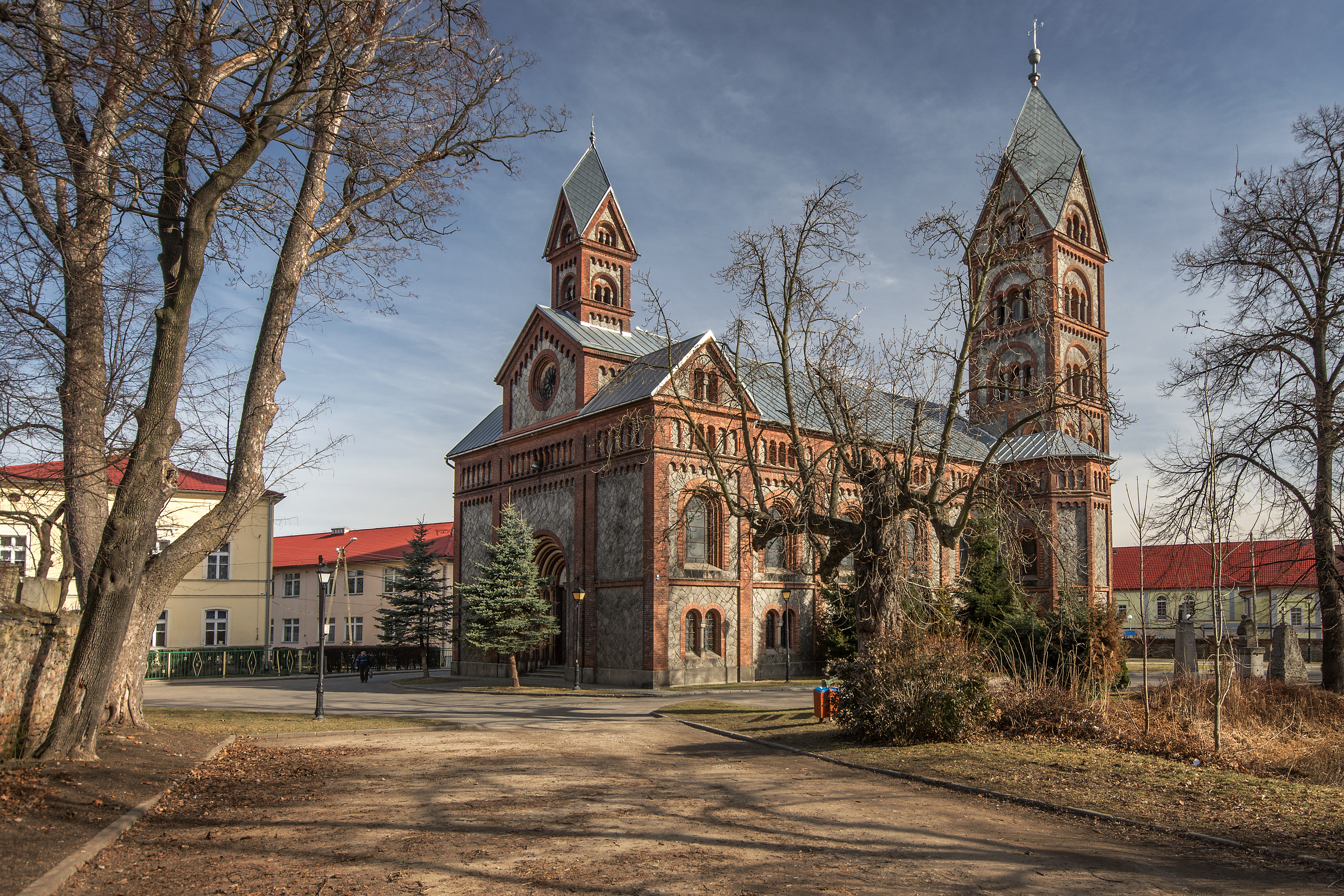
Церковь Святого Станислава в Розтоке

- «Мавзолей Хохбергов» на Тополином взгорье в парке замка Ксёнж
- Часовня «Мавзолей рода фон Хохберг» при церкви Святой Ядвиги в Прусице
- «Часовня Хохберга» при церкви Святых Викентия и Якова во Вроцлаве — усыпальница графа Фердинанда фон Хохберга
- Церковь Святого Николая в Свебодзице
- Церковь Святых апостолов Петра и Павла в Ронштоке
- Церковь Святого Станислава в Розтоке

## Имения

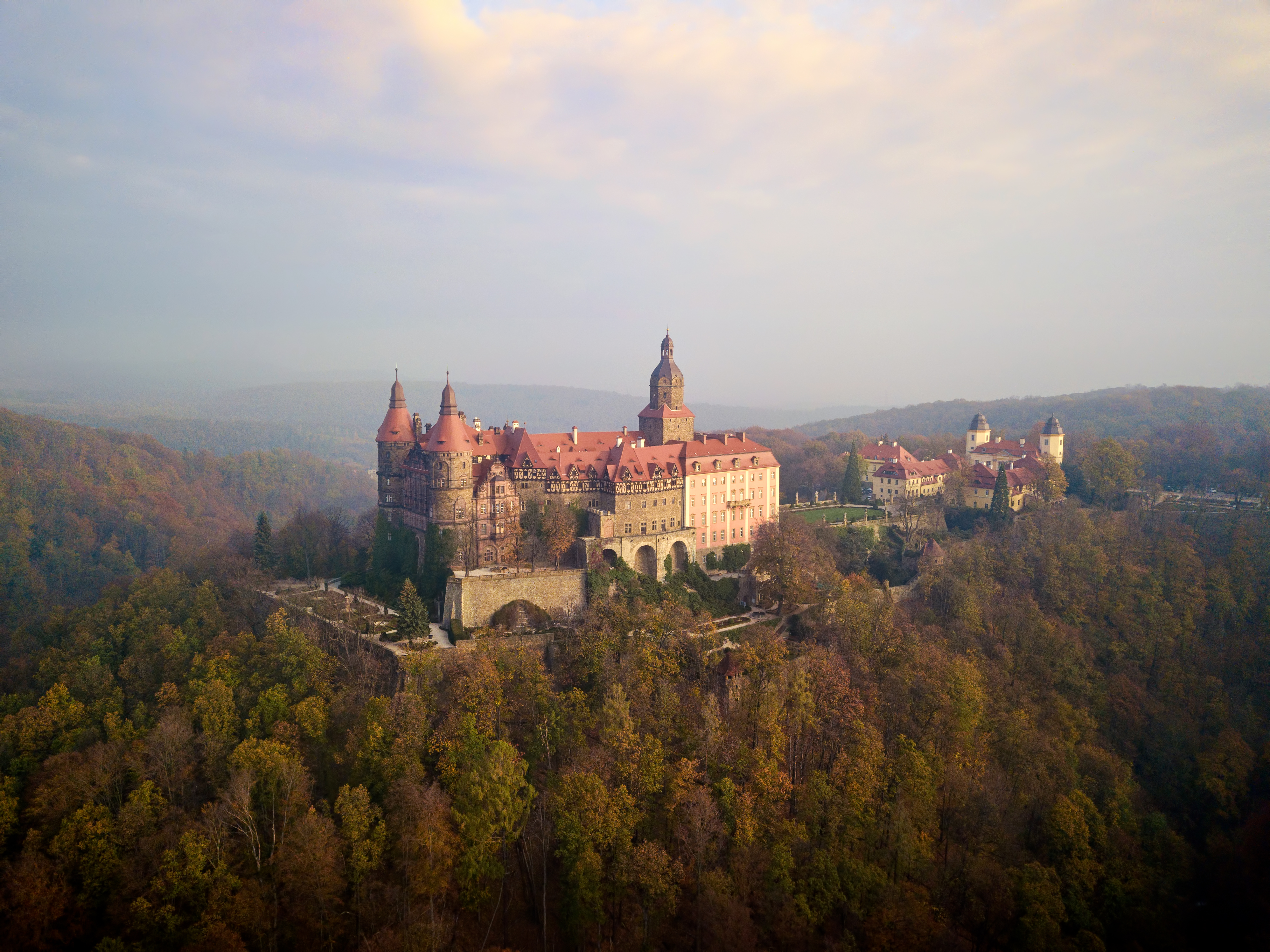
Замок Ксёнж, прежде Фюрстенштайн в 2019 году

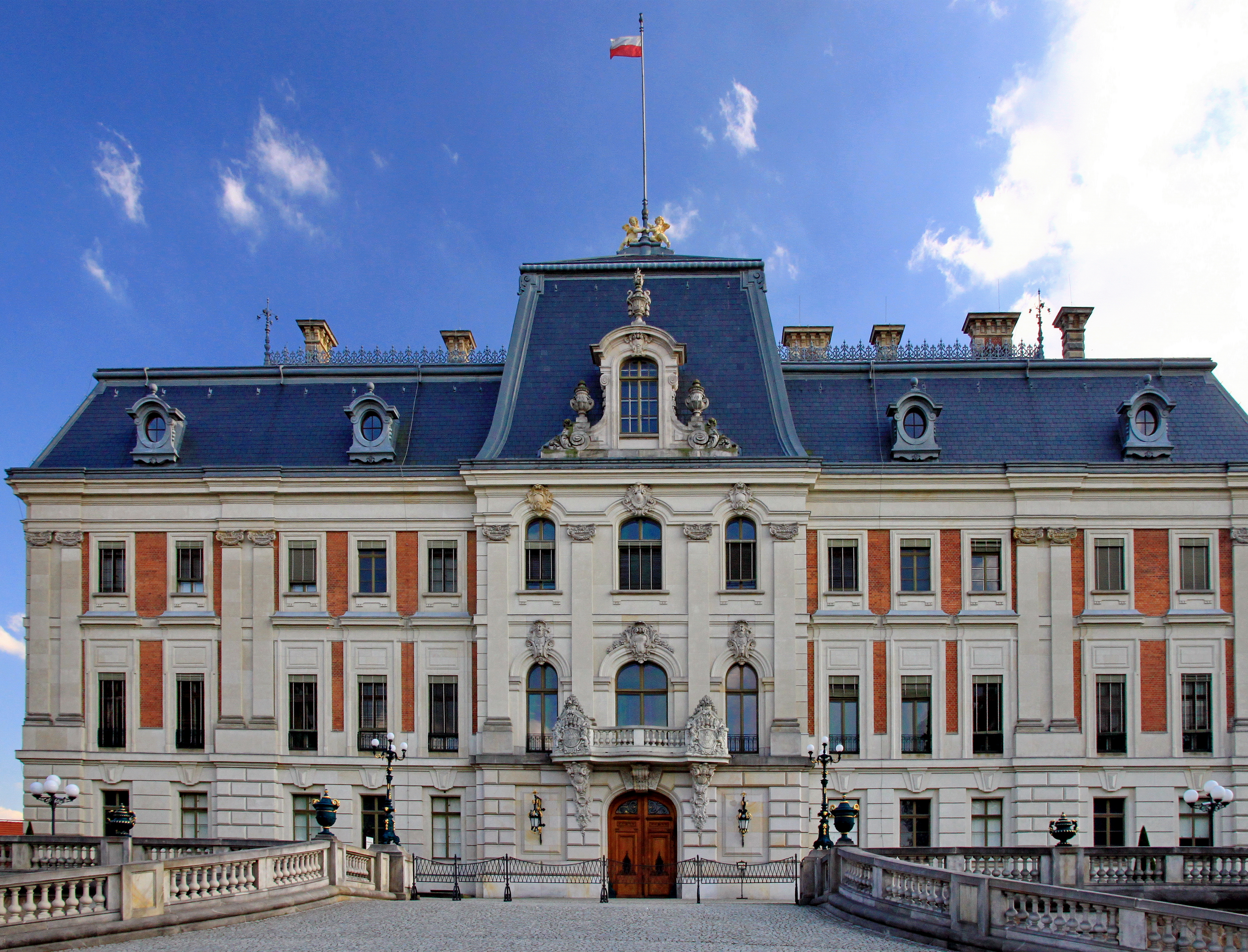
Пщинский замок, прежде Плесс в 2013 году

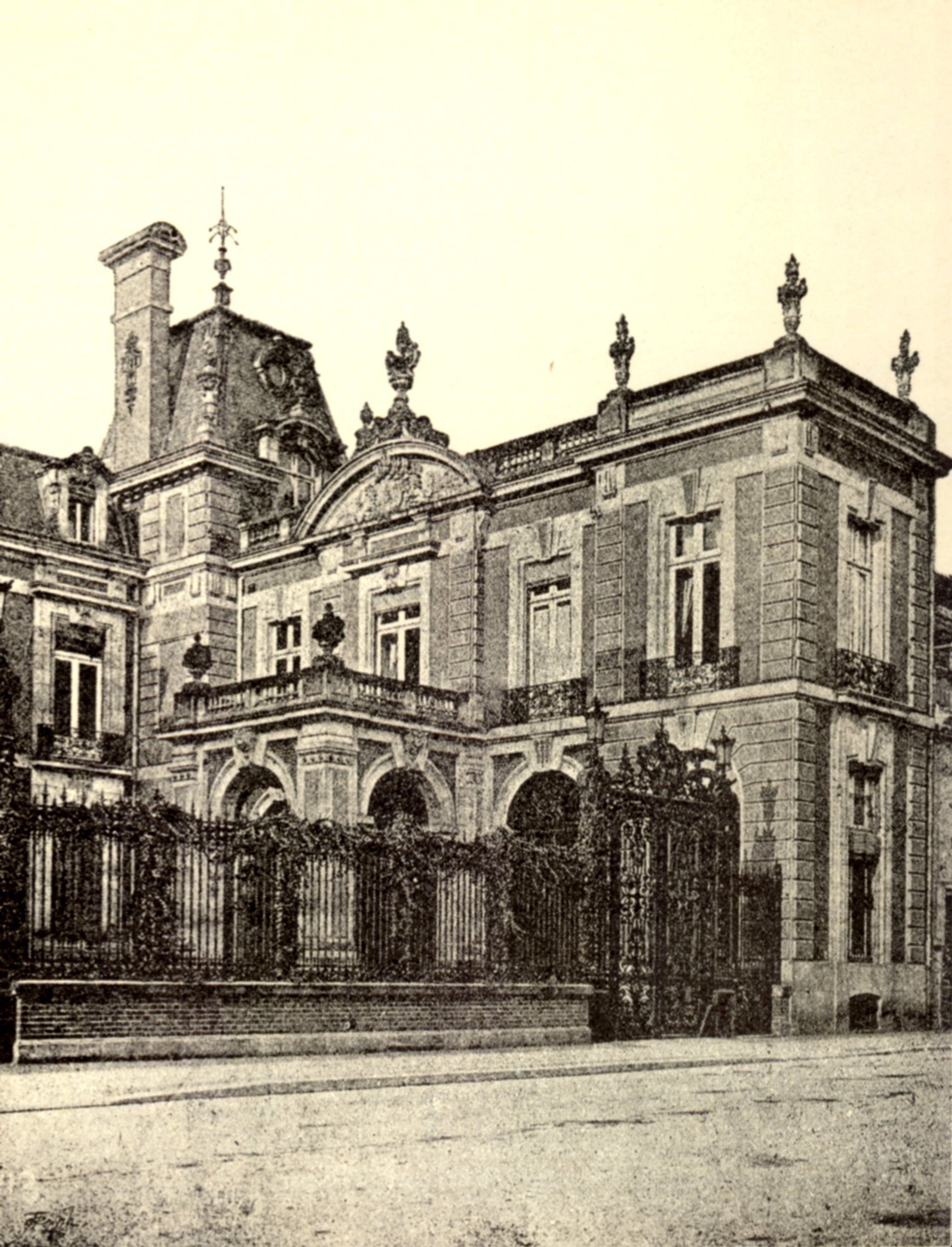
«Дворец Плесс» в Берлине

### Австрия

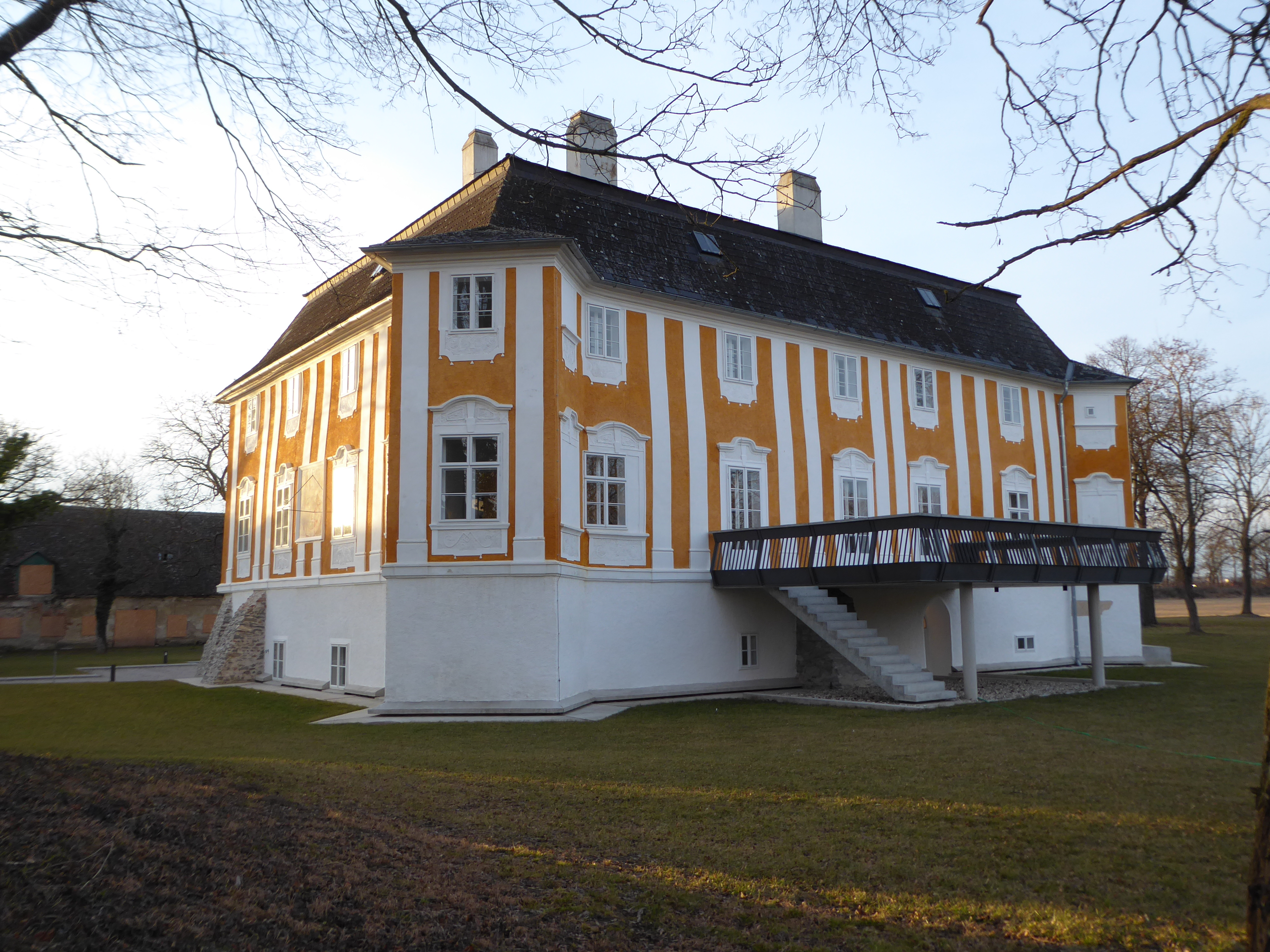
Замок Вассерхоф в 2017 году
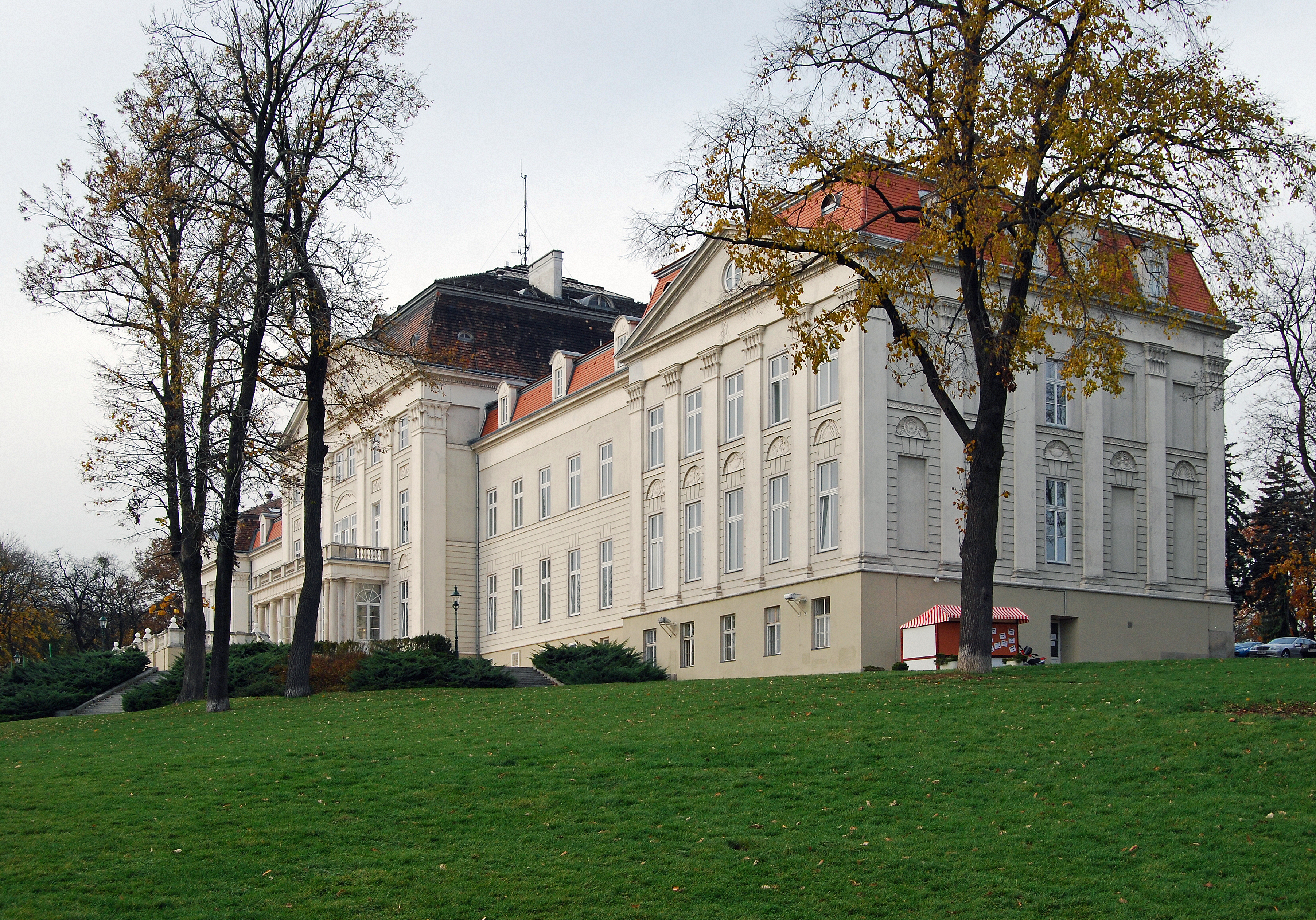
«Дворец Вильгельминенберг» в 2007 году
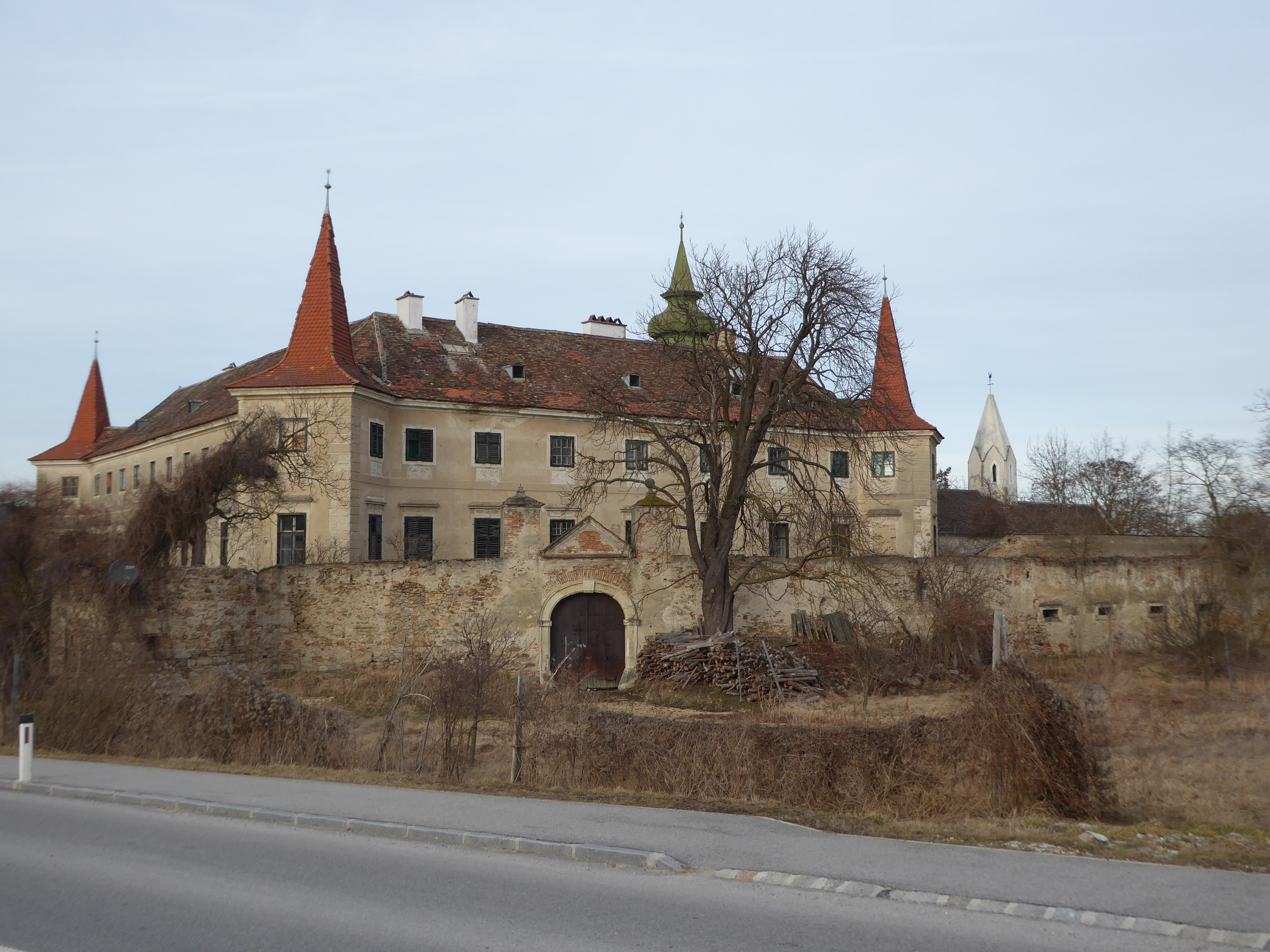
Замок Дросс в 2017 году
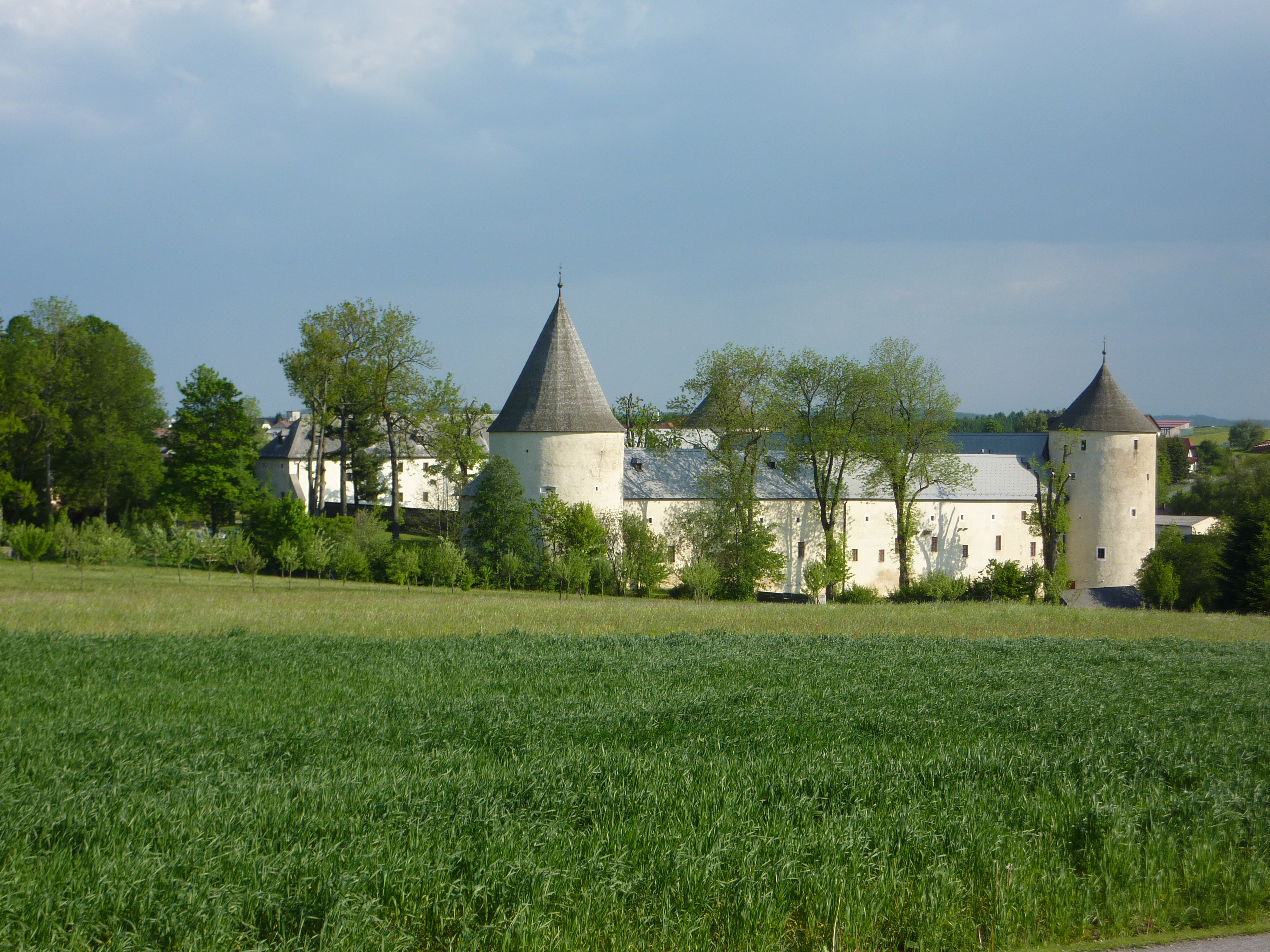
Замок Оттеншлаг в 2012 году
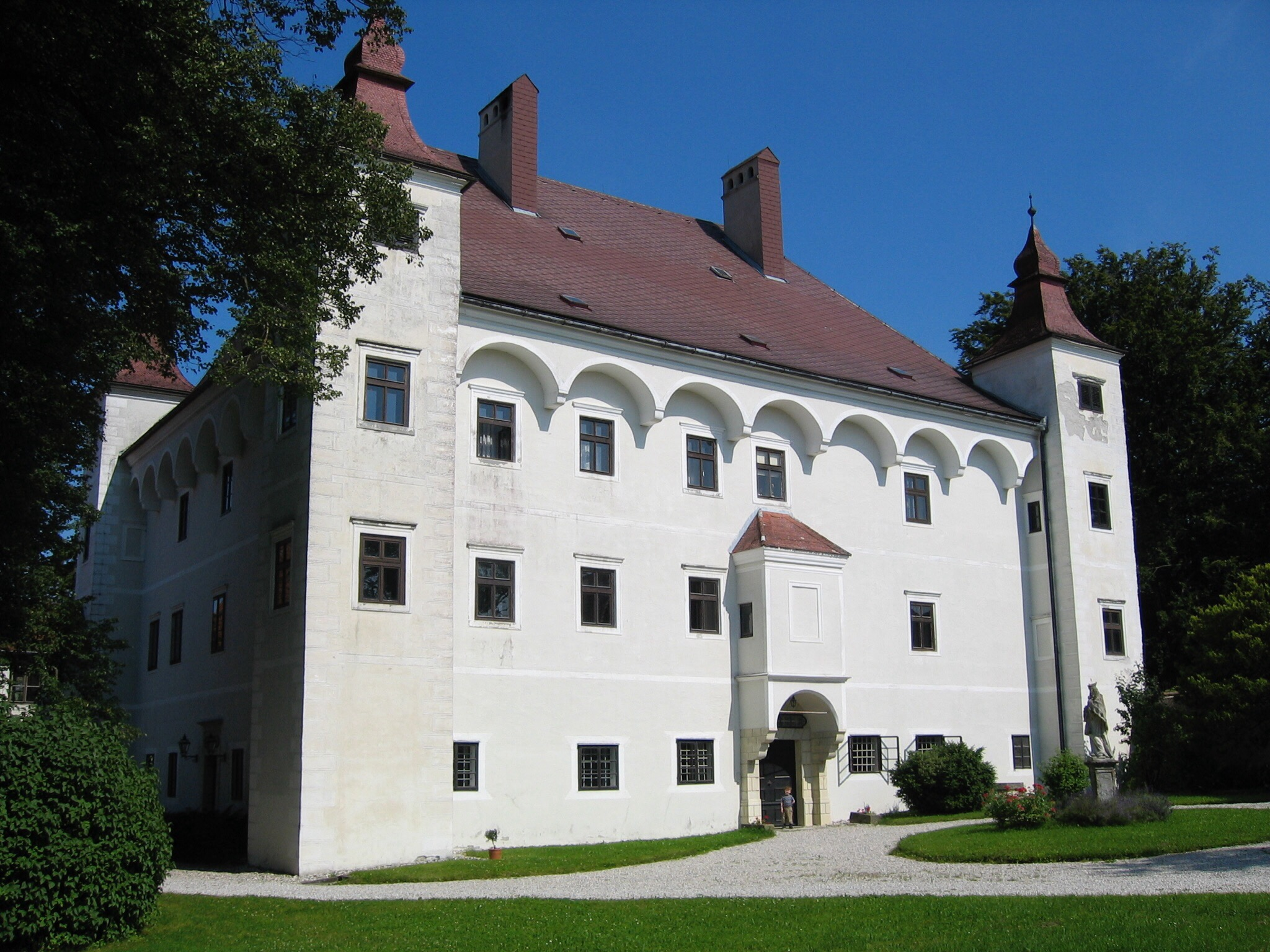
Замок Рорбах в 2004 году
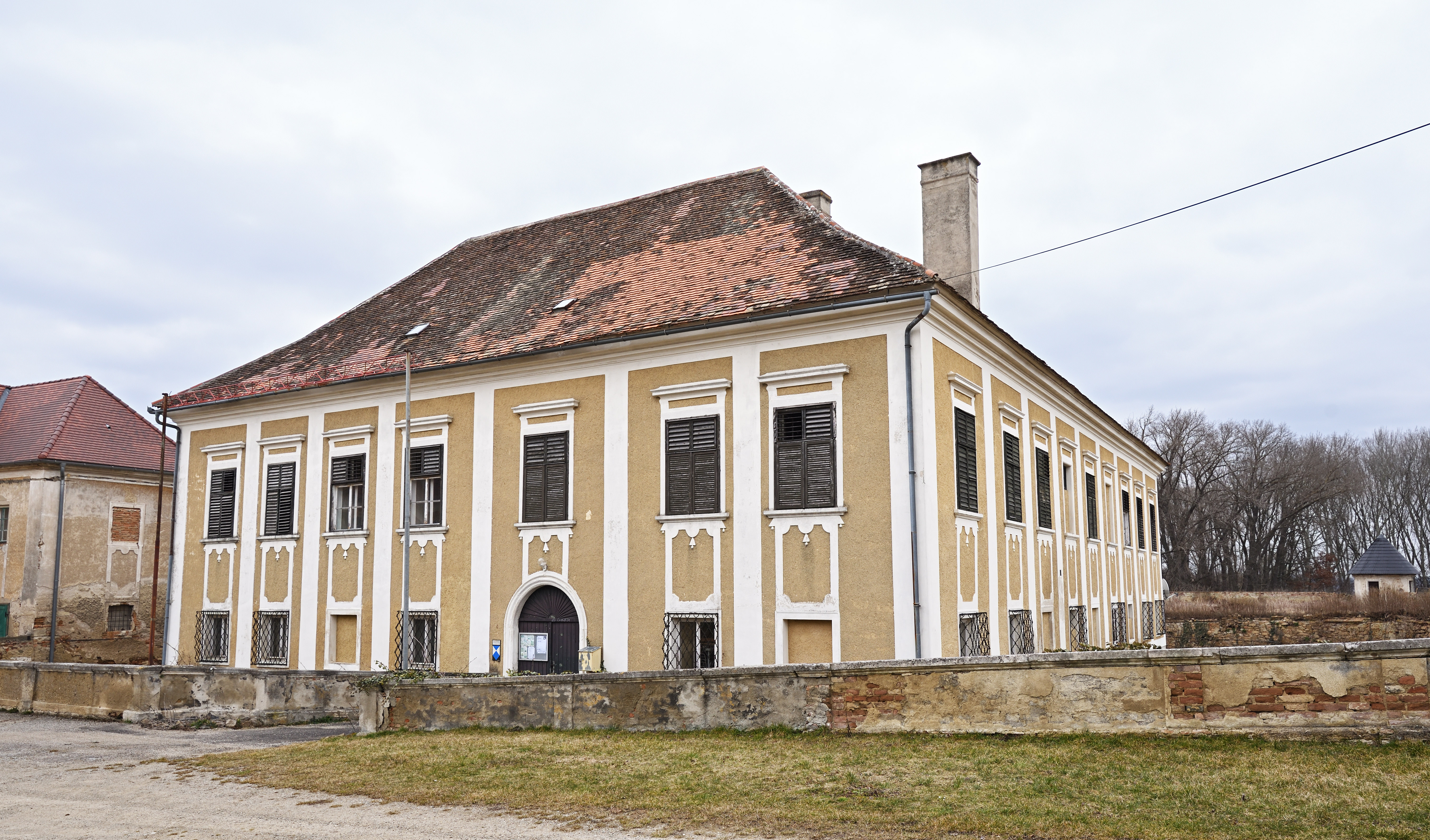
Замок Унтердюрнбах в 2021 году
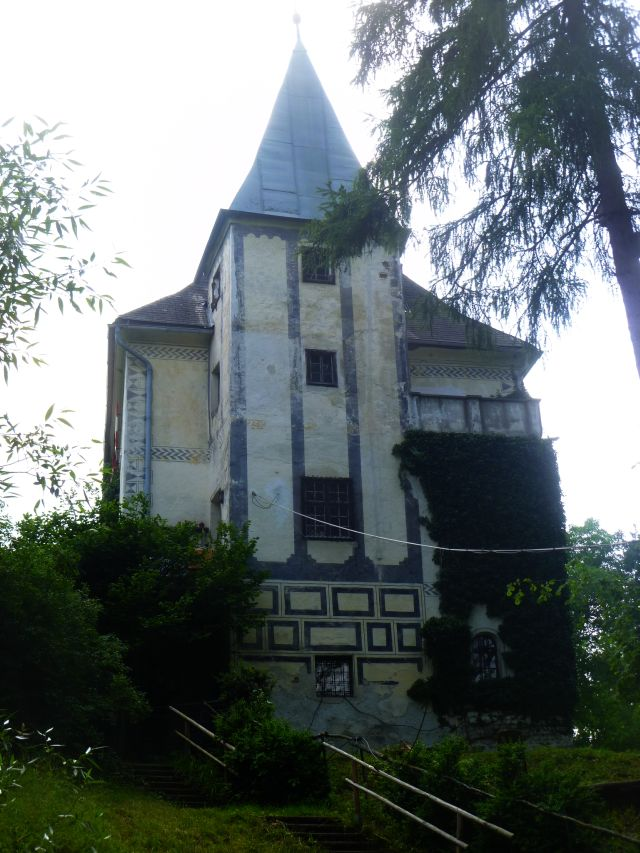
Замок Фельдегг в 2012 году
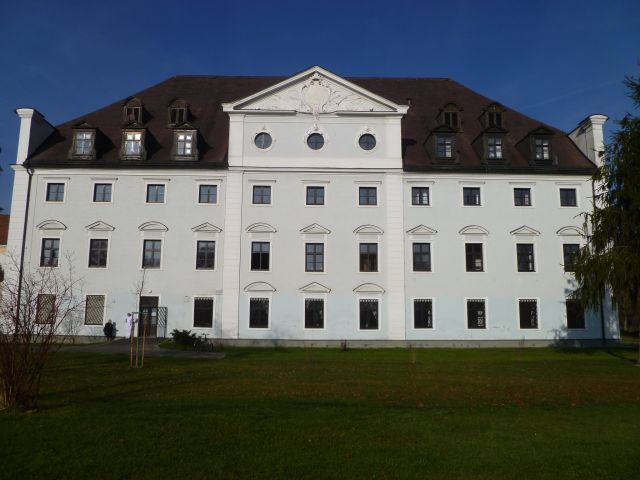
Замок Целль-ан-дер-Прам в 2011 году

- Вассерхоф
- «Дворец Вильгельминенберг»
- Графеншлаг
- Дросс
- Зюссенбах
- Клингенбрунн
- Кюхльбах
- Обертумеритц
- Оттеншлаг
- Райтценшлаг
- Ридау
- Рорбах
- Унтердюрнбах
- Фельдегг
- Целль-ан-дер-Прам

### Англия
- Кройдон Холл

### Баден
- Дитфурт

### Берлин
- «Дворец Плесс»
- Дом графа Болько I фон Хохберга 38 на Маркграфенштрассе архитектора Густава Эрдманна[151]

### Галиция

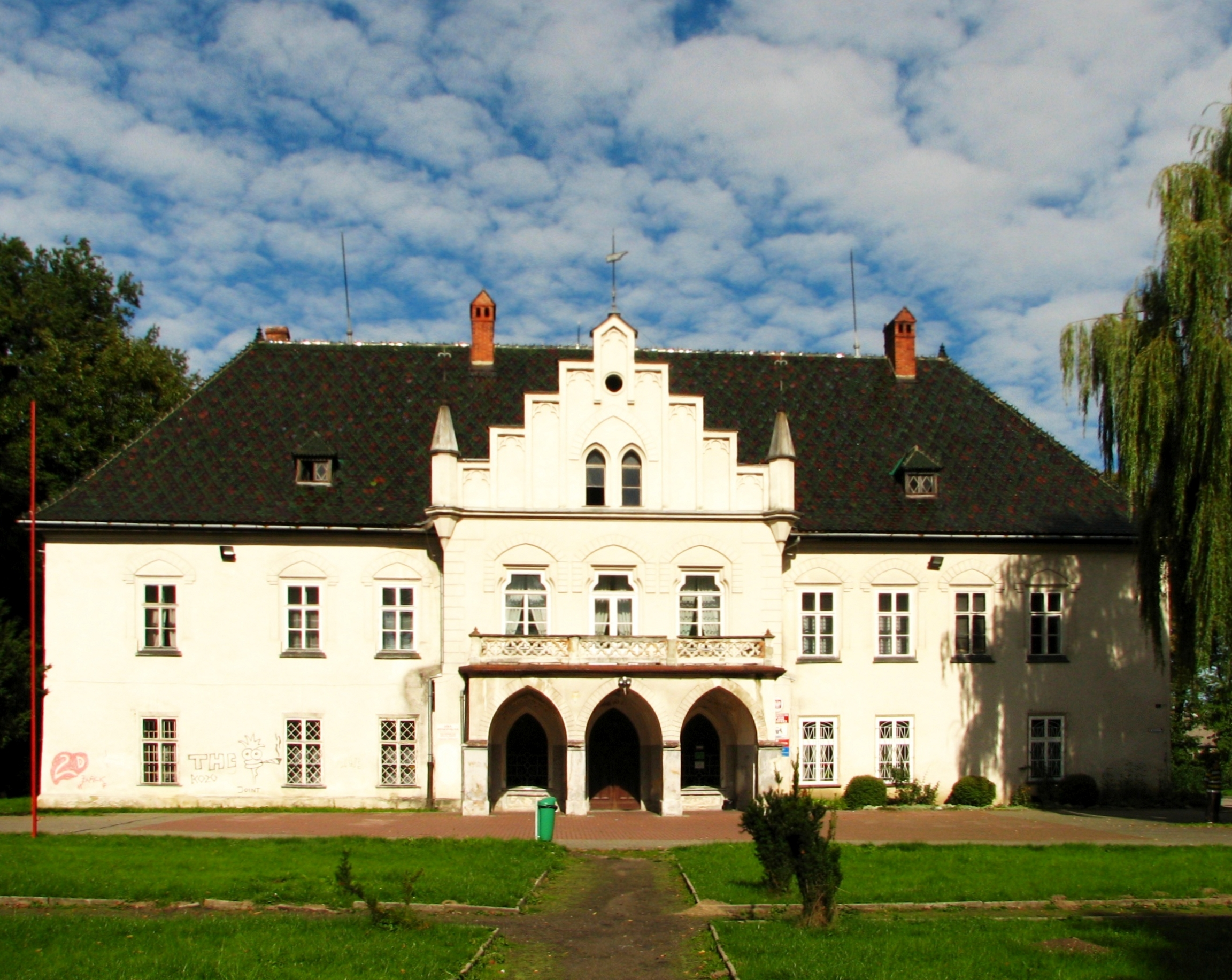
Замок Лодыговице, прежде Лодвигсдорф в 2007 году

- Лодвигсдорф

### Италия
- Вилла Монтальто ( — 1905), продано графу Мексборо

### Польша
- Селецкий замок, продан графу Андреасу-Марии фон Ренарду

### Силезия

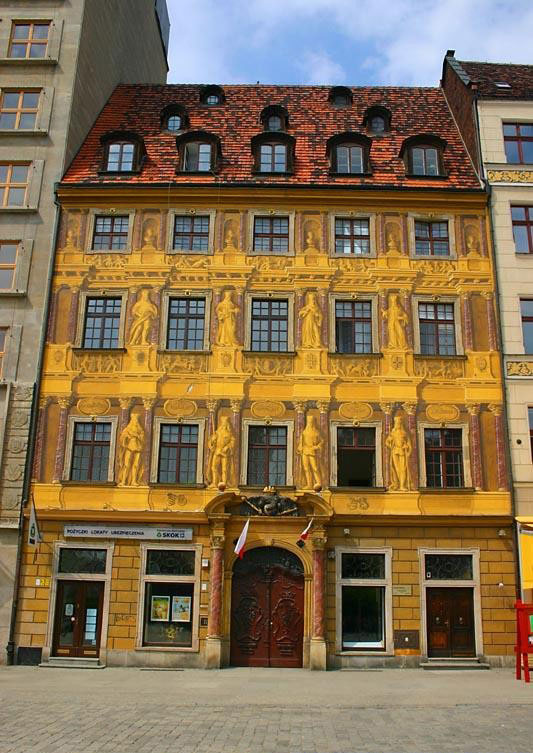
«Дом под семью электорами» — городская резиденция графов фон Хохберг в Бреслау в 1-й половине XVIII-го века

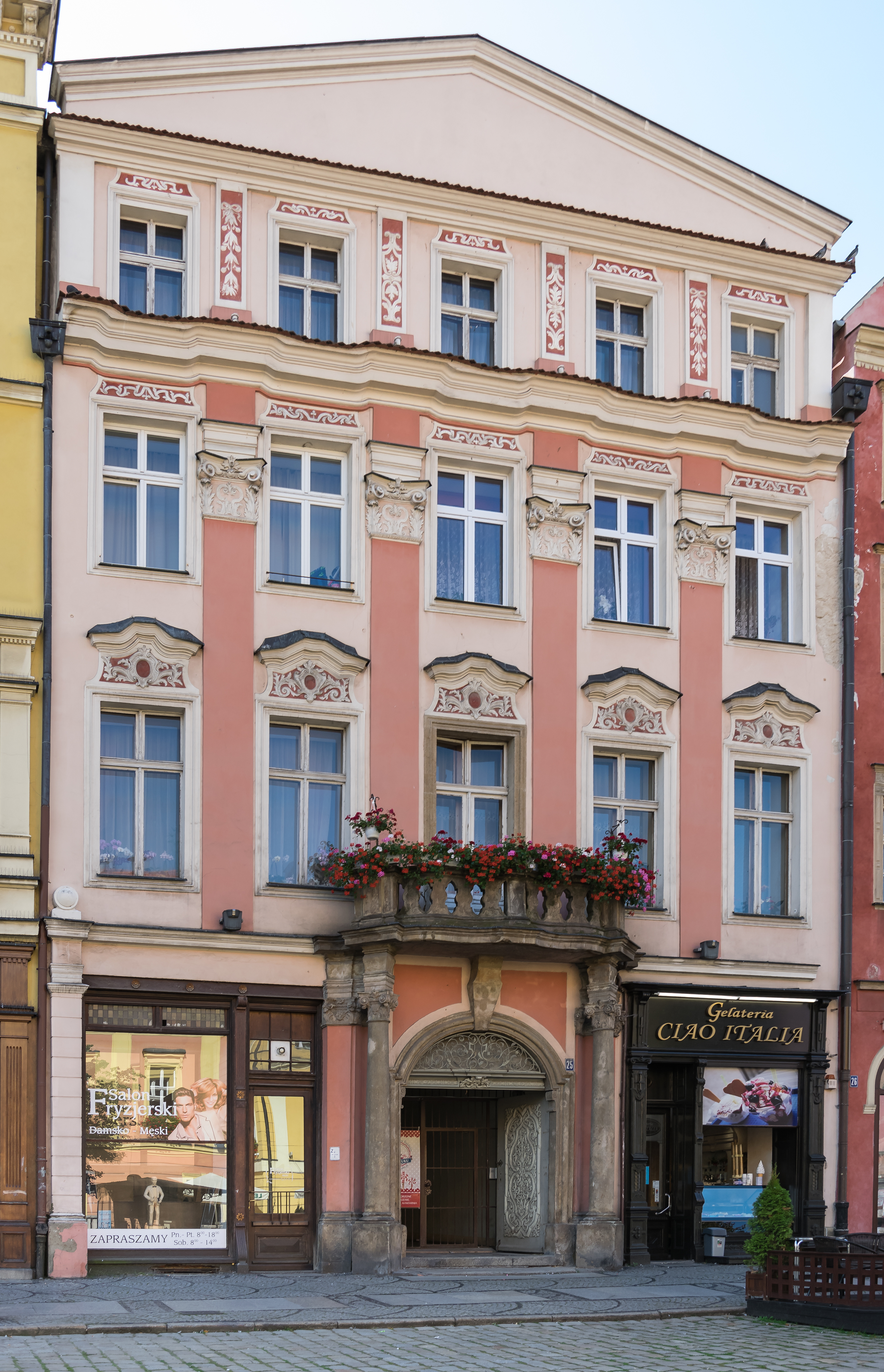
Современный вид бывшего «Дворца Хохбергов» в Свиднице

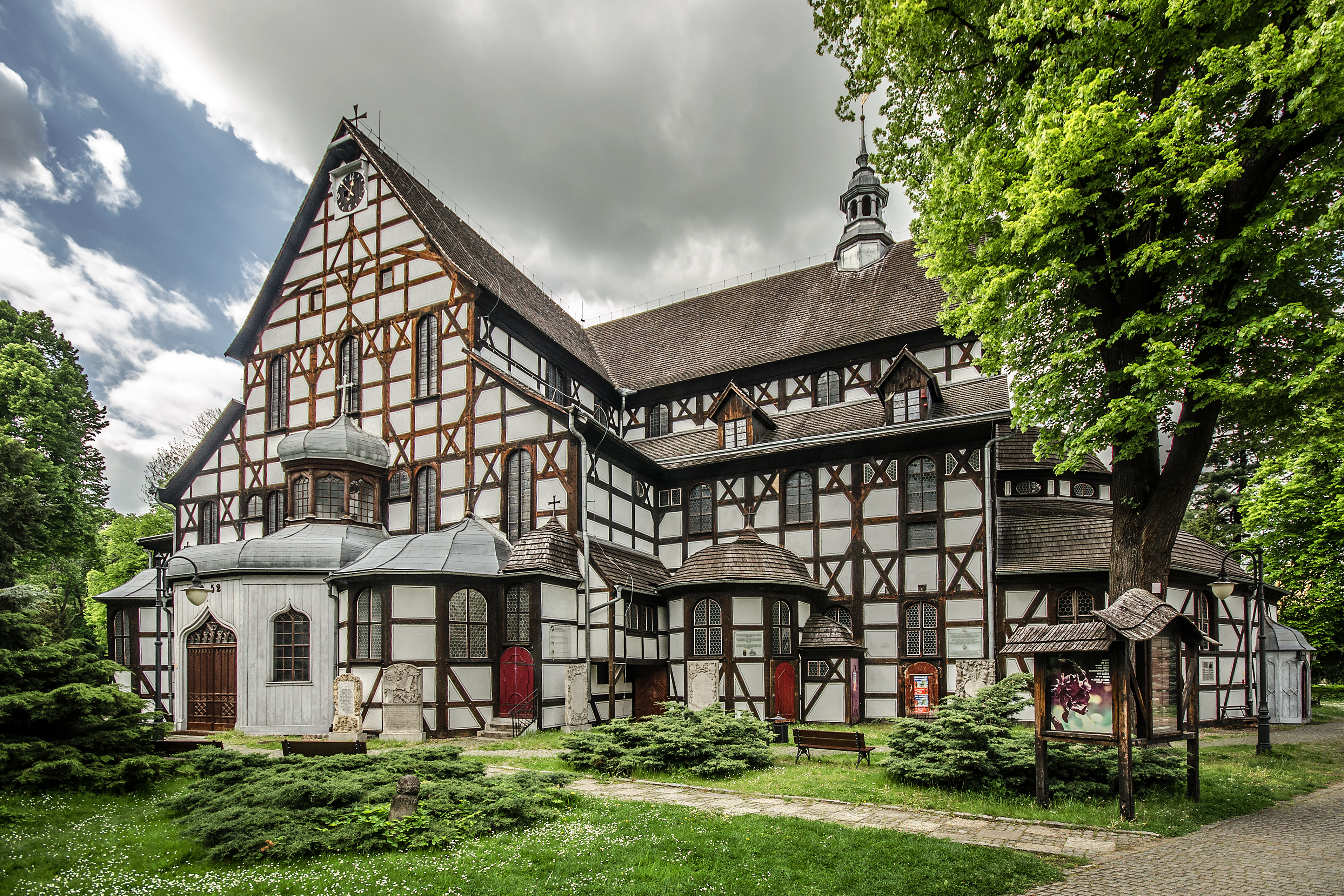
«Церковь мира» в Свиднице, построенная на средства графа Ханса-Хайнриха I фон Хохберга

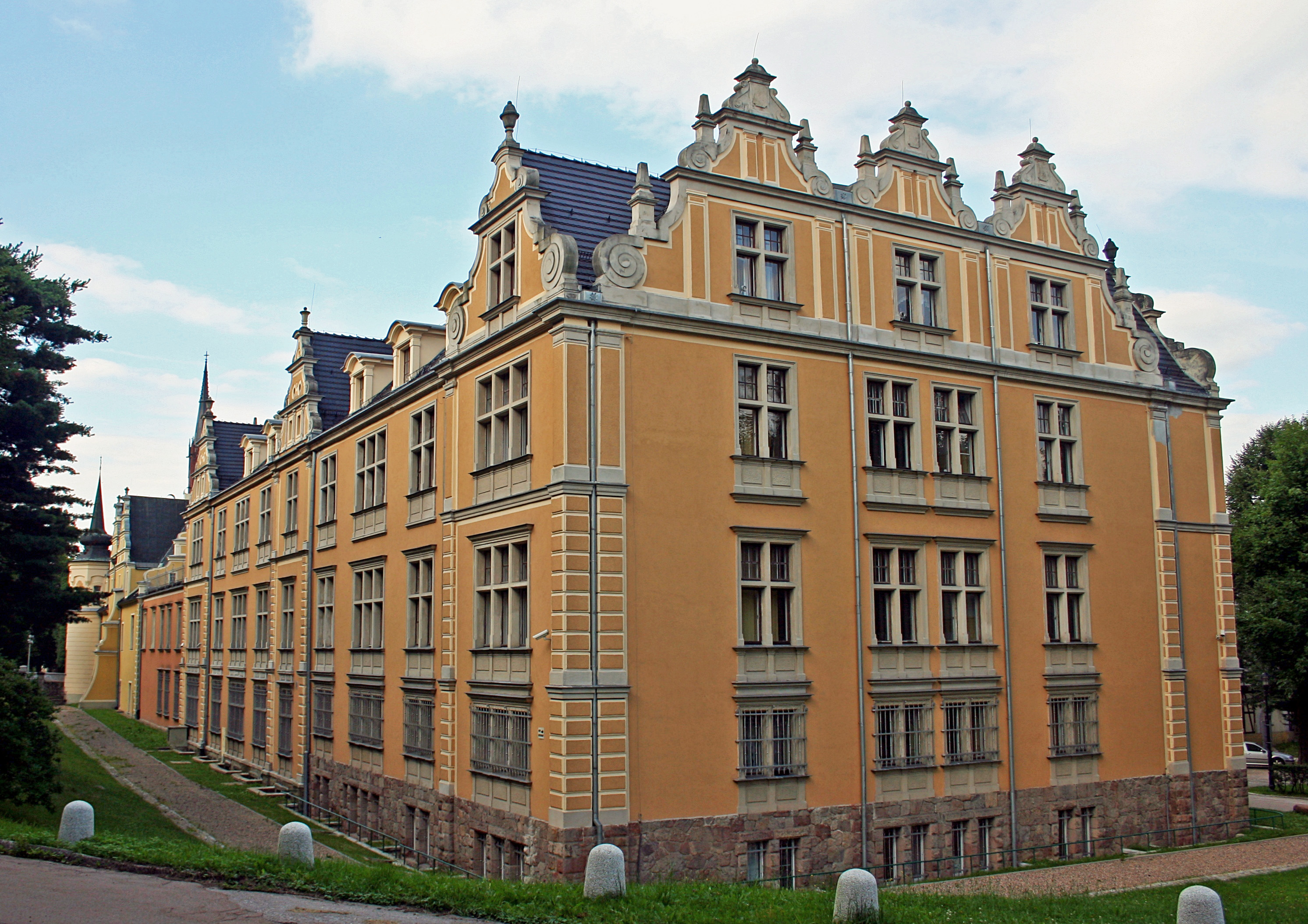
Замок Четтрицов в Валбжихе, прежде Четтритц в Вальденбурге в 2011 году
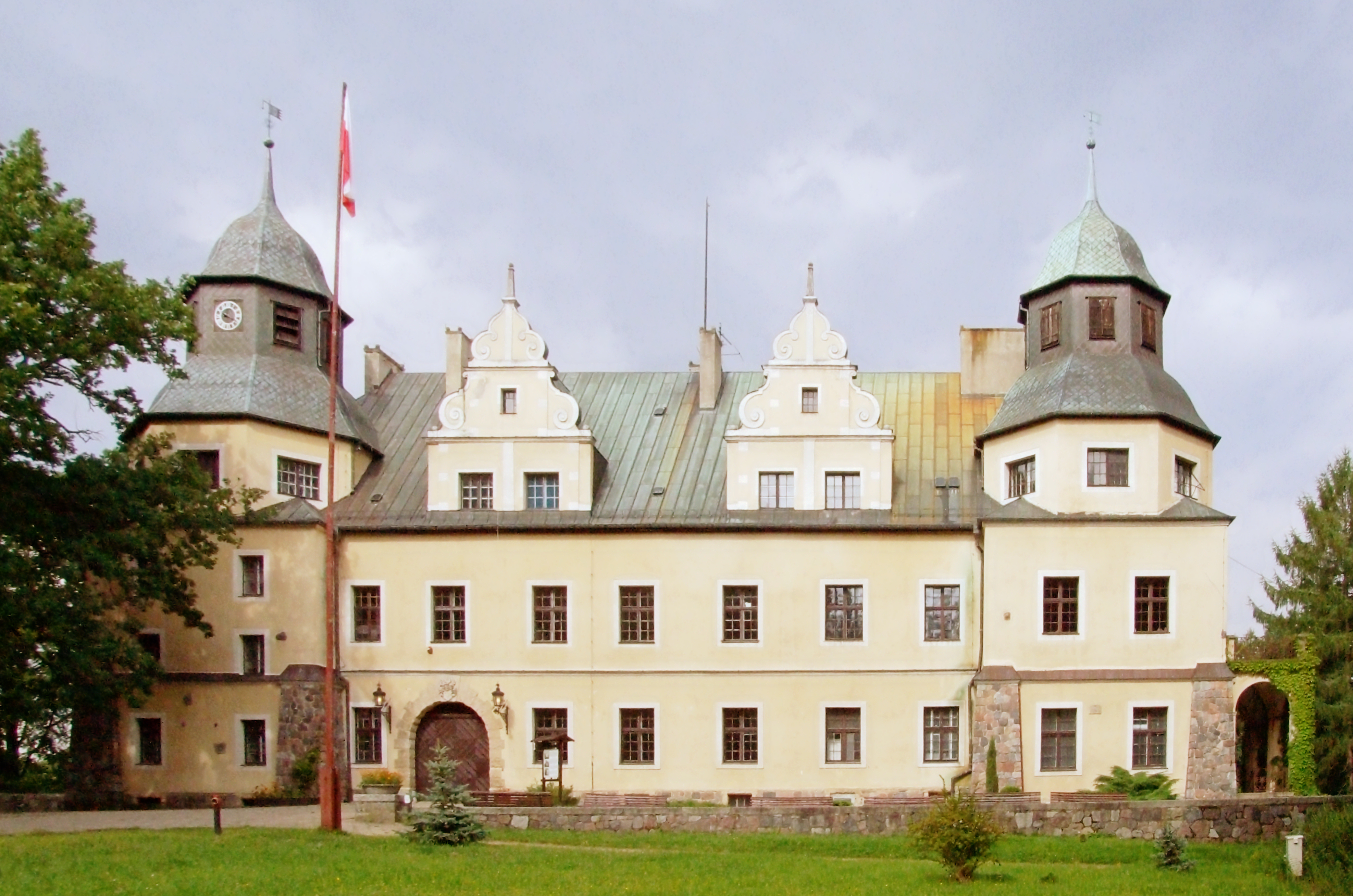
Замок Горай в 2007 году
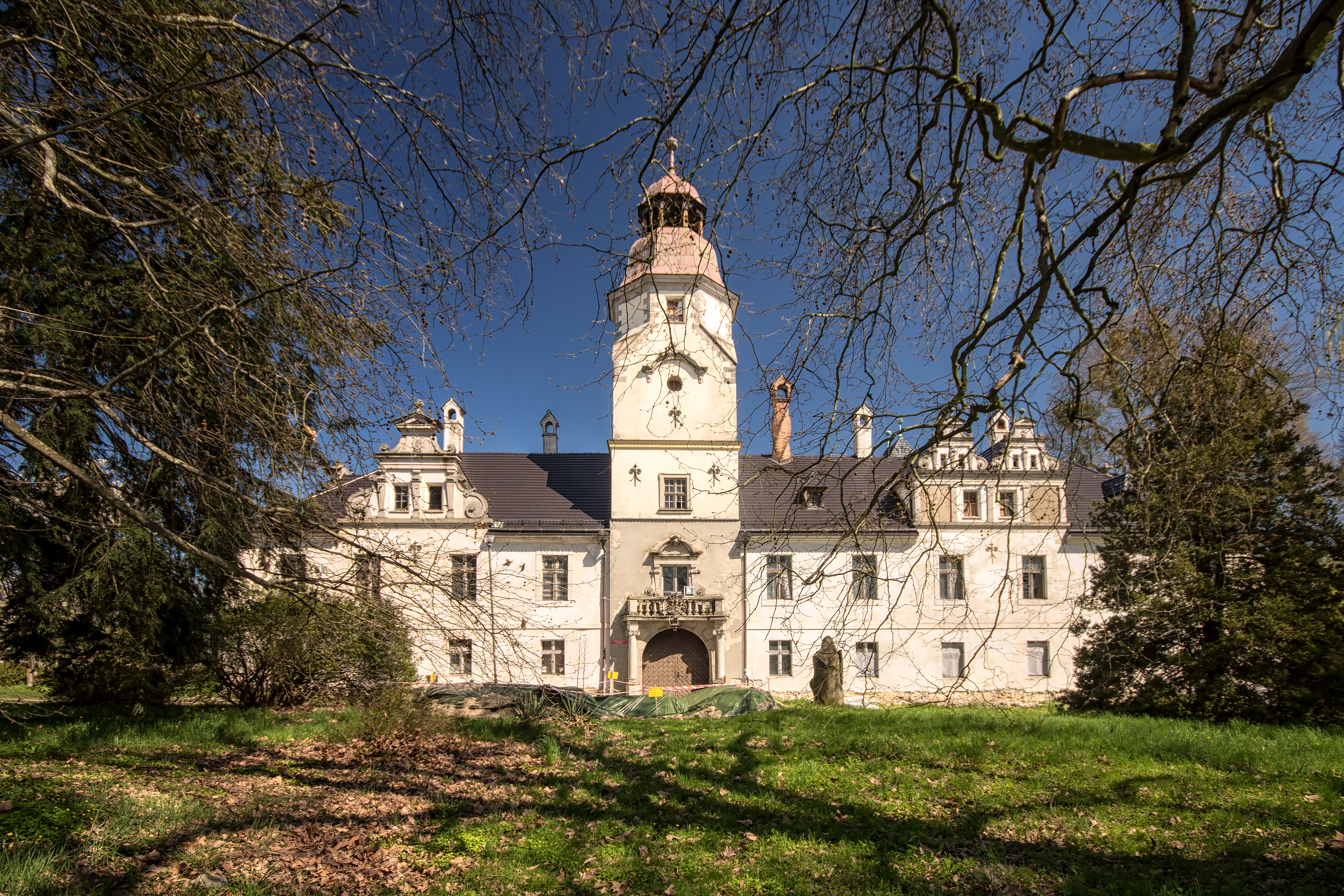
Замок Даброва, прежде Дамбрау в 2014 году
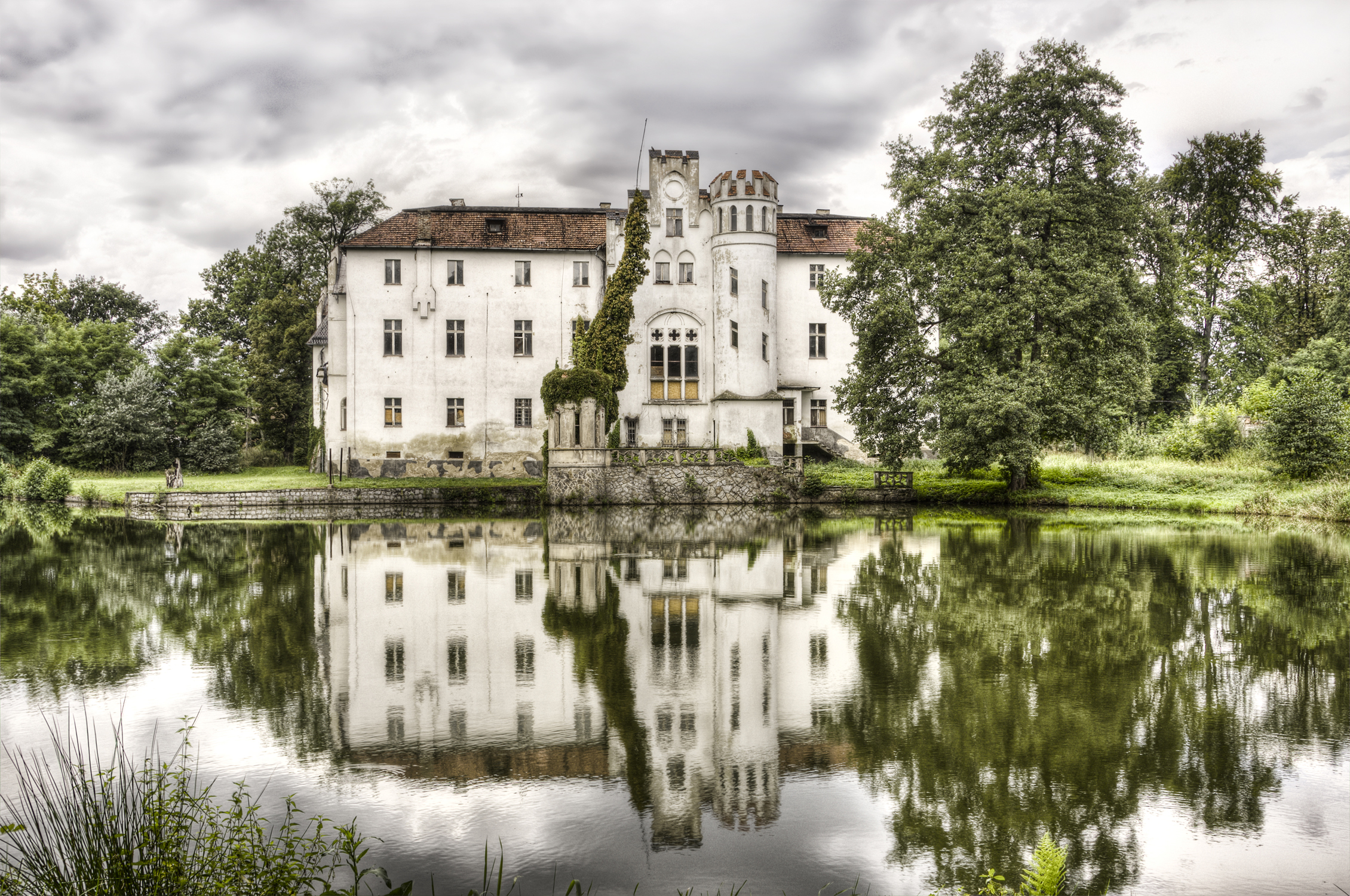
Замок Доброчин, прежде Гюттманнсдорф в 2012 году
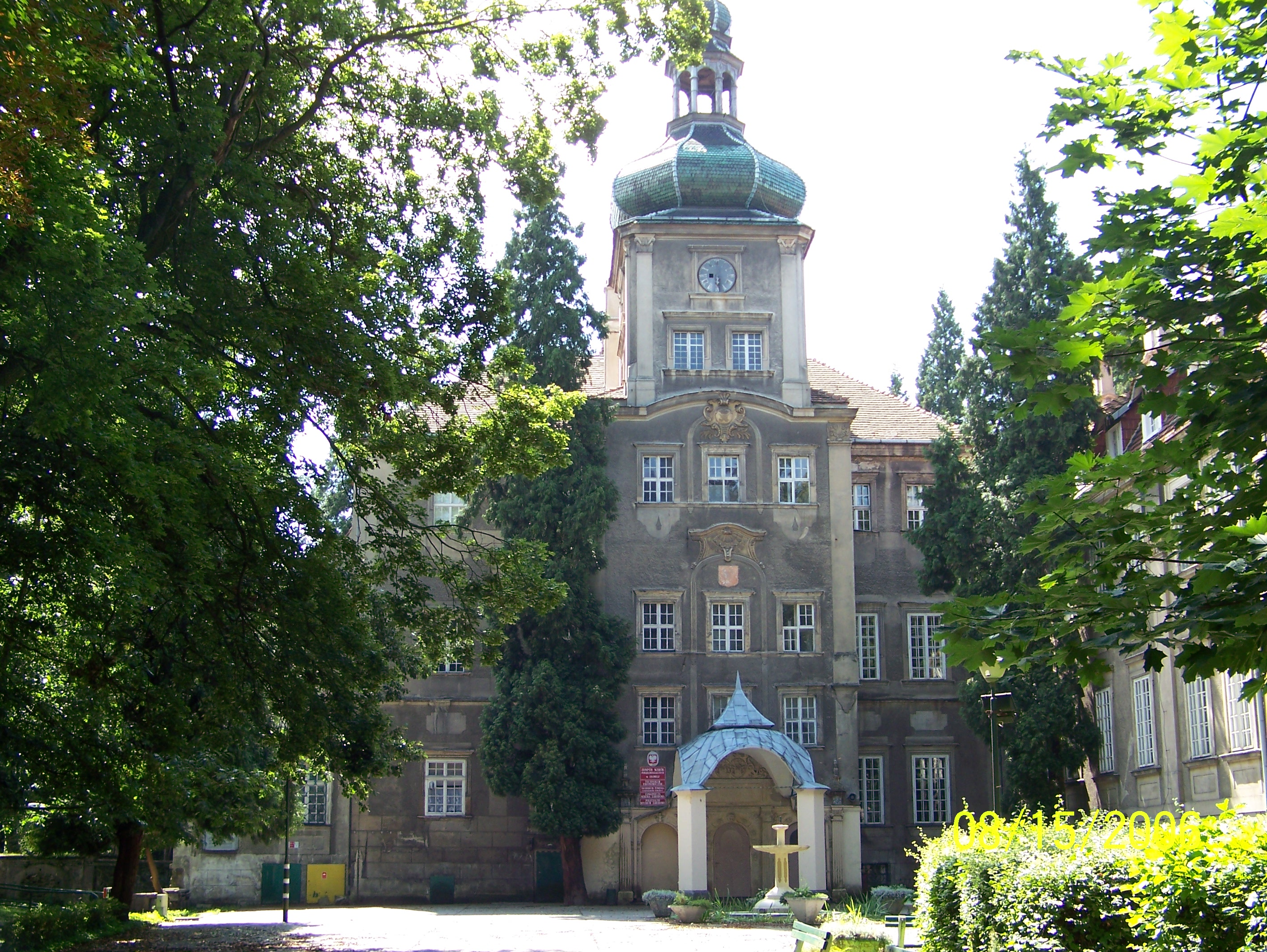
Замок Илова, прежде Хальбау в 2007 году
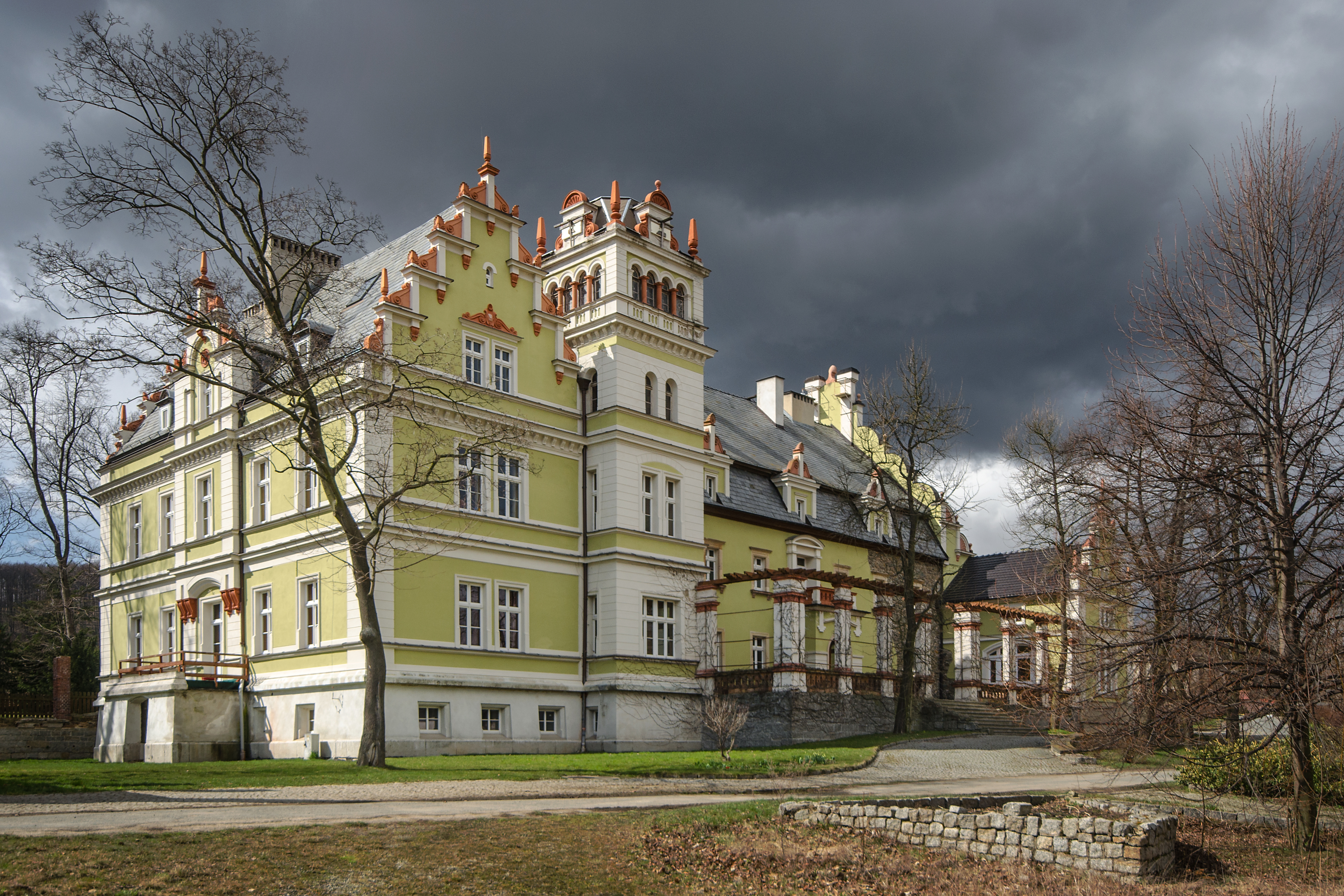
Замок Клонице, прежде Клонитц в 2015 году
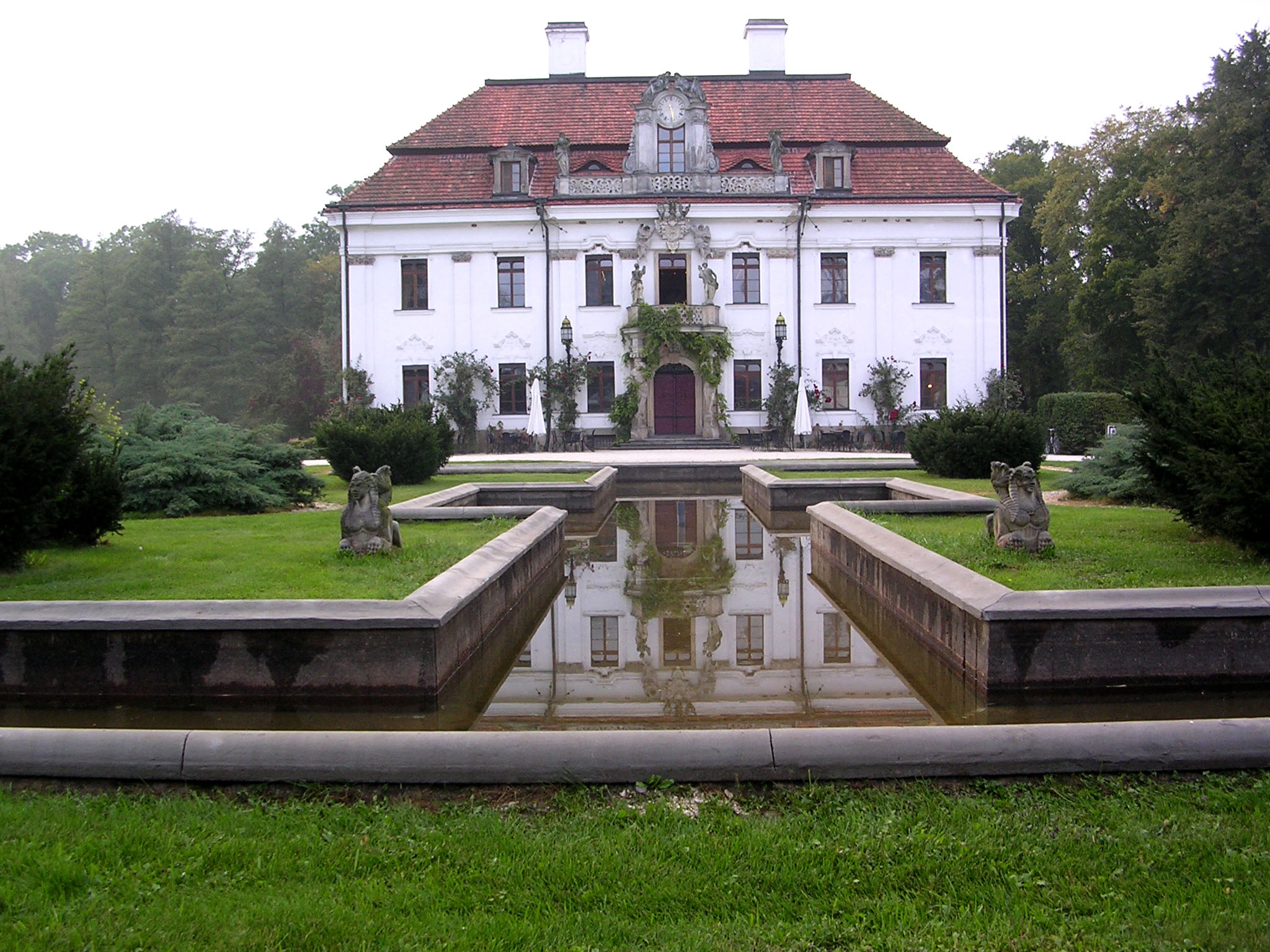
Замок Красков, прежде Кратцкау в 2006 году
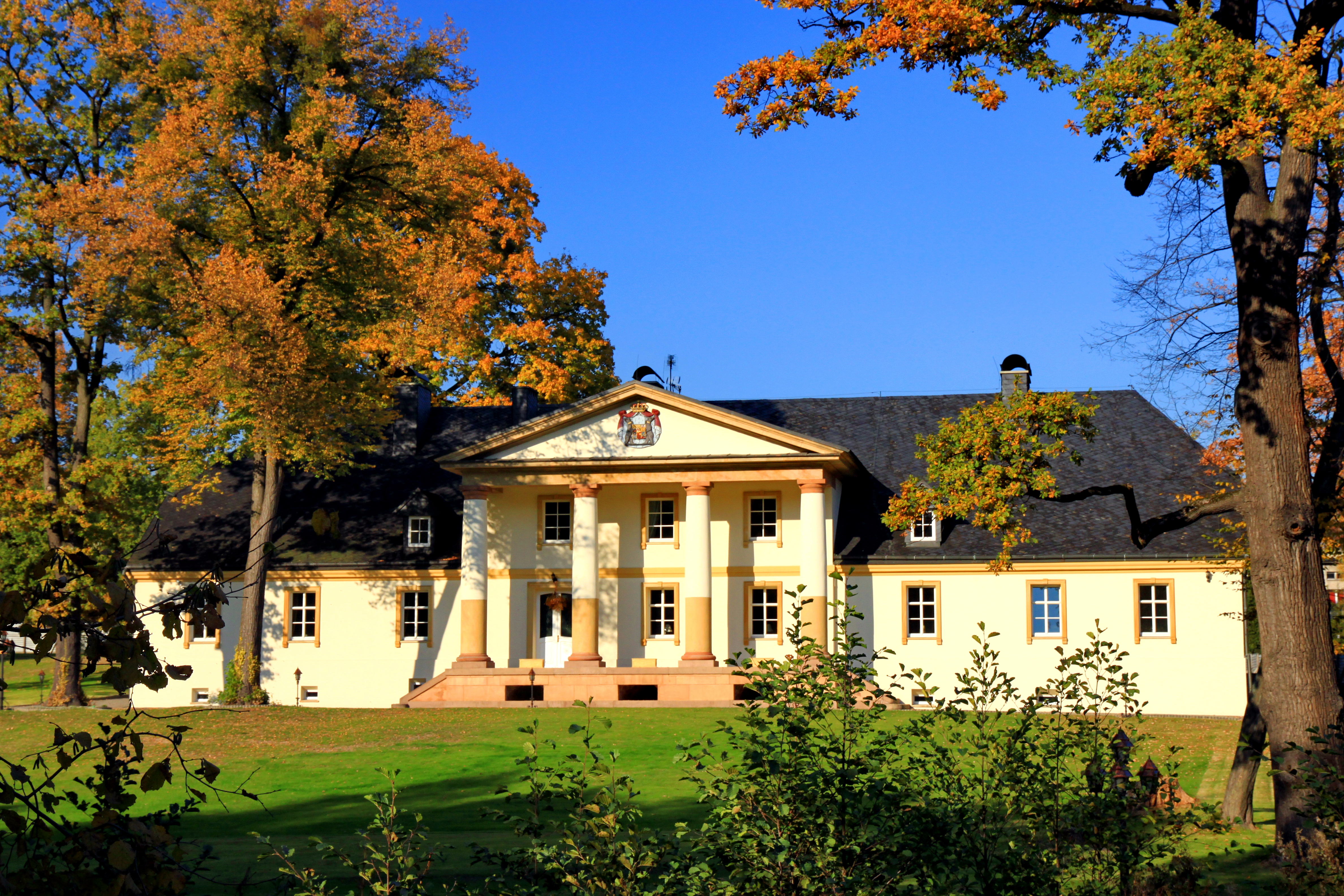
Замок Людвиковка, прежде Людвигсвунш в Пщине в 2012 году
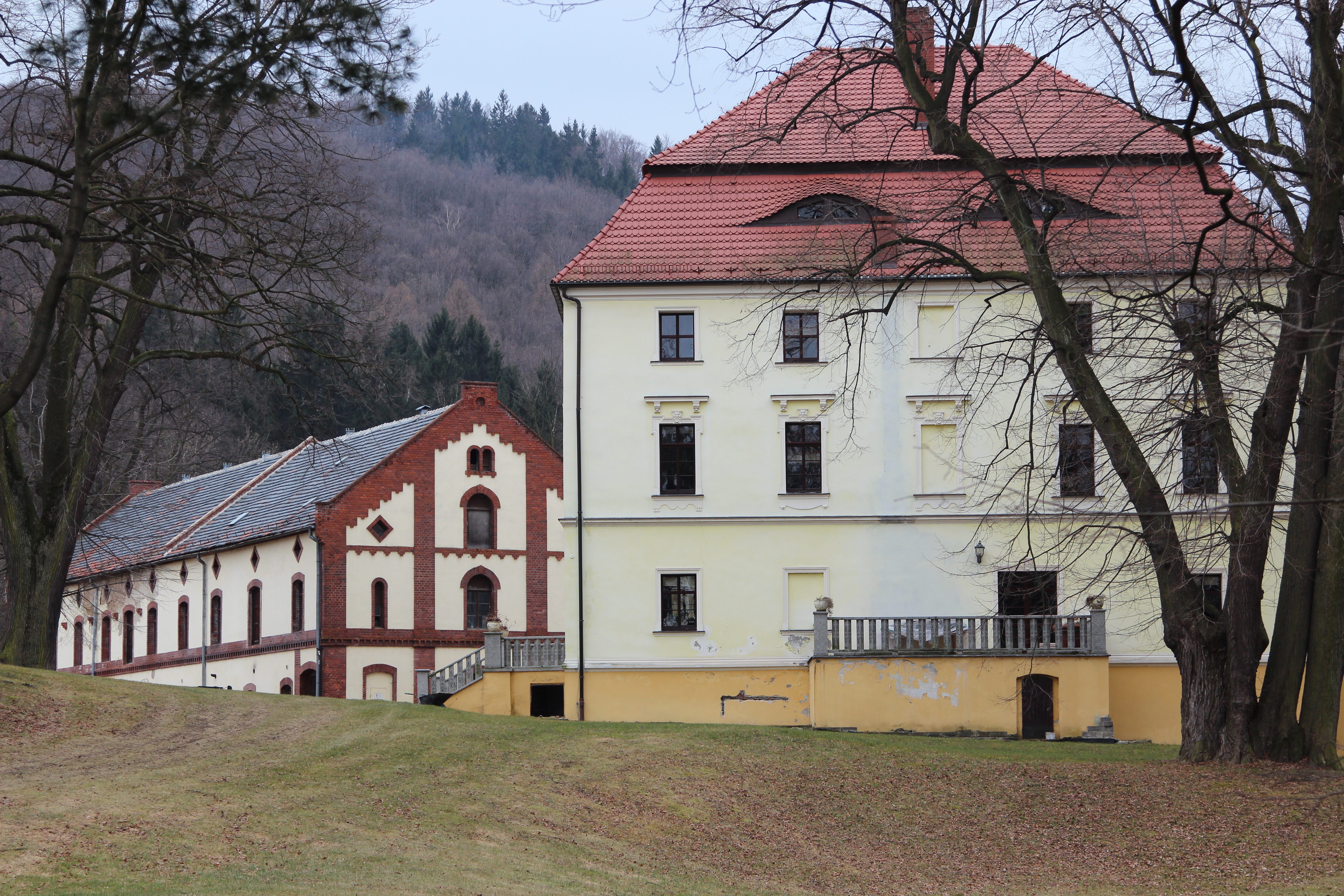
Замок Витошов Горны, прежде Обер-Бёгендорф в 2015 году
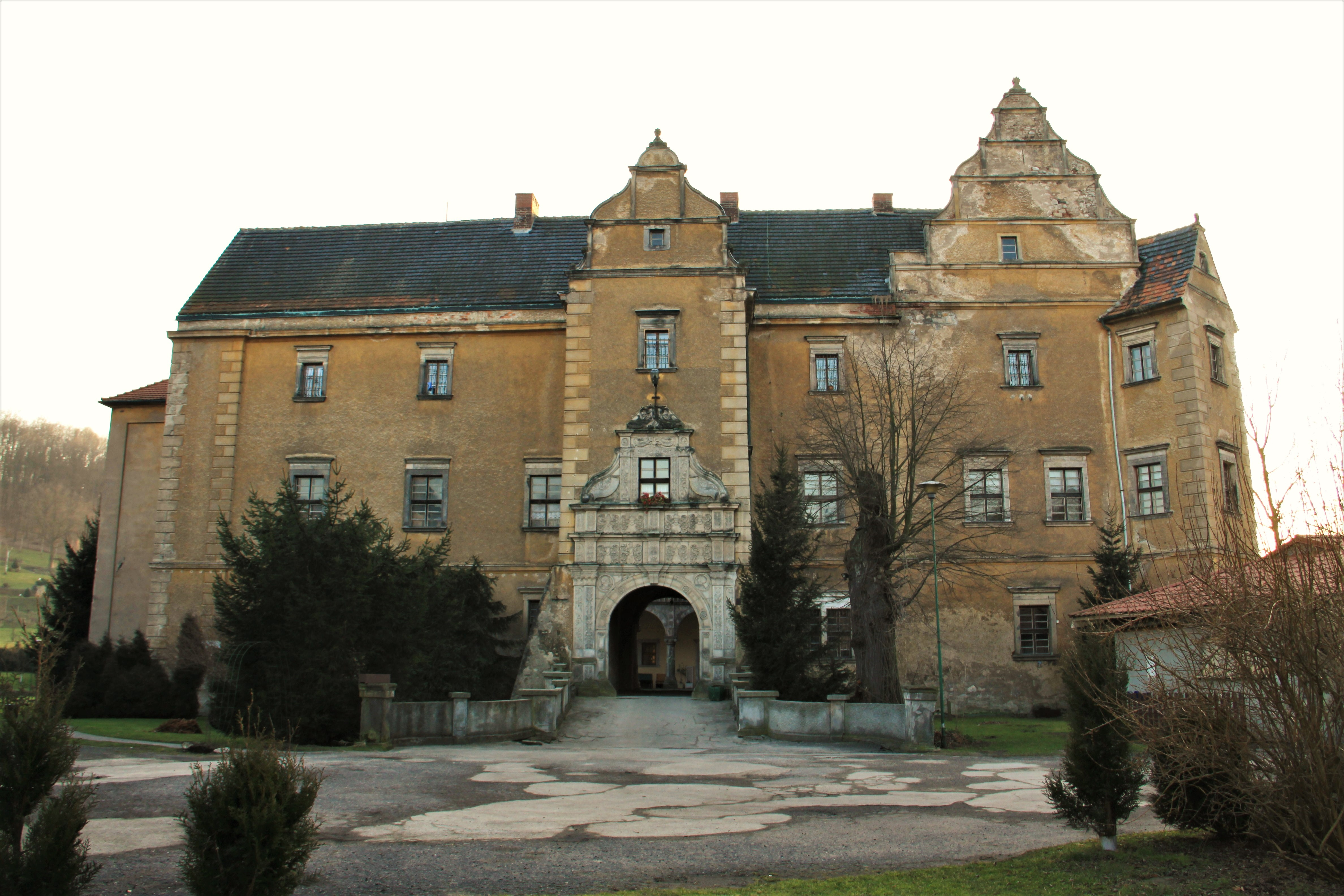
Замок Плаковице, прежде Плагвитц в 2015 году
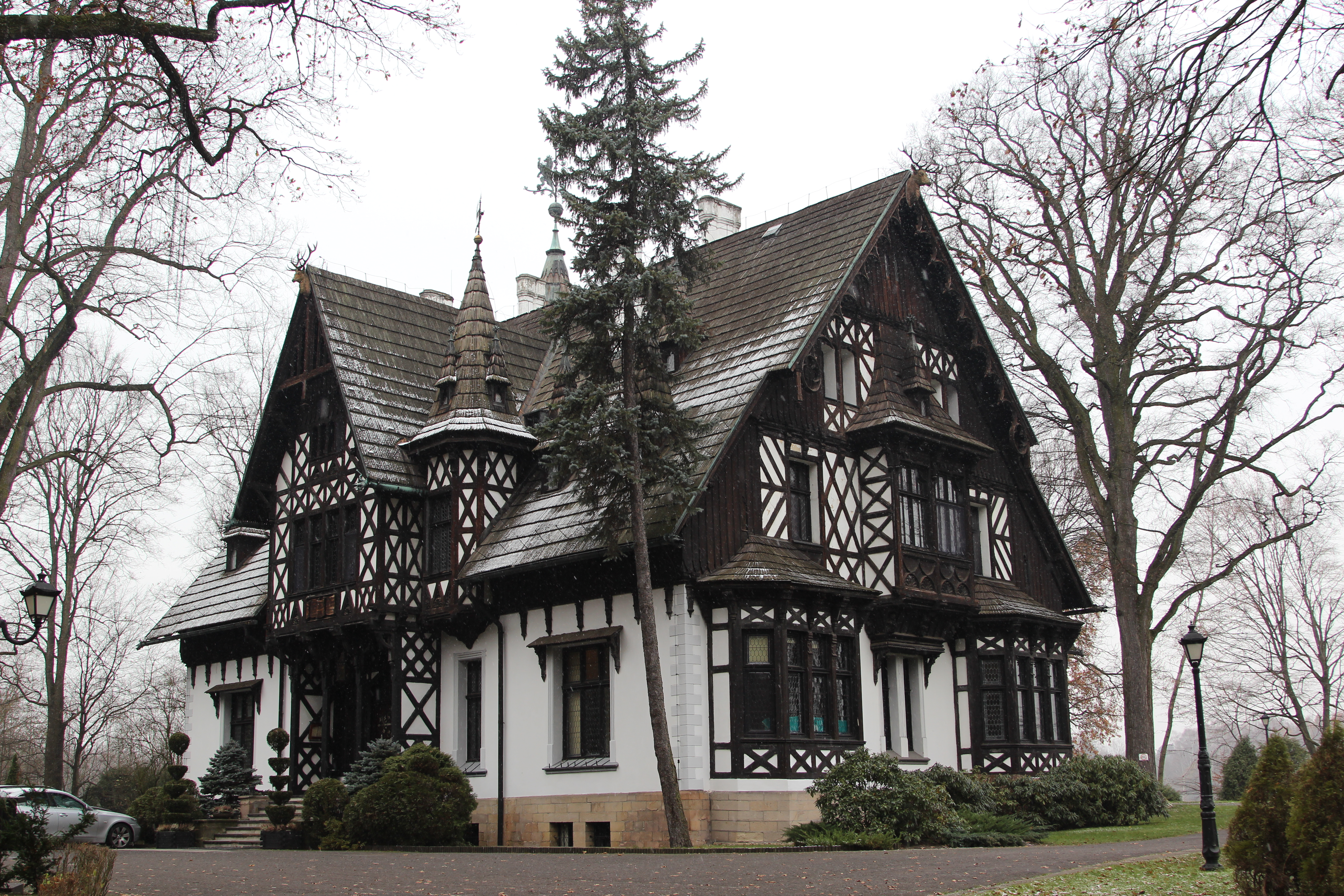
Замок Промнице, прежде Промнитц в 2016 году
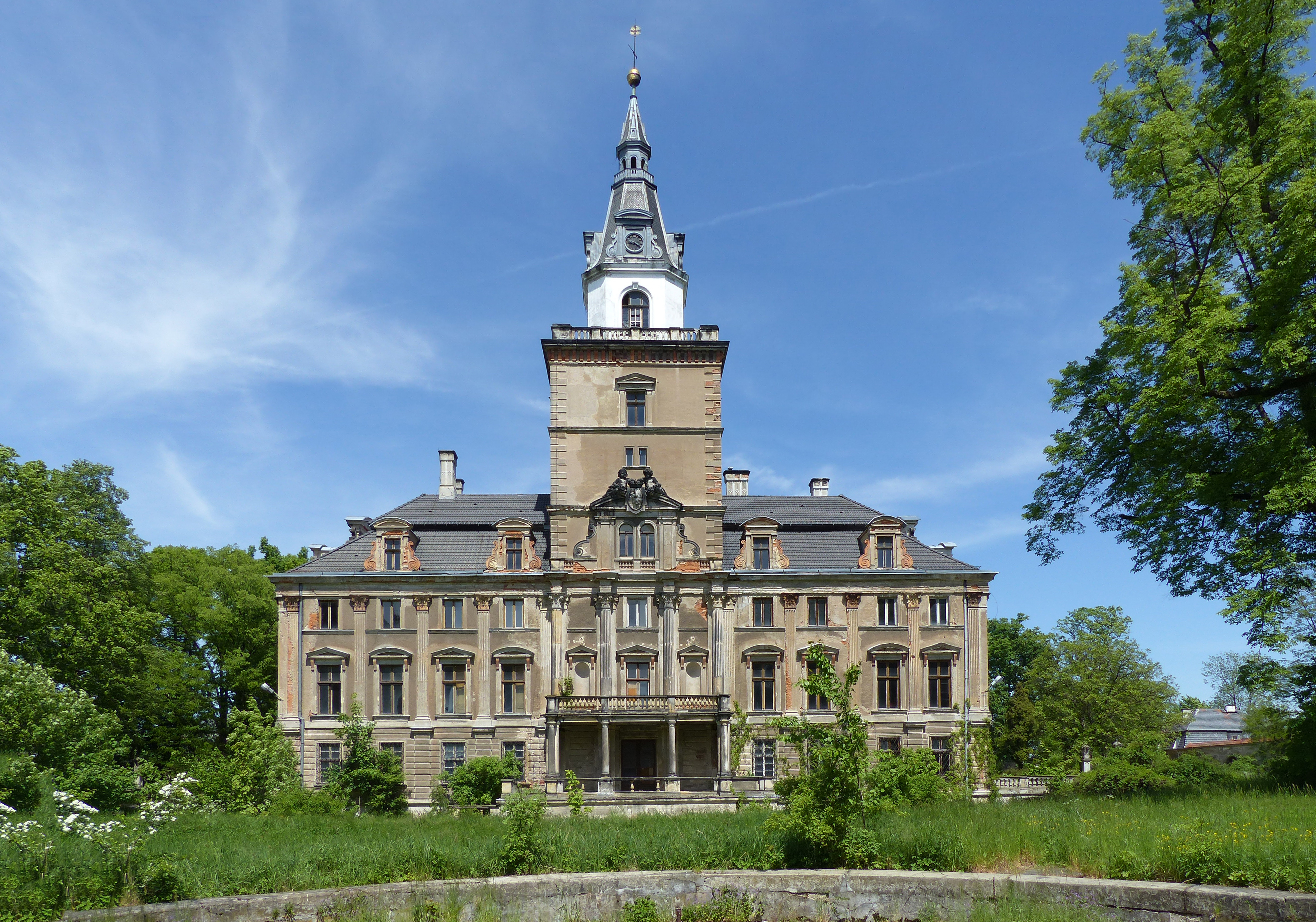
Замок Розтока, прежде Роншток в 2016 году
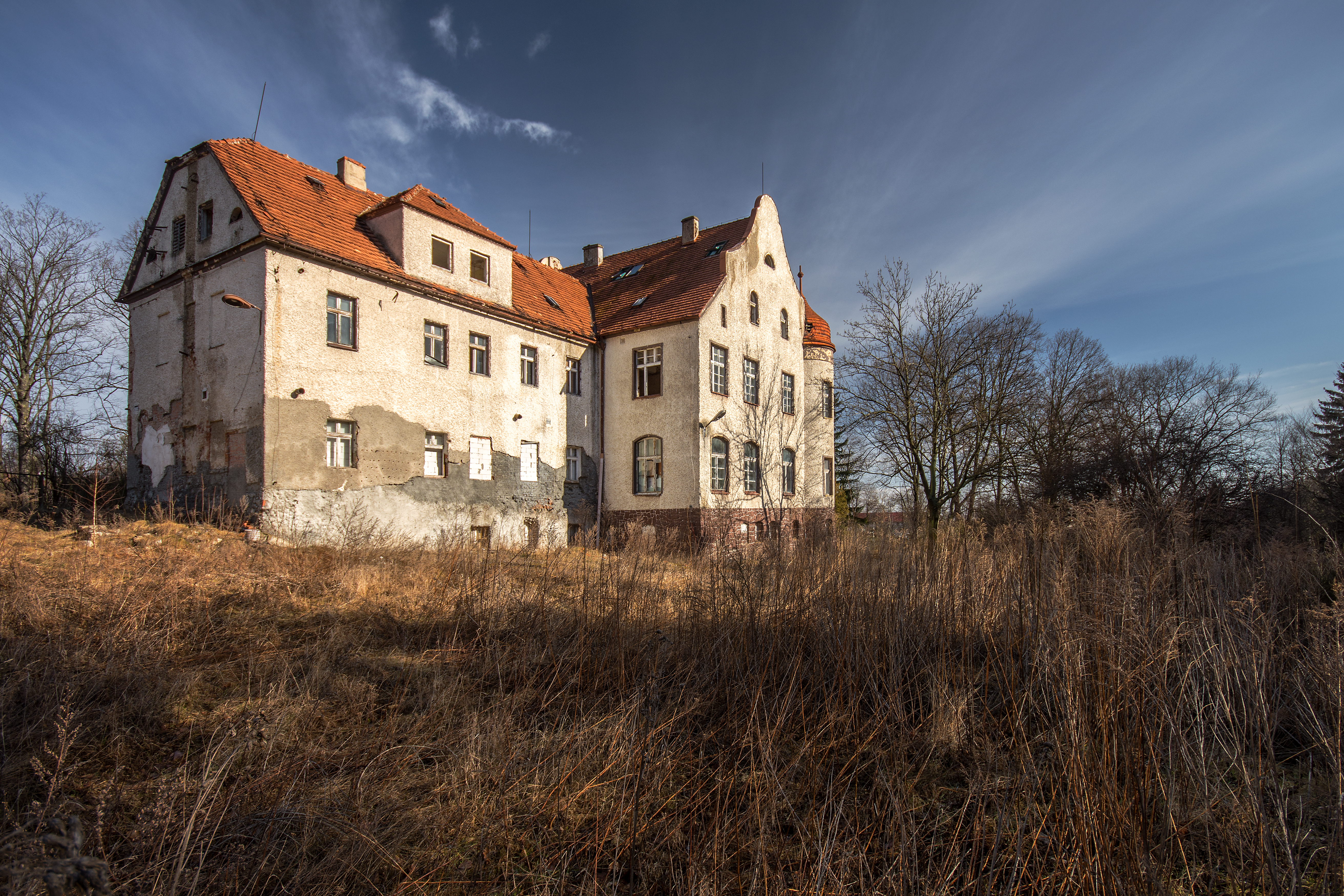
Замок Яскулин, прежде Мёнерсдорф в 2017 году

- Арменру
- Бад-Зальцбрунн
- Буркерсдорф
- Замок Вальденбург или Четтритц
- Бург Вальдштайн
- Вонвитц (1601—1609)
- Вюстегирсдорф
- Гёрберсдорф
- Горай
- Готтесберг
- Грёдитц с замками Гёдитцберг и Грёдитцбург (1800—1823), продано Вильгельму Христиану Бенеке
- Гюнтерсдорф
- Гюттмансдорф
- Дамбрау, куплено у князя Альфреда Хатцфельдт-Вильденбургского
- Диппельсдорф (начало XIV-го века — 29 октября 1512 года), продано монастырю Либенталь
- «Дворец фон Хохбергов» («Дом короля») на Рыночной площади дом 25 в Швайднитце (1694 — 3 января 1792 года)
- «Дом под семью электорами» в Бреслау
- Доннерау
- Кинсбург ( — 1545), продано Матеусу фон Логау, богемскому наместнику герцогств Швайднитц и Яуэр
- Клонитц
- Кратцкау (1699—1732), получено в качестве приданого
- Лейтен
- Лихтенау
- Людвигсвунш
- Мёнерсдорф
- Нойхаус, куплено 1871 году у наследников баронессы Амалии фон Дирн-Четтритц-Нойхаус
- Обер-Бёгендорф
- Плагвитц
- Польшильдерн
- Прауснитц
- Промнитц
- Пушкау
- Раймсвальдау
- Роншток (2 января 1497—1945), куплено Конрадом I фон Хохбергом у его шуринов братьев фон Райбнитц
- Роттенбах
- Рудольтовитц
- Город Фридланд с деревнями Альт-Фридланд, Голенау, Нойдорф, Распенау, Розенау, Шмидтсдорф[152]
- Хальбау
- Хохберговский дворец в Лигнитце
- Цобтен
- Шеппелвитц

### Чехия
- Вайссэльхюттен
- «Дворец Хохберга» на Гусовой улице дом 7 в Праге
- Задек
- Кинвальд
- Нойбистритц
- Ноймюле
- Пичин
- Хлубош
- Хохперк
- Штрутц

## Геральдика

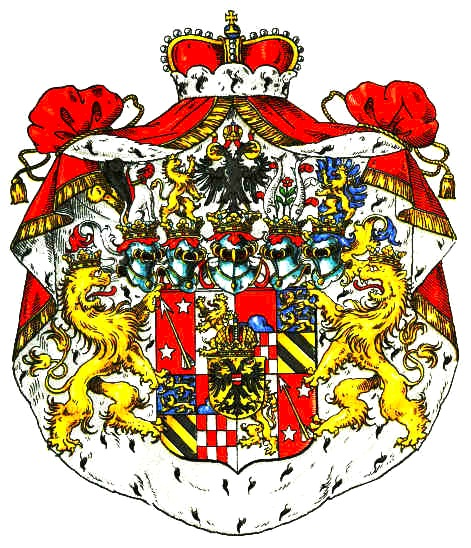
Большой герб князей Плесских. Рисунок Адольфа Миттиаса Хильдебрандта

Родовой герб — «гласный герб»: пересечённый щит в верхней части которого в червлёном (или серебряном) поле 3 лазурные (или изумрудные) горы, центральная из которых выше других, в нижней части серебряно-червлёное пересечённое и рассечённое поле (шаховница), шлем с золотой короной и червлёно-серебряным намётом покрыт нашлемником с растущей червлёной (или серебряной) розой между 2-х натуральных ныряющих форелей (или дельфинов) по сторонам которых по 3 червлёно-серебряно-червлёных страусовых пера.
Баронский герб — четверочастный щит в 1 и 3 частях которого в серебряном поле симметричные половины рассечённого чёрного парящего двуглавого орла (герб Священной Римской империи), во 2 и 4 частях пересечённый щит в верхней части которого в серебряном поле 3 лазурные горы, центральная из которых выше других, в нижней части серебряно-червлёное пересечённое и рассечённое поле.
Графский герб — четверочастный щит в 1 и 3 частях которого в серебряном поле устремлённый влево (иногда вправо) золотой в золотой короне разъярённый лев с раздвоенным хвостом, золотыми когтями и червлёным языком (Герб Чехии), во 2 и 4 частях пересечённый щит в верхней части которого в серебряном поле 3 лазурные горы, центральная из которых выше других, в нижней части серебряно-червлёное пересечённое и рассечённое поле. При возведении в ранг имперских графов в герб был добавлен увенчанный императорской короной центральный золотой щит с чёрным двуглавым орлом, в червлёный с серебряной балкой щит (герб Австрии) на груди которого была добавлена золотая литера «L» — монограмма императора Леопольда I, как знак особой монаршей милости.
Герб Плесского княжества: в лазурном поле 2 золотых вооружённых шествующих льва с раздвоенными хвостами, на шлеме с лазурно-золотым намётом золотой вооружённый двухвостый восстающий лев между 2 лазурными крыльями.
Князья Плесские использовали оригинальную геральдическую «Плесскую корону», представлявшую собой княжескую корону с 2-я лентами по сторонам, символизирующую единство духовной и светской власти и исторически происходящую от епископской митры князя-епископа Бреслау, владевшего Плессом в первой половине XVI-го века барона Бальтазара фон Промнитца.

## Галерея

### Исторические изображения гербов

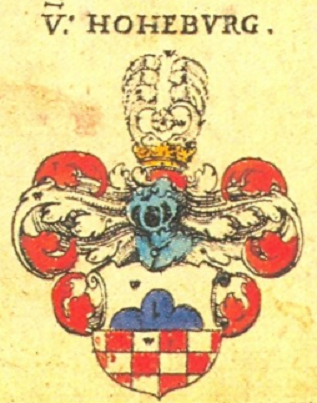
Герб рода фон Хоебург (Хохберг). Изображение из таблицы гербов рыцарских и дворянских родов Австрийского матрикула «Гербовника» Иоанна Зибмахера. Нюрнберг, 1605 год
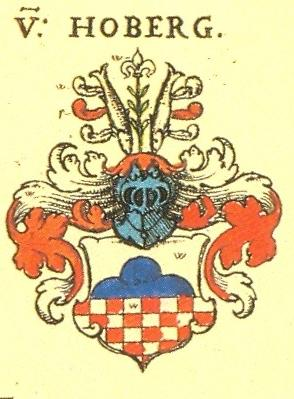
Герб рода фон Хоберг (Хохберг). Изображение из таблицы гербов рыцарских и дворянских родов Саксонского матрикула «Гербовника» Иоанна Зибмахера. Нюрнберг, 1605 год
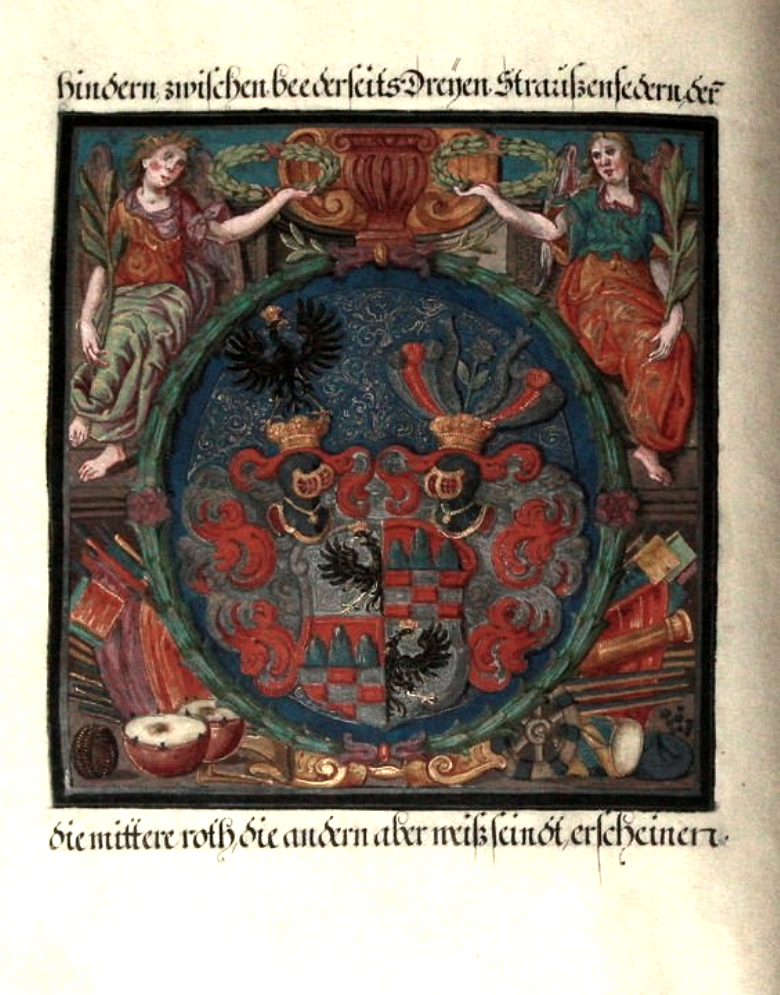
Изображение герба из диплома на баронское достоинство королевства Чехии от 23 сентября 1650 года для Ханса-Хайнриха I фон Хохберга. Собрание Воеводской публичной библиотеки в Ополе
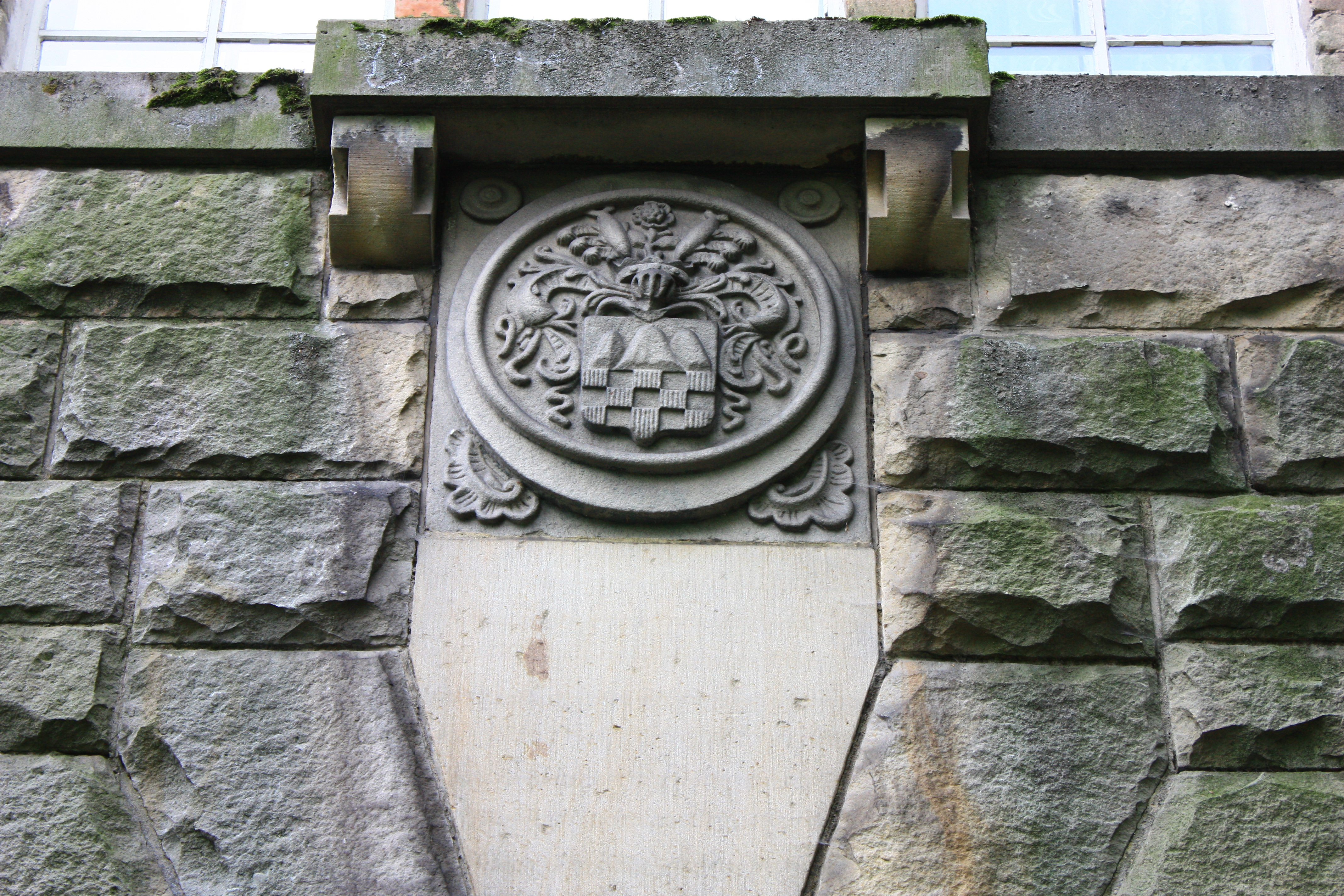
Герб рода фон Хохбергов на фасаде замка Щитна, 1830-е годы
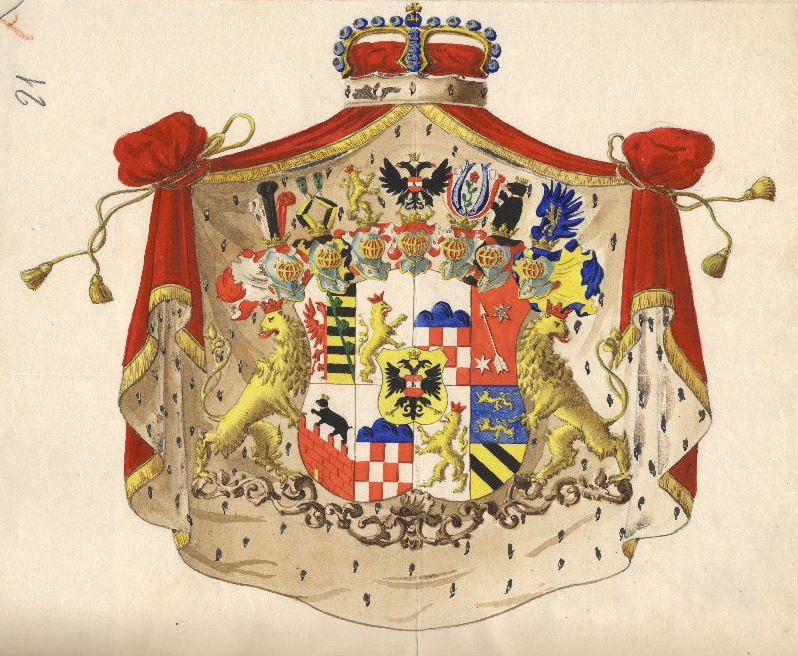
Неутверждённый вариант герба князей Плесских с гербами Асканийской династии. Берлин, 1850 год. Архив князей Плесских в Пщине
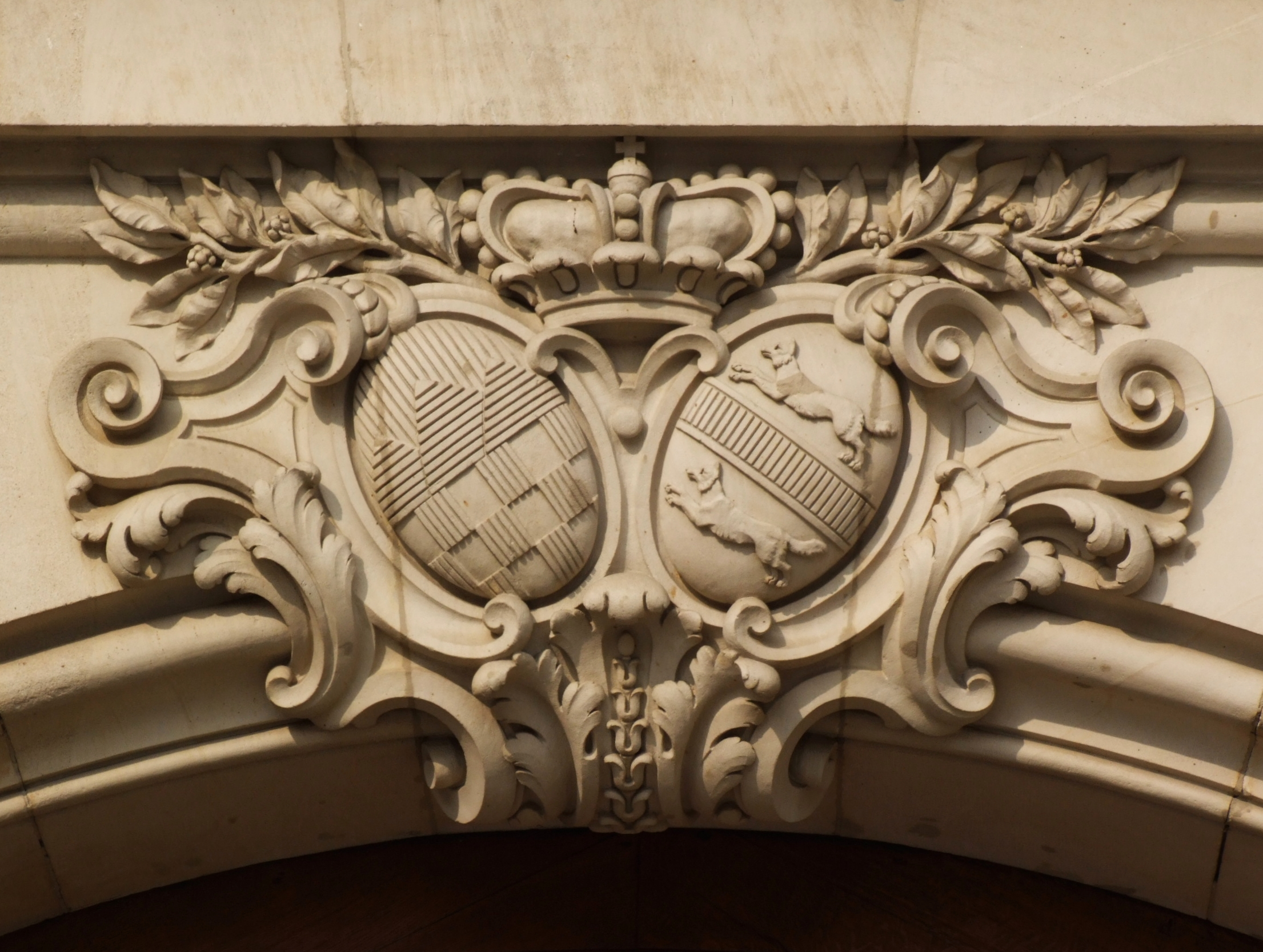
Гербы родов фон Хохберг и фон Кляйст на фасаде Пщинского замка, вторая половина 1870-х годов
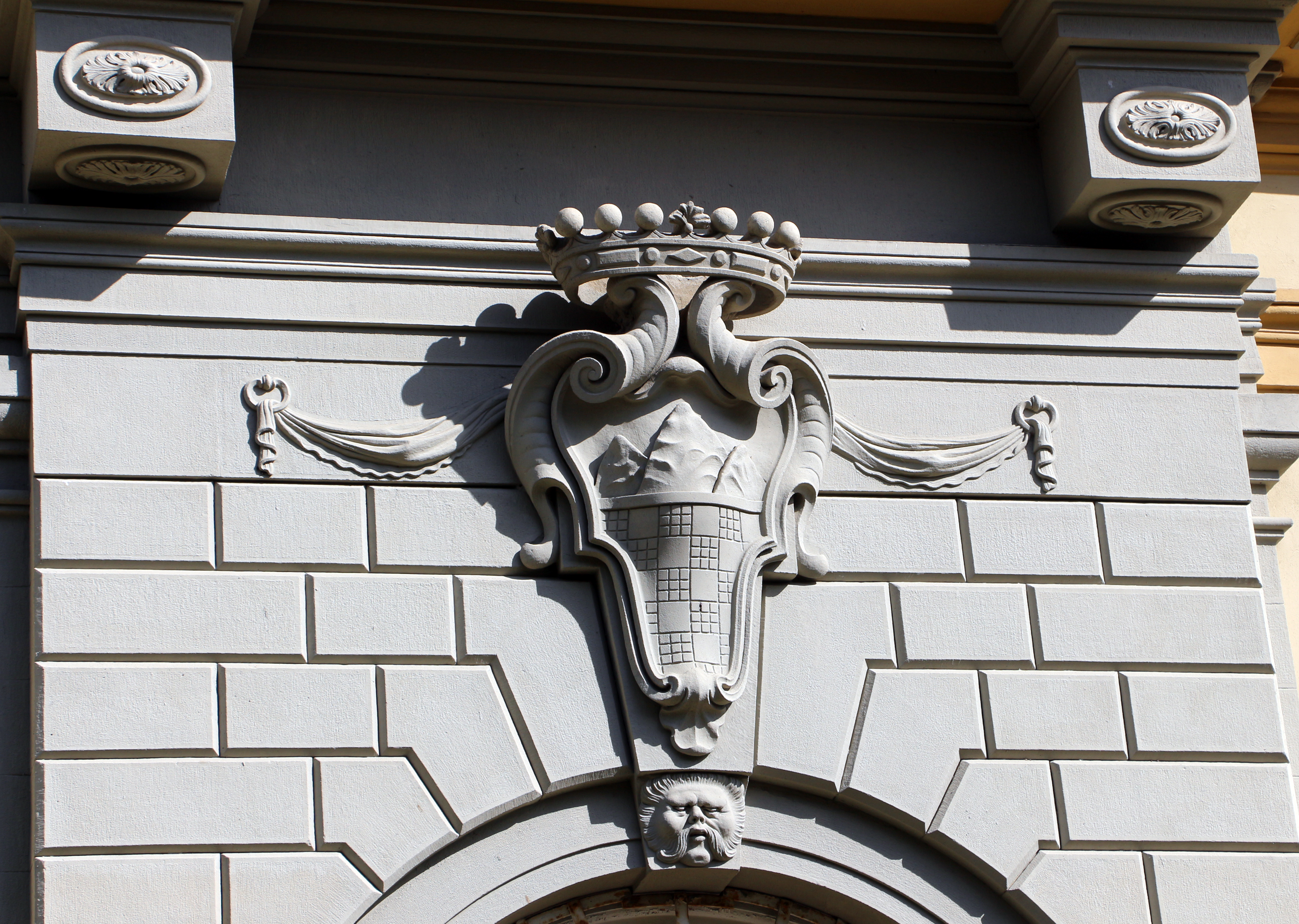
Герб рода фон Хохбергов на фасаде Виллы Монтальто во Фьезоле, 1880-е годы